# 교향악축제의 참가 악단 목록
아래의 내용은 예술의 전당에서 매년 개최되고 있는 교향악축제의 역대 참가 악단 목록이다. 연도와 공연 일시 순으로 작성하였고, 앙코르를 제외한 공식 연주 곡목들도 수록하였다. 악단 명칭은 공연 당시의 명칭을 따랐으며, 해당 항목으로 링크할 경우 현재 명칭으로 자동 이동되도록 했다.
2005년부터 일부 협연자 이름 옆에 붙은 *표시는 예술의 전당 주최 협연자 오디션에서 선발된 협연자임을 뜻한다. 일부 공연 기록은 관련 자료의 미비로 인해 누락되어 있으며, 추후 새로운 자료가 발견될 시 추가할 예정이다.

## 1988년
공연 기간: 2월 16일 ~ 3월 31일
참가 악단수: 11
- 2월 16일: KBS 교향악단 (지휘: 금난새)

김정길: 축전 서곡
루트비히 판 베토벤: 교향곡 제9번 (소프라노: 이규도/메조소프라노: 김신자/테너: 박인수/바리톤: 김관동/합창: 국립합창단·서울 시립 합창단·대우합창단·연세대학교 콘서트 콰이어·중앙대학교 마스터 코랄·한양대학교 음악대학 합창단)
- 2월 28일: 서울 시립 소년소녀 교향악단 (지휘: 박은성)

조아키노 로시니: 오페라 '세비야의 이발사' 서곡
루트비히 판 베토벤: 피아노 협주곡 제1번 (협연: 이혜경)
조르주 비제: 교향곡 C장조
- 3월 2일: 광주 시립 교향악단 (지휘: 하니 헨닝)

카를 마리아 폰 베버: 오페라 '마탄의 사수' 서곡
볼프강 아마데우스 모차르트: 플루트와 하프를 위한 협주곡 (협연: 송경화/권명자)
안토닌 드보르자크: 교향곡 제8번
- 3월 4일: 대전 시립 교향악단 (지휘: 임헌정)

엑토르 베를리오즈: 서곡 '로마의 사육제'
요제프 하이든: 첼로 협주곡 제2번 (협연: 이종영)
로베르트 슈만: 교향곡 제3번 '라인'
- 3월 9일: 대구 시립 교향악단 (지휘: 강수일)

요한 슈트라우스 2세: 오페레타 '박쥐' 서곡
표트르 차이콥스키: 바이올린 협주곡 (협연: 김영준)
엑토르 베를리오즈: 환상교향곡
- 3월 10일: 부산 시립 교향악단 (지휘: 박종혁)

주세페 베르디: 오페라 '시칠리아인의 저녁 기도' 서곡
리하르트 슈트라우스: 호른 협주곡 제1번 (협연: 신홍균)
세자르 프랑크: 교향곡 D단조
- 3월 16일: 수원 시립 교향악단 (지휘: 정두영)

이고르 스트라빈스키: 관현악 모음곡 제2번
볼프강 아마데우스 모차르트: 바이올린과 비올라를 위한 협주교향곡 (협연: 김남윤/최승용)
볼프강 아마데우스 모차르트: 교향곡 제35번 '하프너'
이고르 스트라빈스키: 발레 모음곡 '불새'
- 3월 19일: 전주 시립 교향악단 (지휘: 유영수)

조아키노 로시니: 오페라 '세미라미데' 서곡
안토닌 드보르자크: 첼로 협주곡 (협연: 김봉)
펠릭스 멘델스존: 교향곡 제3번 '스코틀랜드'
- 3월 23일: 코리안 심포니 오케스트라 (지휘: 다나카 요시카즈)

요하네스 브람스: 대학 축전 서곡
요하네스 브람스: 바이올린 협주곡 (협연: 정찬우)
요하네스 브람스: 교향곡 제4번
- 3월 25일: 인천 시립 교향악단 (지휘: 임원식)

표트르 차이콥스키: 피아노 협주곡 제1번 (협연: 이경숙)
엑토르 베를리오즈: 환상교향곡
- 3월 31일: 서울 시립 교향악단 (지휘: 정재동)

강석희: 대규모 관현악 '갈라'
구스타프 말러: 교향곡 제8번 (소프라노: 곽신형·이병렬·정은숙/알토: 강화자·정영자/테너: 박성원/바리톤: 김성길/베이스: 오현명/어린이합창: 서울 시립 소년소녀 합창단/합창: 서울 시립 합창단·대우합창단·인천 시립 합창단·수원 시립 합창단·연세대학교 콘서트 콰이어)

## 1989년
공연 기간: 2월 17일 ~ 3월 9일
참가 악단수: 11
- 2월 17일: KBS 교향악단 (지휘: 금난새)

루트비히 판 베토벤: 극음악 '에그몬트' 서곡
루트비히 판 베토벤: 바이올린, 첼로와 피아노를 위한 3중 협주곡 (협연: 안 트리오)
루트비히 판 베토벤: 교향곡 제5번
- 2월 21일: 수원 시립 교향악단 (지휘: 김몽필)

리하르트 바그너: 오페라 '리엔치' 서곡
요하네스 브람스: 바이올린과 첼로를 위한 2중 협주곡 (협연: 김남윤/김봉)
안토닌 드보르자크: 교향곡 제4번
- 2월 23일: 강릉 시립 교향악단 (지휘: 곽진용)

프란츠 폰 주페: 오페레타 '시인과 농부' 서곡
막스 브루흐: 바이올린 협주곡 제1번 (협연: 김의명)
요제프 하이든: 교향곡 제101번 '시계'
카미유 생상: 동물의 사육제
- 2월 24일: 전주 시립 교향악단 (지휘: 유영수)

조아키노 로시니: 오페라 '세비야의 이발사' 서곡
루트비히 판 베토벤: 피아노 협주곡 제5번 (협연: 이경숙)
루트비히 판 베토벤: 교향곡 제7번
- 2월 25일: 청주 시립 교향악단 (지휘: 김병규)

장 시벨리우스: 교향시 '핀란디아'
요제프 하이든: 첼로 협주곡 제1번 (협연: 이동우)
조르주 비제: 모음곡 '아를의 여인' (번호 불명)
- 2월 28일: 광주 시립 교향악단 (지휘: 금노상)

카를 마리아 폰 베버: 오페라 '마탄의 사수' 서곡
에드바르 그리그: 피아노 협주곡 (협연: 박은희)
표트르 차이콥스키: 교향곡 제6번 '비창'
- 3월 2일: 부산 시립 교향악단 (지휘: 박은성)

요하네스 브람스: 대학 축전 서곡
펠릭스 멘델스존: 바이올린 협주곡 (협연: 정찬우)
요하네스 브람스: 교향곡 제4번
- 3월 4일: 대구 시립 교향악단 (지휘: 강수일)

펠릭스 멘델스존: 서곡 '핑갈의 동굴'
펠릭스 멘델스존: 피아노 협주곡 제2번 (협연: 윤미경)
드미트리 쇼스타코비치: 교향곡 제5번
- 3월 6일: 대전 시립 교향악단 (지휘: 임헌정)

리하르트 바그너: 악극 '뉘른베르크의 마이스터징어' 제1막 전주곡
카미유 생상: 첼로 협주곡 제1번 (협연: 백청심)
표트르 차이콥스키: 교향곡 제5번
- 3월 7일: 인천 시립 교향악단 (지휘: 임원식)

우종갑: 관현악을 위한 전주곡 '파(巴)'
표트르 차이콥스키: 바이올린 협주곡 (협연: 데이비드 김)
요하네스 브람스: 교향곡 제2번
- 3월 9일: 코리안 심포니 오케스트라 (지휘: 폴커 레니케)

볼프강 아마데우스 모차르트: 교향곡 제36번 '린츠'
로베르트 슈만: 피아노 협주곡 (협연: 김형규)
리하르트 슈트라우스: 교향시 '죽음과 변용'

## 1990년
공연 기간: 2월 15일 ~ 3월 12일
참가 악단수: 15
- 2월 15일: KBS 교향악단 (지휘: 금난새)

볼프강 아마데우스 모차르트: 오페라 '피가로의 결혼' 서곡
볼프강 아마데우스 모차르트: (두 대의) 피아노 협주곡 제10번 (협연: 장혜원/함영림)
로디온 셰드린: 카르멘 모음곡
- 2월 16일: 수원 시립 교향악단 (지휘: 정두영)

볼프강 아마데우스 모차르트: 오페라 '후궁 탈출' 서곡
루트비히 판 베토벤: 바이올린 협주곡 (협연: 장인아수)
요하네스 브람스: 교향곡 제1번
- 2월 20일: 대전 시립 교향악단 (지휘: 박종혁)

주세페 베르디: 오페라 '잔 다르크' 서곡
볼프강 아마데우스 모차르트: 바이올린 협주곡 제5번 (협연: 정준수)
펠릭스 멘델스존: 교향곡 제4번 '이탈리아'
- 2월 21일: 부천 시립 교향악단 (지휘: 임헌정)

이성재: 가야금과 현을 위한 '도드리 3' (협연: 이재숙)
요제프 하이든: 트럼펫 협주곡 (협연: 이강일)
이고르 스트라빈스키: 발레 모음곡 '풀치넬라'
요하네스 브람스: 교향곡 제3번
- 2월 23일: 강릉 시립 교향악단 (지휘: 곽진용)

카를 마리아 폰 베버: 오페라 '마탄의 사수' 서곡
펠릭스 멘델스존: 피아노 협주곡 제1번 (협연: 박은희)
요제프 하이든: 교향곡 제94번 '놀람'
- 2월 24일: 제주 시립 교향악단 (지휘: 이선문)

프란츠 폰 주페: 오페레타 '경기병' 서곡
볼프강 아마데우스 모차르트: 바이올린 협주곡 제3번 (협연: 김남윤)
프란츠 슈베르트: 교향곡 제8번 '미완성'
- 2월 27일: 인천 시립 교향악단 (지휘: 임원식)

루트비히 판 베토벤: 바이올린, 첼로와 피아노를 위한 3중 협주곡 (협연: 정찬우/김봉/신수정)
루트비히 판 베토벤: 교향곡 제3번 '영웅'
- 2월 28일: 부산 시립 교향악단 (지휘: 박은성)

리하르트 바그너: 오페라 '리엔치' 서곡
표트르 차이콥스키: 바이올린 협주곡 (협연: 김현아)
장 시벨리우스: 교향곡 제2번
- 3월 2일: 청주 시립 교향악단 (지휘: 김병규)

루트비히 판 베토벤: 극음악 '에그몬트' 서곡
요제프 하이든: 첼로 협주곡 제2번 (협연: 나덕성)
루트비히 판 베토벤: 교향곡 제5번
- 3월 3일: 대구 시립 교향악단 (지휘: 강수일)

조아키노 로시니: 오페라 '세비야의 이발사' 서곡
볼프강 아마데우스 모차르트: 피아노 협주곡 제23번 (협연: 신봉애)
요하네스 브람스: 교향곡 제2번
- 3월 5일: 춘천 시립 교향악단 (지휘: 이한돈)

프란츠 슈베르트: 극음악 '로자문데' 서곡
펠릭스 멘델스존: 바이올린 협주곡 (협연: 김영준)
프란츠 슈베르트: 교향곡 제9번
- 3월 6일: 광주 시립 교향악단 (지휘: 금노상)

미하일 글린카: 오페라 '루슬란과 류드밀라' 서곡
표트르 차이콥스키: 피아노 협주곡 제1번 (협연: 김영호)
안토닌 드보르자크: 교향곡 제8번
- 3월 8일: 마산 시립 교향악단 (지휘: 이동호)

볼프강 아마데우스 모차르트: 오페라 '마술피리' 서곡
에드바르 그리그: 피아노 협주곡 (협연: 김용배)
니콜라이 림스키코르사코프: 교향 모음곡 '세헤라자데'
- 3월 10일: 서울 시립 교향악단 (지휘: 정재동)

세르게이 프로코피예프: 오페라 '세 개의 오렌지의 사랑' 서곡
루트비히 판 베토벤: 피아노 협주곡 제4번 (협연: 이미주)
모데스트 무소륵스키: 전람회의 그림 (모리스 라벨 관현악 편곡판)
- 3월 12일: 코리안 심포니 오케스트라 (지휘: 모미야마 가즈아키)

이고르 스트라빈스키: 발레 모음곡 '불새'
니콜로 파가니니: 바이올린 협주곡 제1번 (협연: 김진)
이고르 스트라빈스키: 발레 모음곡 '페트루시카'

## 1991년
공연 기간: 2월 21일 ~ 3월 23일
참가 악단수: 16
- 2월 21일: 서울 시립 교향악단 (지휘: 박은성)

김병곤: 관현악 '초엽'
카미유 생상: 바이올린 협주곡 제3번 (협연: 배익환)
리하르트 슈트라우스: 교향시 '영웅의 생애'
- 2월 22일: 서울 아카데미 심포니 오케스트라 (지휘: 장일남)

장일남: 교향시 '한강'
루트비히 판 베토벤: 바이올린 협주곡 (협연: 김안나)
세자르 프랑크: 교향곡 D단조
- 2월 25일: KBS 교향악단 (지휘: 금난새)

볼프강 아마데우스 모차르트: 교향곡 제26번
볼프강 아마데우스 모차르트: 피아노 협주곡 제20번 (협연: 이경미)
볼프강 아마데우스 모차르트: 모테트 '기뻐하라, 환호하라' (소프라노 협연: 넬리 리)
볼프강 아마데우스 모차르트: 교향곡 제38번 '프라하'
- 2월 26일: 수원 시립 교향악단 (지휘: 최승한)

박재열: 관현악과 타악기를 위한 '경'
표트르 차이콥스키: 바이올린 협주곡 (협연: 이순익)
볼프강 아마데우스 모차르트: 교향곡 제39번
- 2월 28일: 청주 시립 교향악단 (지휘: 이규형)

카를 마리아 폰 베버: 오페라 '마탄의 사수' 서곡
막스 브루흐: 바이올린 협주곡 제1번 (협연: 김현미)
안토닌 드보르자크: 교향곡 제8번
- 3월 2일: 부천 시립 교향악단 (지휘: 임헌정)

백병동: 관현악 '산수도'
펠릭스 멘델스존: 바이올린 협주곡 (협연: 김광군)
안토닌 드보르자크: 교향곡 제9번 '신세계로부터'
- 3월 5일: 서울 심포니 오케스트라 (지휘: 로만 코프만)

박정선: 관현악 '88회상'
헨리크 비에니아프스키: 바이올린 협주곡 제2번 (협연: 김영준)
드미트리 쇼스타코비치: 교향곡 제5번
- 3월 7일: 광주 시립 교향악단 (지휘: 금노상)

새뮤얼 바버: 현을 위한 아다지오
요제프 하이든: 바이올린, 첼로, 오보에와 바순을 위한 협주교향곡 (협연: 김남윤/이동주/이희성/최중원)
표트르 차이콥스키: 교향곡 제5번
- 3월 8일: 목포 시립 교향악단 (지휘: 김경양)

주세페 베르디: 오페라 '나부코' 서곡
볼프강 아마데우스 모차르트: (세 대의) 피아노 협주곡 제7번 '로드론' (협연: 장혜원/김순담/계명선)
루트비히 판 베토벤: 교향곡 제5번
- 3월 9일: 전주 시립 교향악단 (지휘: 유영수)[5]

- 3월 12일: 마산 시립 교향악단 (지휘: 이동호)

유병은: 시나위 제5번 '5월의 노래'
볼프강 아마데우스 모차르트: 두 대의 바이올린을 위한 콘체르토네 (협연: 김복현/박상우)
표트르 차이콥스키: 교향곡 제5번
- 3월 14일: 부산 시립 교향악단 (지휘: 마르크 고렌시테인)

이상근: 팀파니와 현을 위한 '콘트라스트'
요하네스 브람스: 피아노 협주곡 제1번 (협연: 문창록)
표트르 차이콥스키: 교향곡 제6번 '비창'
- 3월 15일: 뉴욕 한인 교향악단 (지휘: 심경흠)

볼프강 아마데우스 모차르트: 오페라 '피가로의 결혼' 서곡
표트르 차이콥스키: 바이올린 협주곡 (협연: 강혜선)
볼프강 아마데우스 모차르트: 교향곡 제40번
- 3월 19일: 인천 시립 교향악단 (지휘: 임원식)

니콜라이 림스키코르사코프: 스페인 기상곡
프란츠 리스트: 피아노 협주곡 제1번 (협연: 라정혜)
요하네스 브람스: 교향곡 제1번
- 3월 20일: 대전 시립 교향악단 (지휘: 정두영)

에런 코플랜드: 보통 사람을 위한 팡파르
찰스 아이브스: 대답없는 질문
볼프강 아마데우스 모차르트: 교향곡 제35번 '하프너'
루트비히 판 베토벤: 바이올린, 첼로와 피아노를 위한 3중 협주곡 (협연: 김미경/지진경/한정강)
- 3월 21일: 춘천 시립 교향악단 (지휘: 이한돈)

조아키노 로시니: 오페라 '도둑 까치' 서곡
카미유 생상: 첼로 협주곡 제1번 (협연: 박경옥)
루트비히 판 베토벤: 교향곡 제1번
- 3월 22일: 울산 시립 교향악단 (지휘: 한병함)[7]

- 3월 23일: 코리안 심포니 오케스트라 (지휘: 폴커 레니케)

볼프강 아마데우스 모차르트: 오페라 '이도메네오' 서곡
카미유 생상: 피아노 협주곡 제2번 (협연: 문익주)
리하르트 슈트라우스: 알프스 교향곡

## 1992년
공연 기간: 2월 15일 ~ 3월 17일
참가 악단수: 18
- 2월 15일: 서울 시립 교향악단 (지휘: 박은성)

백병동: 관현악 '진혼곡'
요하네스 브람스: 바이올린 협주곡 (협연: 이성주)
요하네스 브람스: 교향곡 제1번
- 2월 20일: 수원 시립 교향악단 (지휘: 유종)

유종: 올림피아 행진곡
요하네스 브람스: 바이올린과 첼로를 위한 2중 협주곡 (협연: 홍종화/이승진)
모데스트 무소륵스키: 전람회의 그림 (모리스 라벨 관현악 편곡판)
- 2월 21일: 마산 시립 교향악단 (지휘: 이동호)

모데스트 무소륵스키: 교향시 '민둥산의 하룻밤' (니콜라이 림스키코르사코프 편집판)
구스타프 말러: 방황하는 젊은이의 노래 (바리톤 협연: 김관동)
볼프강 아마데우스 모차르트: 오보에, 클라리넷, 호른과 바순을 위한 협주교향곡 (의심작. 협연: 이희선/김현곤/신홍균/윤상원)
안토닌 드보르자크: 교향곡 제8번
- 2월 22일: 제주 시립 교향악단 (지휘: 이선문)

드미트리 쇼스타코비치: 축전 서곡
볼프강 아마데우스 모차르트: 피아노 협주곡 제21번 (협연: 손국임)
볼프강 아마데우스 모차르트: 교향곡 제40번
- 2월 26일: 부천 시립 교향악단 (지휘: 임헌정)

요한 제바스티안 바흐: '음악의 헌정' 중 6성 리체르카레 (안톤 베베른 관현악 편곡판)
세르게이 프로코피예프: 첼로와 관현악을 위한 협주교향곡 (협연: 조영창)
요하네스 브람스: 교향곡 제2번
- 2월 27일: 대구 시립 교향악단 (지휘: 박성완)

프란츠 슈베르트: 극음악 '로자문데' 서곡
펠릭스 멘델스존: 바이올린 협주곡 (협연: 서순정)
에드바르 그리그: 교향 춤곡
- 2월 28일: 충남 교향악단 (지휘: 박종혁)

조아키노 로시니: 오페라 '탄크레디' 서곡
조지 거슈윈: 피아노 협주곡 (협연: 김용배)
표트르 차이콥스키: 교향곡 제5번
- 3월 2일: 군산 시립 교향악단 (지휘: 박판길)

볼프강 아마데우스 모차르트: 오페라 '피가로의 결혼' 서곡
막스 브루흐: 바이올린 협주곡 제1번 (협연: 김남윤)
표트르 차이콥스키: 교향곡 제5번
- 3월 3일: 춘천 시립 교향악단 (지휘: 류석원)

조아키노 로시니: 오페라 '세비야의 이발사' 서곡
루트비히 판 베토벤: 바이올린 협주곡 (협연: 최인철)
안토닌 드보르자크: 교향곡 제9번 '신세계로부터'
- 3월 4일: KBS 교향악단 (지휘: 금난새)

펠릭스 멘델스존: 극음악 '한여름밤의 꿈' 중 스케르초
루트비히 판 베토벤: 바이올린, 첼로와 피아노를 위한 3중 협주곡 (협연: 김민/양성원/이혜전)
펠릭스 멘델스존: 교향곡 제3번 '스코틀랜드'
- 3월 6일: 서울 심포니 오케스트라 (지휘: 로만 코프만)

펠릭스 멘델스존: 교향곡 제4번 '이탈리아'
표트르 차이콥스키: 바이올린 협주곡 (협연: 신현주)
이고르 스트라빈스키: 발레 모음곡 '불새'
- 3월 9일: 전주 시립 교향악단 (지휘: 니콜라이 디아디우라)

프란츠 슈베르트: 극음악 '로자문데' 서곡
루트비히 판 베토벤: 피아노 협주곡 제3번 (협연: 이영희)
펠릭스 멘델스존: 교향곡 제5번 '종교개혁'
- 3월 10일: 울산 시립 교향악단 (지휘: 신현석)

주세페 베르디: 오페라 '운명의 힘' 서곡
루트비히 판 베토벤: 피아노 협주곡 제5번 (협연: 이경숙)
루트비히 판 베토벤: 교향곡 제3번 '영웅'
- 3월 11일: 광주 시립 교향악단 (지휘: 금노상)

이고르 스트라빈스키: 발레 모음곡 '불새'
프란츠 리스트: 피아노 협주곡 제1번 (협연: 노미경)
루트비히 판 베토벤: 교향곡 제1번
- 3월 13일: 부산 시립 교향악단 (지휘: 마르크 고렌시테인)

볼프강 아마데우스 모차르트: 오페라 '피가로의 결혼' 서곡
세르게이 라흐마니노프: 피아노 협주곡 제2번 (협연: 김대진)
프란츠 슈베르트: 교향곡 제7번 (펠릭스 바인가르트너 완성판)
- 3월 14일: 대전 시립 교향악단 (지휘: 정두영)

장필리프 라모: 발레 모음곡 (펠릭스 모틀 편집판)
클로드 드뷔시: 하프와 현을 위한 두 개의 춤곡 (협연: 박은정)
클로드 드뷔시: 목신의 오후 전주곡
리하르트 슈트라우스: 호른 협주곡 제1번 (협연: 김영률)
리하르트 슈트라우스: 교향시 '죽음과 변용'
- 3월 16일: 서울 아카데미 심포니 오케스트라 (지휘: 장일남)

루트비히 판 베토벤: 극음악 '슈테판 왕' 서곡
장 시벨리우스: 바이올린 협주곡 (협연: 서혜주)
루트비히 판 베토벤: 교향곡 제7번
- 3월 17일: 코리안 심포니 오케스트라 (지휘: 노르베르트 토마스)

펠릭스 멘델스존: 서곡 '핑갈의 동굴'
카를 라이네케: 플루트 협주곡 (협연: 송여진)
리하르트 슈트라우스: 가정 교향곡

## 1993년
공연 기간: 2월 27일 ~ 3월 17일
참가 악단수: 17
- 2월 27일: 부천 시립 교향악단 (지휘: 임헌정)

버르토크 벨러: 디베르티멘토
루이스 슈포어: 현악 4중주와 관현악을 위한 협주곡 (협연: 21세기 현악 4중주단)
이강율: 관현악 '흐름'
이고르 스트라빈스키: 발레 모음곡 '불새'
- 2월 28일: 청주 시립 교향악단 (지휘: 이규형)

미하일 글린카: 오페라 '루슬란과 류드밀라' 서곡
볼프강 아마데우스 모차르트: 클라리넷 협주곡 (협연: 김동진)
볼프강 아마데우스 모차르트: 교향곡 제35번 '하프너'
- 3월 1일: 서울 아카데미 심포니 오케스트라 (지휘: 원경수)

루트비히 판 베토벤: 피아노 협주곡 제4번 (협연: 한정강)
루트비히 판 베토벤: 교향곡 제3번 '영웅'
- 3월 2일: 수원 시립 교향악단 (지휘: 금난새)

에드워드 엘가: 위풍당당 행진곡 제1번
에드워드 엘가: 첼로 협주곡 (협연: 김인영)
볼프강 아마데우스 모차르트: 피아노 협주곡 제20번 (협연: 허승연)
이고르 스트라빈스키: 3악장의 교향곡
- 3월 3일: 인천 시립 교향악단 (지휘: 김중석)

정태봉: 교향 서곡 '단군'
알렉산드르 글라주노프: 바이올린 협주곡 (협연: 김유미)
요하네스 브람스: 교향곡 제2번
- 3월 4일: 창원 시립 교향악단 (지휘: 김도기)

표트르 차이콥스키: 교향시 '운명'
펠릭스 멘델스존: 피아노 협주곡 제1번 (협연: 김용배)
알렉산드르 보로딘: 교향곡 제2번
- 3월 5일: 마산 시립 교향악단 (지휘: 이동호)

최천희: 사물놀이와 관현악 '몽중음시' (협연: 국립국악원 타악 단원들)
카미유 생상: 바이올린 협주곡 제3번 (협연: 전용우)
베드르지흐 스메타나: 교향시 '블타바(몰다우)'
에드바르 그리그: 모음곡 '페르 귄트' 제1번
장 시벨리우스: 교향시 '핀란디아'
표트르 차이콥스키: 이탈리아 기상곡
- 3월 6일: 대구 필하모닉 오케스트라 (지휘: 최영권)

프란츠 폰 주페: 오페레타 '시인과 농부' 서곡
카미유 생상: 피아노 협주곡 제2번 (협연: 이혜은)
카미유 생상: 첼로 협주곡 제1번 (협연: 지진경)
안토닌 드보르자크: 교향곡 제9번 '신세계로부터'
- 3월 8일: 충남 교향악단 (지휘: 박종혁)

주세페 베르디: 오페라 '시칠리아인의 저녁 기도' 서곡 
에드워드 맥다월: 피아노 협주곡 제2번 (협연: 김형배)
안토닌 드보르자크: 교향곡 제6번
- 3월 9일: KBS 교향악단 (지휘: 오트마 마가)

요하네스 브람스: 바이올린과 첼로를 위한 2중 협주곡 (협연: 김남윤/박상민)
리하르트 슈트라우스: 교향시 '차라투슈트라는 이렇게 말했다'
- 3월 11일: 대구 시립 교향악단 (지휘: 박성완)

레너드 번스타인: 오페레타 '캔디드' 서곡
루트비히 판 베토벤: 바이올린, 첼로와 피아노를 위한 3중 협주곡 (협연: 모리스 트리오 앙상블)
표트르 차이콥스키: 교향곡 제5번
- 3월 12일: 울산 시립 교향악단 (지휘: 금난새)

루트비히 판 베토벤: 극음악 '에그몬트' 서곡
루트비히 판 베토벤: 피아노 협주곡 제3번 (협연: 장혜원)
루트비히 판 베토벤: 교향곡 제7번
- 3월 13일: 목포 시립 교향악단 (지휘: 안봉현)

미하일 글린카: 오페라 '루슬란과 류드밀라' 서곡
볼프강 아마데우스 모차르트: 바이올린과 비올라를 위한 협주교향곡 (협연: 정찬우/조명희)
루트비히 판 베토벤: 교향곡 제1번
- 3월 14일: 서울 심포니 오케스트라 (지휘: 예지 스보보다)

강순미: 소프라노와 관현악 '바라춤' (협연: 윤현주)
막스 브루흐: 바이올린 협주곡 제1번 (협연: 최민재)
표트르 차이콥스키: 교향곡 제5번
- 3월 15일: 대전 시립 교향악단 (지휘: 정두영)

카를 필리프 에마누엘 바흐: 합주 협주곡 D장조
요한 제바스티안 바흐: 브란덴부르크 협주곡 제5번 (플루트: 배재영/바이올린: 김미영/하프시코드: 오자경)
버르토크 벨러: 관현악을 위한 협주곡
- 3월 16일: 춘천 시립 교향악단 (지휘: 송석우)

볼프강 아마데우스 모차르트: 오페라 '마술피리' 서곡
로베르트 슈만: 피아노 협주곡 (협연: 전혜경)
표트르 차이콥스키: 교향곡 제6번 '비창'
- 3월 17일: 코리안 심포니 오케스트라 (지휘: 모미야마 가즈아키)

아르놀트 쇤베르크: 정화된 밤 (현악 합주판)
세르게이 프로코피예프: 피아노 협주곡 제3번 (협연: 장형준)
이고르 스트라빈스키: 발레 '봄의 제전'

## 1994년
공연 기간: 2월 18일 ~ 3월 17일
참가 악단수: 24
- 2월 18일: 수원 시립 교향악단 (지휘: 금난새)

김성기: 창작 관현악 작품 (곡명 불명)
카미유 생상: 피아노 협주곡 제2번 (협연: 박순재)
루트비히 판 베토벤: 교향곡 제9번 (소프라노: 박미혜/메조소프라노: 방현희/테너: 박세원/베이스: 고성현)
- 2월 19일: 부천 시립 교향악단 (지휘: 임헌정)

클로드 드뷔시: 목신의 오후 전주곡
카미유 생상: 바이올린 협주곡 제3번 (협연: 김이정)
엑토르 베를리오즈: 환상교향곡
- 2월 21일: 인천 시립 교향악단 (지휘: 정치용)

카를 마리아 폰 베버: 오페라 '오베론' 서곡
세르게이 프로코피에프: 피아노 협주곡 제2번 (협연: 이혜경)
표트르 차이콥스키: 교향곡 제2번 '소러시아'
- 2월 23일: 군산 시립 교향악단 (지휘: 이종헌)

볼프강 아마데우스 모차르트: 오페라 '후궁 탈출' 서곡
루트비히 판 베토벤: 바이올린, 첼로와 피아노를 위한 3중 협주곡 (협연: 유봉우/김태균/김연수)
루트비히 판 베토벤: 교향곡 제8번
- 2월 24일: 전주 시립 교향악단 (지휘: 유봉헌)

안토닌 드보르자크: 서곡 '나의 집'
안토닌 드보르자크: 첼로 협주곡 (협연: 한성환)
안토닌 드보르자크: 교향곡 제8번
- 2월 25일: 광주 시립 교향악단 (지휘: 금노상)

- 2월 26일: 제주 시립 교향악단 (지휘: 이선문)

모데스트 무소륵스키: 교향시 '민둥산의 하룻밤' (니콜라이 림스키코르사코프 편집판)
요제프 하이든: 첼로 협주곡 제1번 (협연: 홍성은)
펠릭스 멘델스존: 교향곡 제5번 '종교개혁'
- 2월 27일: 한국 심포니 오케스트라 (지휘: 하성호)

표트르 차이콥스키: 이탈리아 기상곡
헨리크 비에니아프스키: 바이올린 협주곡 제2번 (협연: 김광군)
주세페 베르디: 오페라 '돈 카를로' 중 그녀는 나를 사랑한 적이 없어!
현제명: 가곡 '오라' (이상 베이스 협연: 나운규)
로베르트 슈만: 교향곡 제4번
- 2월 28일: 서울 시립 교향악단 (지휘: 원경수)

구스타프 말러: 교향곡 제3번 (메조소프라노: 김청자/어린이합창: 서울 시립 소년소녀 합창단/여성합창: 서울 시립 합창단 여성부)
- 3월 1일: 코리안 심포니 오케스트라 (지휘: 닐 바론)

리하르트 슈트라우스: 오페라 모음곡 '장미의 기사' (아르투르 로진스키 편곡판)
요하네스 브람스: 바이올린과 첼로를 위한 2중 협주곡 (협연: 윤수영/송영훈)
거스테이브 홀스트: 모음곡 '행성'
- 3월 2일: 서울 로얄 심포니 오케스트라 (지휘: 안드레이 보레이코)[8]

드미트리 카발렙스키: 바이올린 협주곡 (협연: 최윤애)
로베르트 슈만: 첼로 협주곡 (협연: 전경미)
표트르 차이콥스키: 교향곡 제5번
- 3월 3일: 서울 심포니 오케스트라 (지휘: 델리 보초프)

펠릭스 멘델스존: 피아노 협주곡 제1번 (협연: 이영인)
주세페 베르디: 오페라 '맥베스' 중 하늘에서 그림자가 떨어져
조아키노 로시니: 오페라 '세비야의 이발사' 중 비방은 산들바람처럼 (이상 두 곡 베이스 협연: 이재준)
루트비히 판 베토벤: 교향곡 제7번
- 3월 4일: 서울 시립 청소년 교향악단 (지휘: 김종덕)

요하네스 브람스: 대학 축전 서곡
볼프강 아마데우스 모차르트: 바이올린과 비올라를 위한 협주교향곡 (협연: 김남윤/오순화)
장 시벨리우스: 교향곡 제2번
- 3월 5일: 뉴서울 필하모닉 오케스트라 (지휘: 김봉)

루트비히 판 베토벤: 극음악 '에그몬트' 서곡
볼프강 아마데우스 모차르트: 피아노 협주곡 제21번 (협연: 노희재)
구스타프 말러: 교향곡 제4번 (소프라노 협연: 김선영)
- 3월 6일: 서울 아카데미 심포니 오케스트라 (지휘: 박은성)

장일남: 교향시 '한강'
볼프강 아마데우스 모차르트: 피아노 협주곡 제25번 (협연: 전영혜)
표트르 차이콥스키: 교향곡 제6번 '비창'
- 3월 7일: KBS 교향악단 (지휘: 오트마 마가)

버르토크 벨러: 디베르티멘토
볼프강 아마데우스 모차르트: 플루트와 하프를 위한 협주곡 (협연: 이혜경/강려진)
리하르트 슈트라우스: 교향시 '죽음과 변용'
- 3월 8일: 서울 아트 오케스트라 (지휘: 최선용)

주세페 베르디: 오페라 '운명의 힘' 서곡
펠릭스 멘델스존: 바이올린 협주곡 (협연: 송민정)
자코모 푸치니: 오페라 '잔니 스키키' 중 오 사랑하는 나의 아버지
조아키노 로시니: 오페라 '세비야의 이발사' 중 방금 들린 그대 목소리 (이상 두 곡 소프라노 협연: 김인혜)
표트르 차이콥스키: 발레 모음곡 '백조의 호수'
- 3월 10일: 대전 시립 교향악단 (지휘: 정두영)

로베르트 슈만: 피아노 협주곡 (협연: 계명선)
요하네스 브람스: 교향곡 제3번
- 3월 11일: 대구 시립 교향악단 (지휘: 박성완)

볼프강 아마데우스 모차르트: 오페라 '이도메네오' 서곡
요하네스 브람스: 바이올린 협주곡 (협연: 피호영)
드미트리 쇼스타코비치: 교향곡 제5번
- 3월 12일: 창원 시립 교향악단 (지휘: 김도기)

프란츠 폰 주페: 오페레타 '스페이드의 여왕' 서곡
김정길: 현악 합주 '콜라주'
에드바르 그리그: 피아노 협주곡 (협연: 이경숙)
파울 힌데미트: 교향곡 '화가 마티스'
- 3월 14일: 대구 필하모닉 오케스트라 (지휘: 지광윤)

조아키노 로시니: 오페라 '기욤 텔(윌리엄 텔)' 서곡
루트비히 판 베토벤: 피아노 협주곡 제3번 (협연: 신민자)
볼프강 아마데우스 모차르트: 바이올린 협주곡 제3번 (협연: 정준수)
알렉산드르 보로딘: 오페라 '이고르 공' 중 폴로베츠인의 춤
- 3월 15일: 울산 시립 교향악단 (지휘: 강수일)

미하일 글린카: 오페라 '루슬란과 류드밀라' 서곡
프레데리크 쇼팽: 피아노 협주곡 제2번 (협연: 김미경)
표트르 차이콥스키: 교향곡 제4번
- 3월 16일: 마산 시립 교향악단 (지휘: 이동호)

에드바르 그리그: 모음곡 '페르 귄트' 제2번
알렉산드르 아루튜니안: 트럼펫 협주곡 (협연: 안희찬)
클로드 드뷔시: 하프와 현을 위한 두 개의 춤곡 (협연: 김진옥)
안토닌 드보르자크: 교향곡 제9번 '신세계로부터'
- 3월 17일: 부산 시립 교향악단 (지휘: 반초 차브다르스키)

카를 마리아 폰 베버: 오페라 '오베론' 서곡
막스 브루흐: 바이올린 협주곡 제1번 (협연: 크리스티나 김)
안토닌 드보르자크: 교향곡 제6번

## 1995년
공연 기간: 2월 27일 ~ 3월 29일
참가 악단수: 25
- 2월 27일: 부산 시립 교향악단 (지휘: 반초 차브다르스키)

김동조: 관현악을 위한 한국 환상곡 '농촌의 아침'
요하네스 브람스: 피아노 협주곡 제2번 (협연: 서혜경)
표트르 차이콥스키: 교향곡 제5번
- 2월 28일: 인천 시립 교향악단 (지휘: 금노상)

모데스트 무소륵스키: 교향시 '민둥산의 하룻밤' (니콜라이 림스키코르사코프 편집판)
세르게이 라흐마니노프: 파가니니 주제에 의한 광시곡 (피아노 협연: 강충모)
드미트리 쇼스타코비치: 교향곡 제5번
- 3월 2일: 수원 시립 교향악단 (지휘: 금난새)

표트르 차이콥스키: 환상 서곡 '로미오와 줄리엣'
알렉산드르 글라주노프: 바이올린 협주곡 (협연: 서혜경)
프란츠 리스트: 피아노 협주곡 제1번 (협연: 이수연)
세르게이 프로코피예프: 발레 모음곡 '로미오와 줄리엣'
- 3월 4일: 마산 시립 교향악단 (지휘: 이동호)

리하르트 바그너: 오페라 '리엔치' 서곡
카를 마리아 폰 베버: 클라리넷 협주곡 제1번 (협연: 이종욱)
카를 오르프: 카르미나 부라나 (소프라노: 김혜진/테너: 최태성/바리톤: 장유상/합창: 창원 시립 합창단·안양 시립 소년소녀 합창단)
- 3월 5일: 서울 로얄 심포니 오케스트라 (지휘: 로랑 프티지라르)

프란츠 슈베르트: 극음악 '로자문데' 서곡
조반니 바티스타 비오티: 두 대의 플루트를 위한 협주곡 (협연: 이홍규/김현숙)
루트비히 판 베토벤: 교향곡 제6번 '전원'
- 3월 6일: 한국 심포니 오케스트라 (지휘: 하성호)

표트르 차이콥스키: 이탈리아 기상곡
볼프강 아마데우스 모차르트: (세 대의) 피아노 협주곡 제7번 '로드론' (협연: 김영랑/조현수/홍은경)
표트르 차이콥스키: 교향곡 제6번 '비창'
- 3월 7일: KBS 교향악단 (지휘: 오트마 마가)

루트비히 판 베토벤: 극음악 '에그몬트' 서곡
헨리크 비에니아프스키: 바이올린 협주곡 제1번 (협연: 양성식)
백의현: 교향곡 제1번
리하르트 슈트라우스: 교향시 '틸 오일렌슈피겔의 유쾌한 장난'
- 3월 8일: 뉴서울 필하모닉 오케스트라 (지휘: 김봉)

조아키노 로시니: 오페라 '도둑 까치' 서곡
루트비히 판 베토벤: 피아노 협주곡 제4번 (협연: 정민경)
안토닌 드보르자크: 교향곡 제9번 '신세계로부터'
- 3월 9일: 대전 시립 교향악단 (지휘: 정두영)

요하네스 브람스: 바이올린과 첼로를 위한 2중 협주곡 (협연: 정찬우/지진경)
요하네스 브람스: 교향곡 제1번
- 3월 10일: 청주 시립 교향악단 (지휘: 이남수)

미하일 글린카: 오페라 '루슬란과 류드밀라' 서곡
앙리 비외탕: 바이올린 협주곡 제5번 (협연: 김남윤)
안토닌 드보르자크: 교향곡 제8번
- 3월 11일: 충남 교향악단 (지휘: 박종혁)

엑토르 베를리오즈: 오페라 '벤베누토 첼리니' 서곡
막스 브루흐: 바이올린과 관현악 '스코틀랜드 환상곡' (협연: 김선희)
표트르 차이콥스키: 교향곡 제6번 '비창'
- 3월 13일: 창원 시립 교향악단 (지휘: 김도기)

우종억: 관현악 '기도'
헨리크 비에니아프스키: 바이올린 협주곡 제2번 (협연: 김영준)
아람 하차투리안: 교향곡 제2번
- 3월 14일: 코리안 심포니 오케스트라 (지휘: 다나카 요시카즈)

요하네스 브람스: 하이든 주제에 의한 변주곡
루트비히 판 베토벤: 바이올린, 첼로와 피아노를 위한 3중 협주곡 (협연: 이성주/양성원/김대진)
오토리노 레스피기: 교향시 '로마의 소나무'
- 3월 16일: 전주 시립 교향악단 (지휘: 유영재)

리하르트 바그너: 오페라 '탄호이저' 서곡
리하르트 슈트라우스: 호른 협주곡 제1번 (협연: 김영률)
조르주 비제: 교향곡 C장조
- 3월 17일: 서울 시립 교향악단 (지휘: 원경수)

볼프강 아마데우스 모차르트: (두 대의) 피아노 협주곡 제10번 (협연: 신수정/조숙현)
구스타프 말러: 교향곡 제5번
- 3월 18일: 서울 시립 청소년 교향악단 (지휘: 김종덕)

레너드 번스타인: 오페레타 '캔디드' 서곡
드미트리 쇼스타코비치: 바이올린 협주곡 제1번 (협연: 구본주)
표트르 차이콥스키: 교향곡 제4번
- 3월 20일: 대구 필하모닉 오케스트라 (지휘: 피오트르 보르코프스키)

스타니스와프 모니우슈코: 오페라 '할카' 서곡
볼프강 아마데우스 모차르트: 바이올린과 비올라를 위한 협주교향곡 (협연: 김동현/조명희)
안토닌 드보르자크: 교향곡 제8번
- 3월 21일: 지린성 관현악단 (지휘: 권태성)

볼프강 아마데우스 모차르트: 오페라 '피가로의 결혼' 서곡
허 잔하오+천 강: 바이올린 협주곡 '나비 연인' (협연: 부예해)
카미유 생상: 피아노 협주곡 제2번 (협연: 이진이)
장천일: 교향 음화 '북방의 삼림'
- 3월 22일: 서울 아트 오케스트라 (지휘: 최선용)

주세페 베르디: 오페라 '리골레토' 발췌 (소프라노: 송광선/메조소프라노: 정영자/테너: 신동호/바리톤: 김성길)
표트르 차이콥스키: 발레 모음곡 '호두까기 인형'
- 3월 23일: 서울 아카데미 심포니 오케스트라 (지휘: 박은성)

박영근: 관현악 '동방의 해돋는 나라'
표트르 차이콥스키: 첼로와 관현악 '로코코 주제에 의한 변주곡' (협연: 이미경)
표트르 차이콥스키: 교향곡 제5번
- 3월 24일: 목포 시립 교향악단 (지휘: 변욱)

카를 마리아 폰 베버: 오페라 '마탄의 사수' 서곡
요제프 하이든: 첼로 협주곡 제2번 (협연: 이희덕)
로베르트 슈만: 교향곡 제4번
- 3월 25일: 울산 시립 교향악단 (지휘: 임원식)

표트르 차이콥스키: 발레 모음곡 '백조의 호수'
표트르 차이콥스키: 피아노 협주곡 제1번 (협연: 김성희)
루트비히 판 베토벤: 교향곡 제5번
- 3월 26일: 서울 심포니 오케스트라 (지휘: 보리슬라프 이바노프)

김동주: 관현악 '이원화(Dualism)'
페루초 부소니: 피아노와 관현악 '레드 인디언 환상곡' (협연: 김태현)
카를 마리아 폰 베버: 클라리넷 협주곡 제2번 (협연: 김현곤)
카를 마리아 폰 베버: 오페라 '마탄의 사수' 서곡
- 3월 28일: 부천 시립 교향악단 (지휘: 임헌정)

볼프강 아마데우스 모차르트: 디베르티멘토 제2번
알반 베르크: 바이올린 협주곡 (협연: 서세원)
요하네스 브람스: 교향곡 제4번
- 3월 29일: 광주 시립 교향악단 (지휘: 니콜라이 디아디우라)

백병동: 관현악 '산수도'
카미유 생상: 첼로 협주곡 제1번 (협연: 박상민)
세르게이 라흐마니노프: 교향곡 제2번

## 1996년
공연 기간: 3월 31일 ~ 4월 19일
참가 악단수: 15
- 3월 31일: 국립 경찰 교향악단 (지휘: 정철주)

이교숙: 관현악 '한라산'
요한 슈트라우스 2세: 왈츠 '봄의 소리' (소프라노와 관현악판. 협연: 김금희)
라르스에리크 라르손: 트롬본 소협주곡 (협연: 이정생)
리하르트 바그너: 오페라 '탄호이저' 서곡
요하네스 브람스: 교향곡 제4번
- 4월 1일: 서울 시립 교향악단 (지휘: 원경수)

프랑시스 풀랑크: 두 대의 피아노를 위한 협주곡 (협연: 강충모/이혜전)
리하르트 바그너: 4부작 악극 '니벨룽의 반지' 관현악 연주부분 발췌
- 4월 2일: 수원 시립 교향악단 (지휘: 금난새)

세르게이 프로코피예프: 피아노 협주곡 제3번 (협연: 유소영)
루트비히 판 베토벤: 교향곡 제3번 '영웅'
- 4월 3일: 전주 시립 교향악단 (지휘: 유영재)

알렉산드르 보로딘: 교향시 '중앙아시아의 초원에서'
루트비히 판 베토벤: 바이올린, 첼로와 피아노를 위한 3중 협주곡 (협연: 송재광/노인경/손정애)
윌리엄 슈먼: (현을 위한) 교향곡 제5번
- 4월 4일: 서울 시립 청소년 교향악단 (지휘: 김종덕)

볼프강 아마데우스 모차르트: 오페라 '피가로의 결혼' 서곡
루트비히 판 베토벤: 피아노 협주곡 제1번 (협연: 김도실)
프란츠 슈베르트: 교향곡 제6번
모데스트 무소륵스키: 전람회의 그림 (모리스 라벨 관현악 편곡판)
- 4월 5일: 인천 시립 교향악단 (지휘: 금노상)

요하네스 브람스: 대학 축전 서곡
요하네스 브람스: 바이올린 협주곡 (협연: 김진)
버르토크 벨러: 관현악을 위한 협주곡
- 4월 6일: 광주 시립 교향악단 (지휘: 니콜라이 디아디우라)

표트르 차이콥스키: 피아노 협주곡 제1번 (협연: 신상진)
드미트리 쇼스타코비치: 교향곡 제10번
- 4월 9일: 청주 시립 교향악단 (지휘: 주호)

안토닌 드보르자크: 서곡 '사육제'
요하네스 브람스: 바이올린과 첼로를 위한 2중 협주곡 (협연: 김현미/김선주)
표트르 차이콥스키: 교향곡 제4번
- 4월 12일: KBS 교향악단 (지휘: 박은성)

미하일 글린카: 오페라 '루슬란과 류드밀라' 서곡
카를 닐센: 바이올린 협주곡 (협연: 양고운)
세르게이 라흐마니노프: 교향곡 제2번
- 4월 13일: 제주 시립 교향악단 (지휘: 이선문)

프란츠 리스트: 교향시 '전주곡'
표트르 차이콥스키: 바이올린 협주곡 (협연: 강혜선)
루트비히 판 베토벤: 교향곡 제7번
- 4월 14일: 창원 시립 교향악단 (지휘: 김도기)

임우상: 관현악 '육감수(六坎水) I'
안토닌 드보르자크: 첼로 협주곡 (협연: 김해은)
비톨트 루토스와프스키: 관현악을 위한 협주곡
- 4월 15일: 부천 시립 교향악단 (지휘: 김강훈)[11]

볼프강 아마데우스 모차르트: 오페라 '돈 조반니' 서곡
볼프강 아마데우스 모차르트: 바이올린 협주곡 제5번 (협연: 조영미)
구스타프 말러: 교향곡 제1번
- 4월 16일: 부산 시립 교향악단 (지휘: 곽승)

드미트리 쇼스타코비치: 축전 서곡
볼프강 아마데우스 모차르트: 바이올린과 비올라를 위한 협주교향곡 (협연: 신상준/김원모)
이고르 스트라빈스키: 발레 '봄의 제전'
- 4월 17일: 마산 시립 교향악단 (지휘: 이동호)

모데스트 무소륵스키: 교향시 '민둥산의 하룻밤' (니콜라이 림스키코르사코프 편집판)
볼프강 아마데우스 모차르트: 플루트와 하프를 위한 협주곡 (협연: 김성연/박라나)
아르튀르 오네게르: 교향 악장 제1번 '퍼시픽 231'
우종억: 관현악을 위한 음악 '운율'
보이치에흐 킬라르: 교향시 '크세사니'
- 4월 18일: 대구 시립 교향악단 (지휘: 라빌 마르티노프)

프란츠 리스트: 교향시 '전주곡'
펠릭스 멘델스존: 피아노 협주곡 제1번 (협연: 김재미)
표트르 차이콥스키: 교향곡 제6번 '비창'
- 4월 19일: 연합 오케스트라 (축제에 참가한 악단들의 단원들로 편성한 임시 관현악단. 지휘: 임원식)

리하르트 바그너: 악극 '뉘른베르크의 마이스터징어' 제1막 전주곡
볼프강 아마데우스 모차르트: 피아노 협주곡 제27번 (협연: 이민영)
안토닌 드보르자크: 교향곡 제9번 '신세계로부터'

## 1997년
공연 기간: 4월 2일 ~ 4월 18일
참가 악단수: 10
- 4월 2일: 부천 시립 교향악단 (지휘: 매튜 헤이젤우드)

새뮤얼 바버: 현을 위한 아다지오
루트비히 판 베토벤: 바이올린 협주곡 (협연: 김의명)
드미트리 쇼스타코비치: 교향곡 제5번
- 4월 3일: 수원 시립 교향악단 (지휘: 금난새)

리하르트 바그너: 오페라 '탄호이저' 서곡
안요엘: 디베르티멘토 제1번
프레데리크 쇼팽: 피아노와 관현악 '안단테 스피아나토와 화려한 폴로네즈' (협연: 장혜원)
루트비히 판 베토벤: 교향곡 제5번
- 4월 5일: 서울 시립 교향악단 (지휘: 정치용)

이고르 스트라빈스키: 관현악 환상곡 '불꽃'
요하네스 브람스: 피아노 협주곡 제1번 (협연: 장혜원)
세르게이 프로코피예프: 교향곡 제5번
- 4월 8일: 인천 시립 교향악단 (지휘: 금노상)

볼프강 아마데우스 모차르트: 오페라 '후궁 탈출' 서곡
볼프강 아마데우스 모차르트: 피아노 협주곡 제21번 (협연: 신수정)
구스타프 말러: 교향곡 제1번
- 4월 10일: 서울 심포니 오케스트라 (지휘: 이동호)

김동주: 관현악 '이원화(Dualism)'
루이지 보케리니: 첼로 협주곡 제9번 (프리드리히 그뤼츠마허 재편집판. 협연: 나덕성)
니콜라이 림스키코르사코프: 교향 모음곡 '세헤라자데'
- 4월 11일: 부산 시립 교향악단 (지휘: 곽승)

알베르토 히나스테라: 발레 모음곡 '에스탄시아'
카미유 생상: 피아노 협주곡 제2번 (협연: 손국임)
세르게이 프로코피예프: 교성곡 '알렉산드르 네프스키' (메조소프라노: 김신자/합창: 춘천 시립 합창단·이화여자대학교 음악대학 합창단·한양대학교 음악대학 합창단)
- 4월 15일: 대구 시립 교향악단 (지휘: 라빌 마르티노프)

리하르트 바그너: 악극 '뉘른베르크의 마이스터징어' 제1막 전주곡
볼프강 아마데우스 모차르트: 교향곡 제41번 '주피터'
볼프강 아마데우스 모차르트: 바이올린 협주곡 제3번 (협연: 정찬우)
알렉산드르 스크랴빈: 법열의 시
- 4월 16일: 광주 시립 교향악단 (지휘: 임평용)

베드르지흐 스메타나: 오페라 '팔려간 신부' 서곡
헨리크 비에니아프스키: 바이올린 협주곡 제2번 (협연: 김남윤)
레오시 야나체크: 관현악 광시곡 '타라스 불바'
- 4월 17일: KBS 교향악단 (지휘: 박탕 조르다니아)

드미트리 쇼스타코비치: 축전 서곡
막스 브루흐: 바이올린 협주곡 제1번 (협연: 김민)
모데스트 무소륵스키: 전람회의 그림 (모리스 라벨 관현악 편곡판)
- 4월 18일: 코리안 심포니 오케스트라 (지휘: 카를로 팔레스키)

자코모 푸치니: 오페라 '마농 레스코' 제3막 간주곡
안토닌 드보르자크: 첼로 협주곡 (협연: 이종영)
안톤 브루크너: 교향곡 제7번

## 1998년
공연 기간: 4월 1일 ~ 4월 17일
참가 악단수: 16
- 3월 31일: 국립 경찰 교향악단 (지휘: 정철주)

피에트로 마스카니: 오페라 '친구 프리츠' 간주곡
샤를 구노: 오페라 '로미오와 줄리엣' 중 나는 살고 싶어요 (소프라노 협연: 최인애)
자코모 푸치니: 오페라 '투란도트' 중 아무도 잠들지 말라 (테너 협연 불명)
표트르 차이콥스키: 피아노 협주곡 제1번 (협연자 불명)
니콜라이 림스키코르사코프: 교향 모음곡 '세헤라자데'
- 4월 1일: 인천 시립 교향악단 (지휘: 금노상)

김정길: 관현악 '축전 서곡'
세르게이 라흐마니노프: 피아노 협주곡 제2번 (협연: 채정원)
이고르 스트라빈스키: 발레 '봄의 제전'
- 4월 2일: 충남 교향악단 (지휘: 이병현)

엑토르 베를리오즈: 서곡 '해적'
이동훈: 교향시 '거북선'
막스 브루흐: 클라리넷과 비올라를 위한 2중 협주곡 (협연: 오광호/오순화)
루트비히 판 베토벤: 교향곡 제7번
- 4월 3일: 대전 시립 교향악단 (지휘: 임동수)

김용진: 교향악을 위한 VI
오토리노 레스피기: 소관현악 '새'
프란츠 리스트: 피아노 협주곡 제1번 (협연: 김혜림)
표트르 차이콥스키: 이탈리아 기상곡
- 4월 4일: 서울 시립 교향악단 (지휘: 장윤성)

백병동: 관현악 '9월에'
에드바르 그리그: 피아노 협주곡 (협연: 김대진)
엑토르 베를리오즈: 환상교향곡
- 4월 5일: 서울 심포니 오케스트라(지휘: 이진권)

안토닌 드보르자크: 교향곡 제8번
김동주: 관현악을 위한 이야기 '인동'
장 시벨리우스: 바이올린 협주곡 (협연: 이상순)
- 4월 6일: 창원 시립 교향악단 (지휘: 김도기)

김동환: 한국 민요 주제에 의한 교향 변주곡
크시슈토프 펜데레츠키: 교향곡 제2번
세르게이 라흐마니노프: 피아노 협주곡 제2번 (협연: 김원)
- 4월 7일: 전주 시립 교향악단 (지휘: 유영재)

서경선: 관현악 '예시'
에드워드 엘가: 첼로 협주곡 (협연: 김호정)
파울 힌데미트: 교향곡 '화가 마티스'
- 4월 8일: 옌벤 교향악단 (지휘: 안국민)

황기욱: 무용극 '장백' 서곡
펠릭스 멘델스존: 피아노 협주곡 제1번 (협연: 강윤주)
박서성: 교향 광상곡
(작곡자 불명): 장새납 협주곡 '룡강기나리' (협연: 김호윤)
허 잔하오+천 강: 바이올린 협주곡 '나비 연인' (협연: 박영)
안국민: 기상곡
안국민: 관현악 '내가 살던 고향'
- 4월 9일: 제주 시립 교향악단 (지휘: 이동호)

리하르트 바그너: 오페라 '리엔치' 서곡
볼프강 아마데우스 모차르트: 바이올린 협주곡 제3번 (협연: 김현미)
모데스트 무소륵스키: 전람회의 그림 (모리스 라벨 관현악 편곡판)
- 4월 10일: 강남 구립 교향악단 (지휘: 서현석)

레너드 번스타인: 오페레타 '캔디드' 서곡
볼프강 아마데우스 모차르트: 바이올린과 비올라를 위한 협주교향곡 (협연: 김남윤/황대진)
표트르 차이콥스키: 교향곡 제5번
- 4월 11일: 수원 시립 교향악단 (지휘: 금난새)

안요엘: 관현악 '목가'
안토닌 드보르자크: 첼로 협주곡 (협연: 이강호)
드미트리 쇼스타코비치: 교향곡 제5번
- 4월 12일: 서울 윈드 앙상블 (지휘: 구현욱)

조셉 올리바도티: 서곡 '이슈타르의 환희'
얀 판 데어 로스트: 번쩍이는 바람
조르주 비제: 플루트와 취주악 '카르멘 환상곡' (협연: 김성연)
리하르트 바그너: 오페라 '로엔그린' 중 엘자의 대성당으로 가는 행렬
앤드류 로이드 웨버: 뮤지컬 '오페라의 유령' 메들리
알프레드 리드: 찬양하라 예루살렘
- 4월 13일: 코리안 심포니 오케스트라 (지휘: 알렉산드르 알렉세예프)

박영근: 관현악 '비가'
표트르 차이콥스키: 첼로와 관현악 '로코코 주제에 의한 변주곡' (협연: 이숙정)
표트르 차이콥스키: 교향곡 제6번 '비창'
- 4월 14일: 부산 시립 교향악단 (지휘: 곽승)

김봉호: 관현악 '서광'
루트비히 판 베토벤: 피아노 협주곡 제2번 (협연: 임성미)
리하르트 슈트라우스: 교향시 '죽음과 변용'
리하르트 슈트라우스: 오페라 모음곡 '장미의 기사' (아르투르 로진스키 편곡판)
- 4월 15일: 울산 시립 교향악단 (지휘: 유종)

에드워드 엘가: 교향 전주곡 '폴로니아'
펠릭스 멘델스존: 바이올린 협주곡 (협연: 손리사)
쿠르트 아테르베리: 교향곡 제2번
- 4월 16일: KBS 교향악단 (지휘: 박은성)

이건용: 두 대의 플루트와 현악 합주를 위한 '결'
레이프 본 윌리엄스: 두 대의 피아노를 위한 협주곡 (협연: 문익주/장형준)
에르네스트 쇼송: 교향곡 B플랫장조
- 4월 17일: 부천 시립 교향악단 (지휘: 임헌정)

진규영: 교향시 '남해'
뱅자맹 고다르: 바이올린과 관현악 '낭만적 협주곡' (협연: 이경선)
구스타프 말러: 교향곡 제4번 (소프라노 협연: 김인혜)

## 1999년
공연 기간: 4월 9일 ~ 4월 26일
참가 악단수: 16
- 4월 9일: KBS 교향악단 (지휘: 김용윤)

이건용: 관현악 '산간초목'
아르놀트 쇤베르크: 현악 4중주와 관현악을 위한 협주곡 (협연: 금호 현악 4중주단)
요하네스 브람스: 교향곡 제3번
- 4월 10일: 서울 심포니 오케스트라 (지휘: 윤용운)

김광순: 관현악을 위한 환상곡
게오르기 코뉴스: 바이올린 협주곡 (협연: 이선이)
안토니오 비발디: 합주 협주곡 제8번 (바이올린 협연: 이선이/도라 이바노바/김선희)
장 시벨리우스: 교향곡 제2번
- 4월 11일: 수원 시립 교향악단 (지휘: 금난새)

안요엘: 협주교향곡 
카미유 생상: 피아노 협주곡 제2번 (협연: 오경혜)
에드워드 엘가: 수수께끼 변주곡
- 4월 12일: 프라임 필하모닉 오케스트라 (지휘: 장윤성)

임준희: 관현악 '알타이의 제전'
세르게이 라흐마니노프: 피아노 협주곡 제1번 (협연: 박승민)
카미유 생상: 교향곡 제3번
- 4월 13일: 대전 시립 교향악단 (지휘: 임동수)

주세페 베르디: 오페라 '레냐노의 전쟁' 서곡
볼프강 아마데우스 모차르트: 플루트와 하프를 위한 협주곡 (협연: 오신정/나현선)
표트르 차이콥스키: 환상 서곡 '로미오와 줄리엣'
김대성: 사물놀이와 관현악 '터벌림' (협연: 한울림 사물놀이)
- 4월 14일: 코리안 심포니 오케스트라 (지휘: 박은성)

루트비히 판 베토벤: 피아노 협주곡 제3번 (협연: 김형규)
구스타프 말러: 교향곡 제5번
- 4월 15일: 충남 교향악단 (지휘: 이병현)

류경선: 관현악 소품 '하늘'
볼프강 아마데우스 모차르트: 바이올린과 비올라를 위한 협주교향곡 (협연: 이성주/박상우)
요하네스 브람스: 교향곡 제4번
- 4월 18일: 울산 시립 교향악단 (지휘: 유종)

유종: 한국 광시곡 '단오'
프란츠 리스트: 헝가리 광시곡 제2번 (프란츠 도플러 관현악 편곡판)
프란츠 리스트: 헝가리 광시곡 제5번
세르게이 라흐마니노프: 피아노 협주곡 제3번 (협연: 김진호)
예브게니 스베틀라노프: 광시곡 제2번
- 4월 19일: 부천 시립 교향악단 (지휘: 임헌정)

유진명: 관현악 '태'
에르네스트 블로흐: 첼로와 관현악 '셸로모' (협연: 신상원)
리하르트 슈트라우스: 교향시 '돈 후안'
펠릭스 멘델스존: 교향곡 제4번 '이탈리아'
- 4월 20일: 부산 시립 교향악단 (지휘: 곽승)

윤이상: 관현악 '서주와 추상'
자코모 푸치니: 오페라 '마농 레스코' 제3막 간주곡
알반 베르크: 바이올린 협주곡 (협연: 김민)
니콜라이 림스키코르사코프: 러시아 부활제 서곡
- 4월 21일: 인천 시립 교향악단 (지휘: 금노상)

요하네스 브람스: 바이올린과 첼로를 위한 2중 협주곡 (협연: 김현미/배일환)
리하르트 슈트라우스: 알프스 교향곡
- 4월 22일: 마산 시립 교향악단 (지휘: 조신욱)

이진우: 관현악 '기원과 제스처'
표트르 차이콥스키: 피아노 협주곡 제1번 (협연: 임미정)
안토닌 드보르자크: 교향곡 제8번
- 4월 23일: 광주 시립 교향악단 (지휘: 조르주 옥토르)

김정수: 관현악 '아! 산하여'
볼프강 아마데우스 모차르트: 오보에, 클라리넷, 호른과 바순을 위한 협주교향곡 (의심작. 협연: 성필관/김현곤/김영률/김충배)
펠릭스 멘델스존: 교향곡 제3번 '스코틀랜드'
- 4월 24일: 청주 시립 교향악단 (지휘: 주호)

이돈응: 관현악 '명상'
막스 브루흐: 클라리넷과 비올라를 위한 2중 협주곡 (협연: 정운대/조명희)
알렉산드르 보로딘: 교향곡 제1번
- 4월 25일: 강남 구립 교향악단 (지휘: 서현석)

김신욱: 교향 서곡
세르게이 라흐마니노프: 피아노 협주곡 제2번 (협연: 임종필)
표트르 차이콥스키: 교향곡 제4번
- 4월 26일: 서울시 교향악단 (지휘: 정치용)

윤이상: 화염 속의 천사 (에필로그 부분 제외)
루트비히 판 베토벤: 바이올린, 첼로와 피아노를 위한 3중 협주곡 (협연: 김남윤/박상민/김대진)
드미트리 쇼스타코비치: 교향곡 제10번

## 2000년
공연 기간: 4월 3일 ~ 4월 17일
참가 악단수: 13
- 4월 3일: 제주 시립 교향악단 (지휘: 이동호)

홍진표: 관현악 '샤먼'
조지 거슈윈: 피아노 협주곡 (협연: 김용배)
이고르 스트라빈스키: 발레 모음곡 '불새'
비톨트 루토스와프스키: 관현악을 위한 협주곡
- 4월 4일: 창원 시립 교향악단 (지휘: 김도기)

윤이상: 관현악 '신라'
윤이상: 플루트 협주곡 (협연: 이지영)
윤이상: 교향곡 제2번
- 4월 5일: 마산 시립 교향악단 (지휘: 이동신)

최천희: 태평소, 오보에와 관현악 '대취타'
새뮤얼 바버: 바이올린 협주곡 (협연: 곽안나)
세르게이 라흐마니노프: 교향곡 제2번
- 4월 6일: 광주 시립 교향악단 (지휘: 김용윤)

백병동: 관현악 '9월에'
막스 브루흐: 바이올린 협주곡 제1번 (협연: 김남윤)
벤자민 브리튼: 심플 심포니
오토리노 레스피기: 교향시 '로마의 소나무'
- 4월 7일: 대구 시립 교향악단 (지휘: 보구스와프 마데이)

스타니스와프 모니우슈코: 오페라 '할카' 서곡
표트르 차이콥스키: 바이올린 협주곡 (협연: 강대식)
미치스와프 카르우오비치: 교향시 '영원한 노래'
- 4월 8일: 포항 시립 교향악단 (지휘: 박성완)

주세페 베르디: 오페라 '운명의 힘' 서곡
요하네스 브람스: 바이올린과 첼로를 위한 2중 협주곡 (협연: 채유미/채희철)
이상근: 한국 선율에 의한 안단테
이고르 스트라빈스키: 발레 모음곡 '불새'
- 4월 10일: 대전 시립 교향악단 (지휘: 임동수)

구본철: 관현악 '아리랑 변주곡'
볼프강 아마데우스 모차르트: 바이올린과 비올라를 위한 협주교향곡 (협연: 조인상/오순화)
장 시벨리우스: 교향곡 제2번
- 4월 11일: 수원 시립 교향악단 (지휘: 김봉)

백승우: 교향시 '6·25'
볼프강 아마데우스 모차르트: 피아노 협주곡 제21번 (협연: 유수현)
리하르트 슈트라우스: 교향시 '영웅의 생애'
- 4월 12일: 부천 필하모닉 오케스트라 (지휘: 임헌정)

강석희: 관현악 '연속'
루트비히 판 베토벤: 바이올린, 첼로와 피아노를 위한 3중 협주곡 (협연: 허 트리오)
리하르트 슈트라우스: 교향시 '차라투슈트라는 이렇게 말했다'
- 4월 14일: 강남 구립 교향악단 (지휘: 서현석)

이영조: 오페라 '처용' 중 도깨비춤
표트르 차이콥스키: 첼로와 관현악 '로코코 주제에 의한 변주곡' (협연: 홍성은)
드미트리 쇼스타코비치: 교향곡 제5번
- 4월 15일: KBS 교향악단 (지휘: 박은성)

채동선: 현악 합주를 위한 협주곡
에두아르 랄로: 바이올린과 관현악 '스페인 교향곡' (협연: 줄리엣 강)
장 시벨리우스: 교향곡 제1번
- 4월 16일: 코리안 심포니 오케스트라 (지휘: 카를로 팔레스키)

우종갑: 관현악을 위한 환상곡
루트비히 판 베토벤: 피아노 협주곡 제4번 (협연: 오경혜)
드미트리 쇼스타코비치: 교향곡 제9번
- 4월 17일: 서울시 교향악단 (지휘: 정치용)

카미유 생상: 바이올린 협주곡 제3번 (협연: 레이첼 리)
윤이상: 교향곡 제1번

## 2001년
공연 기간: 4월 2일 ~ 4월 12일
참가 악단수: 11
- 4월 2일: 부천 필하모닉 오케스트라 (지휘: 이대욱)

황성호: 제주 민요에 의한 관현악 노리 '파랑도'
루트비히 판 베토벤: 피아노 협주곡 제5번 (협연: 문용희)
요하네스 브람스: 교향곡 제1번
- 4월 3일: 코리안 심포니 오케스트라 (지휘: 카를로 팔레스키)

주세페 베르디: 오페라 '운명의 힘' 서곡
아서 벤저민: 현악 4중주와 관현악을 위한 협주곡 (협연: 금호 현악 4중주단)
루트비히 판 베토벤: 교향곡 제5번
- 4월 4일: KBS 교향악단 (지휘: 드미트리 키타옌코)

이고르 스트라빈스키: 발레 '봄의 제전'
세르게이 프로코피예프: 피아노 협주곡 제1번 (협연: 박종훈)
모데스트 무소륵스키: 전람회의 그림 (모리스 라벨 관현악 편곡판)
- 4월 5일: 수원 시립 교향악단 (지휘: 박은성)

서순정: 관현악 '바이멘션'
세르게이 라흐마니노프: 피아노 협주곡 제2번 (협연: 김대진)
세르게이 라흐마니노프: 교향곡 제2번
- 4월 6일: 청주 시립 교향악단 (지휘: 주호)

에드워드 엘가: 첼로 협주곡 (협연: 김정현)
알프레트 시닛케: 피아노와 현을 위한 협주곡 (협연: 신민자)
안토닌 드보르자크: 교향곡 제9번 '신세계로부터'
- 4월 7일: 대구 시립 교향악단 (지휘: 보구스와프 마데이)

조아키노 로시니: 오페라 '기욤 텔(윌리엄 텔)' 서곡
볼프강 아마데우스 모차르트: (두 대의) 피아노 협주곡 제10번 (협연: 이경숙/김정자)
표트르 차이콥스키: 교향곡 제4번
- 4월 8일: 마산-목포 연합 교향악단 (마산 시립 교향악단과 목포 시립 교향악단의 합동 연주. 지휘: 이동신)

볼프강 아마데우스 모차르트: 호른 협주곡 제3번 (협연: 김영률)
장 시벨리우스: 바이올린 협주곡 (협연: 김현미)
드미트리 쇼스타코비치: 교향곡 제5번
- 4월 9일: 광주 시립 교향악단 (지휘: 김용윤)

리하르트 바그너: 오페라 '로엔그린' 제1막 전주곡
루트비히 판 베토벤: 바이올린, 첼로와 피아노를 위한 3중 협주곡 (협연: 김정현/왕혜진/권마리)
조아키노 로시니: 클라리넷과 관현악 '서주, 주제와 변주' (협연: 정운대)
니콜라이 림스키코르사코프: 교향 모음곡 '세헤라자데'
- 4월 10일: 강남 심포니 오케스트라 (지휘: 서현석)

이병욱: 기타, 장고와 관현악 '우리 가락 환상곡' (협연: 이영섭/이병욱)
카미유 생상: 피아노 협주곡 제2번 (협연: 이혜전)
루트비히 판 베토벤: 교향곡 제7번
- 4월 11일: 울산 시립 교향악단 (지휘: 장윤성)

이고르 스트라빈스키: 발레 모음곡 '불새'
볼프강 아마데우스 모차르트: 바이올린과 비올라를 위한 협주교향곡 (협연: 피호영/박현신)
장 시벨리우스: 교향곡 제2번
- 4월 12일: 부산 시립 교향악단 (지휘: 곽승)

윤이상: 화염 속의 천사와 에필로그 (소프라노: 윤인숙/여성합창: 서울 레이디스 싱어즈)
모리스 라벨: 죽은 왕녀를 위한 파반
미하일 글린카: 오페라 '루슬란과 류드밀라' 서곡
루트비히 판 베토벤: 피아노 협주곡 제1번 (협연: 김형규)

## 2002년
공연 기간: 4월 1일 ~ 4월 12일
참가 악단수: 11
- 4월 1일: 제주 시립 교향악단 (지휘: 이동호)

김정길: 관악 합주를 위한 축전 서곡
루트비히 판 베토벤: 피아노 협주곡 제3번 (협연: 김대진)
아람 하차투리안: 발레 모음곡 '스파르타쿠스'
모리스 라벨: 발레 모음곡 '다프니스와 클로에' 제2번
- 4월 2일: 부천 필하모닉 오케스트라 (지휘: 임헌정)

프란츠 슈베르트: 극음악 '로자문데' 서곡
로베르트 슈만: 첼로 협주곡 (협연: 양성원)
요하네스 브람스: 교향곡 제4번
- 4월 3일: 대구 시립 교향악단 (지휘: 박탕 조르다니아)

리하르트 바그너: 악극 '뉘른베르크의 마이스터징어' 제1막 전주곡
장 시벨리우스: 바이올린 협주곡 (협연: 이경선)
세르게이 라흐마니노프: 교향 춤곡
- 4월 4일: 서울시 교향악단 (지휘: 마르크 에름레르)

표트르 차이콥스키: 오페라 '예브게니 오네긴' 중 폴로네즈
표트르 차이콥스키: 피아노 협주곡 제1번 (협연: 김정원)
표트르 차이콥스키: 만프레드 교향곡
- 4월 6일: 전주 시립 교향악단 (지휘: 박태영)

쓰카모토 잇세이: 서곡 '빛나는 미래를 위한 새로운 시작'
호아킨 로드리고: 아랑후에스 협주곡 (기타 협연: 이병우)
알렉산드르 글라주노프: 교향곡 제4번
- 4월 7일: 인천 시립 교향악단 (지휘: 금노상)

펠릭스 멘델스존: 서곡 '핑갈의 동굴'
펠릭스 멘델스존: 바이올린 협주곡 (협연: 백주영)
펠릭스 멘델스존: 교향곡 제3번 '스코틀랜드'
- 4월 8일: 수원 시립 교향악단 (지휘: 박은성)

표트르 차이콥스키: 장엄 서곡 '1812년'
표트르 차이콥스키: 바이올린 협주곡 (협연: 양고운)
표트르 차이콥스키: 교향곡 제6번 '비창'
- 4월 9일: 부산 시립 교향악단 (지휘: 곽승)

표트르 차이콥스키: 환상 서곡 '로미오와 줄리엣'
조아키노 로시니: 오페라 '세비야의 이발사' 중 방금 들린 그대 목소리
카미유 생상: 오페라 '삼손과 데릴라' 중 당신의 목소리에 내 마음 열리고
주세페 베르디: 오페라 '돈 카를로' 중 아! 기구한 운명이여 (이상 세 곡 메조소프라노 협연: 김신자)
표트르 차이콥스키: 교향곡 제2번 '소러시아'
- 4월 10일: 광주 시립 교향악단 (지휘: 김용윤)

루트비히 판 베토벤: 극음악 '에그몬트' 서곡
볼프강 아마데우스 모차르트: 피아노 협주곡 제24번 (협연: 허승연)
로베르트 슈만: 교향곡 제1번 '봄'
- 4월 11일: 울산 시립 교향악단 (지휘: 장윤성)

헨리크 비에니아프스키: 바이올린 협주곡 제1번 (협연: 이경민)
구스타프 말러: 교향곡 제2번 '부활' (합창: 안산 시립 합창단·울산대학교 음악대학 합창단)
- 4월 12일: 코리안 심포니 오케스트라 (지휘: 카를로 팔레스키)

드미트리 쇼스타코비치: 축전 서곡
드미트리 쇼스타코비치: 첼로 협주곡 제1번 (협연: 이유홍)
구스타프 말러: 교향곡 제4번 (소프라노 협연: 서경숙)

## 2003년
공연 기간: 3월 20일 ~ 3월 30일
참가 악단수: 10
- 3월 20일: 울산 시립 교향악단 (지휘: 장윤성)

리하르트 바그너: 악극 '뉘른베르크의 마이스터징어' 제1막 전주곡
요하네스 브람스: 피아노 협주곡 제1번 (협연: 루실 정)
루트비히 판 베토벤: 교향곡 제9번 (합창: 울산 시립 합창단·서울 필하모닉 합창단·여의도 순복음교회 합창단)
- 3월 21일: KBS 교향악단 (지휘: 케이스 바켈스)

조아키노 로시니: 오페라 '세미라미데' 서곡
에드워드 엘가: 첼로 협주곡 (협연: 이유홍)
안토닌 드보르자크: 교향곡 제5번
- 3월 22일: 코리안 심포니 오케스트라 (지휘: 피오트르 보르코프스키)

세르게이 프로코피예프: 교향곡 제1번 '고전'
루트비히 판 베토벤: 피아노 협주곡 제5번 (협연: 김원)
알렉산드르 보로딘: 교향곡 제2번
- 3월 23일: 대전 시립 교향악단 (지휘: 함신익)

요제프 하이든: 첼로 협주곡 제1번 (협연: 송영훈)
구스타프 말러: 교향곡 제5번
- 3월 24일: 전주 시립 교향악단 (지휘: 박태영)

게오르기 스비리도프: 음악 회화 '눈보라' 여섯 곡 발췌
표트르 차이콥스키: 피아노 협주곡 제1번 (협연: 안미현)
알렉산드르 글라주노프: 교향곡 제5번
- 3월 26일: 부산 시립 교향악단 (지휘: 곽승)

제이콥 드럭맨: 후광
막스 브루흐: 바이올린 협주곡 제1번 (협연: 백주영)
드미트리 쇼스타코비치: 교향곡 제1번
- 3월 27일: 광주 시립 교향악단 (지휘: 김용윤)

박준상: 아리랑 변주곡
펠릭스 멘델스존: 바이올린 협주곡 (협연: 이경선)
세자르 프랑크: 교향곡 D단조
- 3월 28일: 수원 시립 교향악단 (지휘: 박은성)

엑토르 베를리오즈: 서곡 '로마의 사육제'
세르게이 라흐마니노프: 피아노 협주곡 제3번 (협연: 손열음)
엑토르 베를리오즈: 환상교향곡
- 3월 29일: 인천 시립 교향악단 (지휘: 금노상)

루트비히 판 베토벤: 오페라 '피델리오' 서곡
루트비히 판 베토벤: 피아노 협주곡 제3번 (협연: 박종화)
루트비히 판 베토벤: 교향곡 제3번 '영웅'
- 3월 30일: 부천 필하모닉 오케스트라 (지휘: 임헌정)

리하르트 바그너: 오페라 '탄호이저' 서곡
프란츠 리스트: 피아노 협주곡 제2번 (협연: 박종훈)
안토닌 드보르자크: 교향곡 제9번 '신세계로부터'

## 2004년
공연 기간: 4월 1일 ~ 4월 10일
참가 악단수: 9
- 4월 1일: 코리안 심포니 오케스트라 (지휘: 로버트 올슨)

요하네스 브람스: 바이올린 협주곡 (협연: 제니퍼 고)
리하르트 바그너: 대사 없는 반지 (4부작 악극 '니벨룽의 반지' 의 관현악 연주회용 축약판. 로린 마젤 편집)
- 4월 2일: 대구 시립 교향악단 (지휘: 박탕 조르다니아)

주세페 베르디: 오페라 '운명의 힘' 서곡
요하네스 브람스: 피아노 협주곡 제1번 (협연: 김규연)
카미유 생상: 교향곡  제3번
- 4월 3일: 제주 시립 교향악단 (지휘: 이동호)

김정길: 오페라 '백록담' 발췌
버르토크 벨러: 비올라 협주곡 (셰르이 티보르 완성판. 협연: 김상진)
베드르지흐 스메타나: 연작 교향시 '나의 조국' 전곡
- 4월 4일: 강남 심포니 오케스트라 (지휘: 서현석)

드미트리 쇼스타코비치: 축전 서곡
세르게이 프로코피예프: 피아노 협주곡 제2번 (협연: 이용규)
루트비히 판 베토벤: 교향곡 제5번
- 4월 6일: 창원 시립 교향악단[15] (지휘: 장윤성)

루트비히 판 베토벤: 기타 협주곡 (바이올린 협주곡의 기타 독주용 편곡판. 협연: 장승호)
아르놀트 쇤베르크: 구레의 노래 (소프라노: 김은주/메조소프라노: 이현정/테너: 안형렬·임재홍/바리톤·나레이터: 이규석/합창: 창원 시립 합창단·수원 시립 합창단·고양 시립 합창단)

- 4월 7일: 서울시 교향악단 (지휘: 죄르지 라트)

카미유 생상: 첼로 협주곡 제1번 (협연: 송영훈)
막스 브루흐: 첼로와 관현악 '콜 니드라이' (협연: 송영훈)
안토닌 드보르자크: 교향곡 제9번 '신세계로부터'
- 4월 8일: 수원 시립 교향악단 (지휘: 박은성)

장 시벨리우스: 바이올린 협주곡 (협연: 민유경)
안톤 브루크너: 교향곡 제4번 '낭만적'
- 4월 9일: 광주 시립 교향악단 (지휘: 김용윤)

요하네스 브람스: 비극적 서곡
표트르 차이콥스키: 피아노 협주곡 제1번 (협연: 김정은)
요하네스 브람스: 교향곡 제1번
- 4월 10일: 부천 필하모닉 오케스트라 (지휘: 임헌정)

리하르트 슈트라우스: 교향시 '돈 후안'
볼프강 아마데우스 모차르트: 바이올린 협주곡 제3번 (협연: 김수빈)
리하르트 슈트라우스: 교향시 '영웅의 생애'

## 2005년
공연 기간: 5월 31일 ~ 6월 30일
참가 악단수: 20
- 5월 31일: 코리안 심포니 오케스트라 (지휘: 정재동)

드미트리 쇼스타코비치: 축전 서곡
루트비히 판 베토벤: 피아노, 합창과 관현악 '합창 환상곡' (협연: 신수정/국립합창단/부천 시립 합창단)
안톤 브루크너: 교향곡 제7번
- 6월 3일: 인천 시립 교향악단 (지휘: 아릴 레머라이트)

카를 마리아 폰 베버: 오페라 '마탄의 사수' 서곡
카를 마리아 폰 베버: 바순 협주곡 (협연: 김용원*)
로베르트 슈만: 교향곡 제4번
- 6월 8일: 진주 시립 교향악단 (지휘: 최천희)

보이치에흐 킬라르: 서곡 '오라바'
에두아르 랄로: 첼로 협주곡 (협연: 정선이)
오토리노 레스피기: 류트를 위한 옛 춤곡과 아리아 모음곡 제1번
최천희: 사물놀이와 관현악 '몽중음시' (협연: 진주 시립 국악단 타악 단원들)
- 6월 9일: 원주 시립 교향악단 (지휘: 정치용)

카를 마리아 폰 베버: 오페라 '오이리안테' 서곡
루트비히 판 베토벤: 바이올린, 첼로와 피아노를 위한 3중 협주곡 (협연: 이정일/김지훈/유수현)
요하네스 브람스: 교향곡 제2번
- 6월 10일: 대전 시립 교향악단 (지휘: 함신익)

에드가르 바레즈: 튜닝 업 (저우원쭝 완성판)
세르게이 라흐마니노프: 피아노 협주곡 제3번 (협연: 김나영*)
장 시벨리우스: 교향곡 제2번
- 6월 12일: 경기 도립 오케스트라 (지휘: 유광)

엑토르 베를리오즈: 서곡 '로마의 사육제'
볼프강 아마데우스 모차르트: 호른 협주곡 제4번 (협연: 이석준)
구스타프 말러: 교향곡 제1번
- 6월 15일: 충남 교향악단 (지휘: 김종덕)

루트비히 판 베토벤: 오페라 '피델리오' 서곡
요하네스 브람스: 바이올린과 첼로를 위한 2중 협주곡 (협연: 김정미/송희송)
장 시벨리우스: 교향곡 제1번
- 6월 16일: 부산 시립 교향악단 (지휘: 알렉산드르 아니시모프)

표트르 차이콥스키: 이탈리아 기상곡
드미트리 쇼스타코비치: 첼로 협주곡 제1번 (협연: 김호정*)
세르게이 라흐마니노프: 교향 춤곡
- 6월 17일: 울산 시립 교향악단 (지휘: 이대욱)

안토닌 드보르자크: 스케르초 카프리치오소
세르게이 라흐마니노프: 피아노 협주곡 제1번 (협연: 하상희*)
버르토크 벨러: 관현악을 위한 협주곡
- 6월 18일: 포항 시립 교향악단 (지휘: 박성완)

프레데리크 쇼팽: 피아노 협주곡 제1번 (협연: 윤철희)
안톤 브루크너: 교향곡 제4번 '낭만적'
- 6월 19일: 프라임 필하모닉 오케스트라 (지휘: 블라디미르 릴로프)

프란츠 리스트: 교향시 '전주곡'
볼프강 아마데우스 모차르트: 플루트 협주곡 제2번 (협연: 안명주)
세르게이 프로코피예프: 발레 모음곡 '로미오와 줄리엣'
- 6월 21일: 수원 시립 교향악단 (지휘: 박은성)

볼프강 아마데우스 모차르트: 오페라 '돈 조반니' 서곡
아람 하차투리안: 바이올린 협주곡 (협연: 김혜란*)
안톤 브루크너: 교향곡 제3번
- 6월 22일: 부천 필하모닉 오케스트라 (지휘: 임헌정)

요하네스 브람스: 대학 축전 서곡
로베르트 슈만: 첼로 협주곡 (협연: 최정주*)
로베르트 슈만: 교향곡 제3번 '라인' (구스타프 말러 재편집판)
- 6월 23일: 대구 시립 교향악단 (지휘: 이현세)

후고 알벤: 스웨덴 광시곡 제1번
장 시벨리우스: 바이올린 협주곡 (협연: 이혜정*)
에드워드 엘가: 수수께끼 변주곡
- 6월 24일: 성남 시립 교향악단 (지휘: 주익성)

표트르 차이콥스키: 슬라브 행진곡
에드워드 엘가: 첼로 협주곡 (협연: 홍성은)
드미트리 쇼스타코비치: 교향곡 제5번
- 6월 25일: 제주 시립 교향악단 (지휘: 이동호)

세르게이 라흐마니노프: 파가니니 주제에 의한 광시곡 (피아노 협연: 한기정*)
안톤 브루크너: 교향곡 제5번
- 6월 26일: 강릉 시립 교향악단 (지휘: 류석원)

성요원: 관현악 '예맥'
루트비히 판 베토벤: 피아노 협주곡 제3번 (협연: 서계령)
표트르 차이콥스키: 교향곡 제5번
- 6월 28일: 강남 심포니 오케스트라 (지휘: 서현석)

조아키노 로시니: 오페라 '비단 사다리' 서곡
표트르 차이콥스키: 바이올린 협주곡 (협연: 김혜정*)
리하르트 슈트라우스: 가정 교향곡
- 6월 29일: 창원 시립 교향악단 (지휘: 장윤성)

김기영: '고향의 봄' 과 '산촌' 주제에 의한 합창 환상곡 (협연: 창원 시립 합창단)
카미유 생상: 피아노 협주곡 제4번 (협연: 라해진)
윤이상: 관현악 '신라'
크시슈토프 펜데레츠키: 교향곡 제5번
- 6월 30일: KBS 교향악단 (지휘: 성기선)

리처드 다니엘포: 관현악 '훌륭한 도시에게'
루트비히 판 베토벤: 피아노 협주곡 제5번 (협연: 손은정*)
표트르 차이콥스키: 교향곡 제4번

## 2006년
공연 기간: 4월 1일 ~ 4월 26일
참가 악단수: 21
- 4월 1일: 코리안 심포니 오케스트라 (지휘: 박태영)

조인선: 관현악 '지나간 시간의 그림자 VI'
요하네스 브람스: 피아노 협주곡 제2번 (협연: 최연희*)
드미트리 쇼스타코비치: 교향곡 제10번
- 4월 2일: 부산 시립 교향악단 (지휘: 알렉산드르 아니시모프)

표트르 차이콥스키: 발레 모음곡 '호두까기 인형'
표트르 차이콥스키: 바이올린 협주곡 (협연: 김이정)
표트르 차이콥스키: 환상 서곡 '로미오와 줄리엣'
표트르 차이콥스키: 교향 환상곡 '프란체스카 다 리미니'
- 4월 4일: 울산 시립 교향악단 (지휘: 이대욱)

안톤 베베른: 파사칼리아
로베르트 슈만: 첼로 협주곡 (협연: 박혜준*)
리하르트 슈트라우스: 교향시 '영웅의 생애'
- 4월 5일: 인천 시립 교향악단 (지휘: 오타비오 마리노)

루트비히 판 베토벤: 서곡 '코리올란'
볼프강 아마데우스 모차르트: 바이올린과 비올라를 위한 협주교향곡 (협연: 김수연/박현신)
펠릭스 멘델스존: 교향곡 제3번 '스코틀랜드'
- 4월 6일: 대전 시립 교향악단 (지휘: 함신익)

김용진: 관현악을 위한 전주곡 '요음'
세르게이 라흐마니노프: 피아노 협주곡 제2번 (협연: 조영현*)
표트르 차이콥스키: 교향곡 제4번
- 4월 7일: 광주 시립 교향악단 (지휘: 금노상)

세르게이 라흐마니노프: 파가니니 주제에 의한 광시곡 (피아노 협연: 신정양)
안톤 브루크너: 교향곡 제5번
- 4월 9일: 경기 도립 오케스트라 (지휘: 유광)

나운영: 교향곡 제8번 '1967'
볼프강 아마데우스 모차르트: 오보에 협주곡 (협연: 이윤정)
안톤 브루크너: 교향곡 제4번 '낭만적'
- 4월 11일: 서울 심포니 오케스트라 (지휘: 윤용운)

볼프강 아마데우스 모차르트: 오페라 '마술피리' 서곡
볼프강 아마데우스 모차르트: 바이올린 협주곡 제4번 (협연: 리사 김)
안토닌 드보르자크: 교향곡 제8번
- 4월 12일: 창원 시립 교향악단 (지휘: 장윤성)

볼프강 아마데우스 모차르트: 교향곡 제38번 '프라하'
프란츠 리스트: 피아노 협주곡 제1번 (협연: 문정심*)
드미트리 쇼스타코비치: 교향곡 제11번 '1905년'
- 4월 13일: 대구 시립 교향악단 (지휘: 이현세)

세자르 프랑크: 교향시 '프시케'
볼프강 아마데우스 모차르트: 플루트 협주곡 제1번 (협연: 나재령*)
장 시벨리우스: 교향곡 제1번
- 4월 14일: 강남 심포니 오케스트라 (지휘: 서현석)

모리스 라벨: 피아노 협주곡 (협연: 임수연*)
루트비히 판 베토벤: 교향곡 제9번 (소프라노: 김영미/메조소프라노: 이아경/테너: 박현재/베이스: 양희준/합창: 안양 시립 합창단)
- 4월 15일: 서울 시립 교향악단 (지휘: 아릴 레머라이트)

김봉호: 관현악 'Since 88'
안토닌 드보르자크: 첼로 협주곡 (협연: 나인희*)
장 시벨리우스: 교향곡 제5번
- 4월 16일: 경북 도립 교향악단 (지휘: 이형근)

볼프강 아마데우스 모차르트: 오페라 '후궁 탈출' 서곡
드미트리 쇼스타코비치: 첼로 협주곡 제1번 (협연: 김우진)
루트비히 판 베토벤: 교향곡 제7번
- 4월 18일: 원주 시립 교향악단 (지휘: 정치용)

로베르트 슈만: 피아노 협주곡 (협연: 한영란)
엑토르 베를리오즈: 환상교향곡
- 4월 19일: KBS 교향악단 (지휘: 김봉)

윤해중: 바순과 관현악 '영(影)' (협연: 윤상원)
장 시벨리우스: 바이올린 협주곡 (협연: 김은아*)
요하네스 브람스: 교향곡 제1번
- 4월 20일: 성남 시립 교향악단 (지휘: 주익성)

볼프강 아마데우스 모차르트: 오페라 '피가로의 결혼' 서곡
볼프강 아마데우스 모차르트: (두 대의) 피아노 협주곡 제10번 (협연: 유미정/조지현)
세르게이 라흐마니노프: 교향곡 제2번
- 4월 21일: 충남 교향악단 (지휘: 김종덕)

카를 마리아 폰 베버: 오페라 '마탄의 사수' 서곡
프레데리크 쇼팽: 피아노 협주곡 제2번 (협연: 김준)
장 시벨리우스: 교향곡 제2번
- 4월 22일: 부천 필하모닉 오케스트라 (지휘: 임헌정)

볼프강 아마데우스 모차르트: 오페라 '돈 조반니' 서곡
루트비히 판 베토벤: 바이올린, 첼로와 피아노를 위한 3중 협주곡 (협연: 이혜정/우지연/서정원)
루트비히 판 베토벤: 교향곡 제2번
- 4월 23일: 전주 시립 교향악단 (지휘: 김용윤)

볼프강 아마데우스 모차르트: 오페라 '코시 판 투테' 서곡
볼프강 아마데우스 모차르트: 바이올린 협주곡 제5번 (협연: 김현아)
드미트리 쇼스타코비치: 교향곡 제5번
- 4월 25일: 포항 시립 교향악단 (지휘: 박성완)

드미트리 쇼스타코비치: 발레 모음곡 제1번 (레폰 아톱먄 편집판)
볼프강 아마데우스 모차르트: 바이올린 협주곡 제3번 (협연: 유시연)
안토닌 드보르자크: 교향곡 제7번
- 4월 26일: 수원 시립 교향악단 (지휘: 박은성)

세자르 프랑크: 피아노와 관현악 '교향 변주곡' (협연: 강충모)
안톤 브루크너: 교향곡  제8번

## 2007년
공연 기간: 4월 1일 ~ 4월 23일
참가 악단수: 21
- 4월 1일: 부천 필하모닉 오케스트라 (지휘: 임헌정)

요하네스 브람스: 피아노 협주곡 제2번 (협연: 이미주)
요하네스 브람스: 교향곡 제1번
- 4월 2일: 서울 시립 교향악단 (지휘: 원경수)

박정선: 관현악 '메나리'
드미트리 쇼스타코비치: 첼로 협주곡 제1번 (협연: 문서영*)
니콜라이 림스키코르사코프: 교향 모음곡 '세헤라자데'
- 4월 3일: 대구 시립 교향악단 (지휘: 이현세)

앙브루아즈 토마: 오페라 '레이몽' 서곡
표트르 차이콥스키: 바이올린 협주곡 (협연: 엄성용*)
모리스 라벨: 모음곡 '어미 거위'
클로드 드뷔시: 세 개의 교향 소묘 '바다'
- 4월 4일: 전주 시립 교향악단 (지휘: 김용윤)

루트비히 판 베토벤: 오페라 '피델리오' 서곡
루트비히 판 베토벤: 바이올린, 첼로와 피아노를 위한 3중 협주곡 (협연: 트리오 탈리아)
안톤 브루크너: 교향곡 제4번 '낭만적'
- 4월 5일: KBS 교향악단 (지휘: 장윤성)

박인호: 대규모 관현악 '형상 VII'
볼프강 아마데우스 모차르트: 클라리넷 협주곡 (협연: 채재일*)
표트르 차이콥스키: 교향곡 제5번
- 4월 6일: 포항 시립 교향악단 (지휘: 박성완)

안토닌 드보르자크: 교향곡 제8번
루트비히 판 베토벤: 피아노 협주곡 제3번 (협연: 김형규)
파울 힌데미트: 베버 주제에 의한 교향 변용
- 4월 7일: 강릉 시립 교향악단 (지휘: 류석원)

안토닌 드보르자크: 교향곡 제9번 '신세계로부터'
막스 브루흐: 바이올린 협주곡 제1번 (협연: 조영미)
이병욱: 축제 서곡 '단오'
- 4월 8일: 군산 시립 교향악단 (지휘: 임동수)

클로드 드뷔시: 목신의 오후 전주곡
드미트리 스몰스키: (비올라와 관현악을 위한) 교향곡 제10번 '체르노빌' (협연: 최승용)
요하네스 브람스: 교향곡 제4번
- 4월 10일: 인천 시립 교향악단 (지휘: 천 줘황)

장 시벨리우스: 교향시 '핀란디아'
장 시벨리우스: 바이올린 협주곡 (협연: 피호영)
장 시벨리우스: 교향곡 제2번
- 4월 11일: 광주 시립 교향악단 (지휘: 금노상)

정윤주: 발레 '까치의 죽음' 중 두 개의 전주곡
요하네스 브람스: 피아노 협주곡 제1번 (협연: 계명선)
요하네스 브람스: 교향곡 제4번
- 4월 12일: 부산 시립 교향악단 (지휘: 알렉산드르 아니시모프)

니콜라이 림스키코르사코프: 오페라 모음곡 '보이지 않는 도시 키테쥐와 성녀 페브로니야의 전설'
세르게이 라흐마니노프: 파가니니 주제에 의한 광시곡 (피아노 협연: 권석란*)
리하르트 바그너: 악극 '발퀴레' 중 발퀴레의 출동
리하르트 바그너: 악극 '트리스탄과 이졸데' 중 전주곡과 사랑의 죽음
리하르트 바그너: 오페라 '탄호이저' 서곡
- 4월 13일: 수원 시립 교향악단 (지휘: 박은성)

서순정: 관현악 '유현'
새뮤얼 바버: 바이올린 협주곡 (협연: 임가진*)
안톤 브루크너: 교향곡 제6번
- 4월 14일: 대전 시립 교향악단 (지휘: 에드몬 콜로메르)

카를 마리아 폰 베버: 오페라 '오이리안테' 서곡
프레데리크 쇼팽: 피아노 협주곡 제2번 (협연: 강현주*)
요하네스 브람스: 교향곡 제1번
- 4월 15일: 김천 시립 교향악단 (지휘: 박경식)

세르게이 라흐마니노프: 피아노 협주곡 제2번 (협연: 박승민)
요하네스 브람스: 교향곡 제2번
- 4월 17일: 원주 시립 교향악단 (지휘: 정치용)

루트비히 판 베토벤: 발레 '프로메테우스의 창조물' 서곡
루트비히 판 베토벤: 피아노 협주곡 제5번 (협연: 손국임)
세자르 프랑크: 교향곡 D단조
- 4월 18일: 군포 프라임 필하모닉 오케스트라 (지휘: 성기선)

김솔봉: 관현악 '고담 룹스'
에드워드 엘가: 첼로 협주곡 (협연: 이강호)
요하네스 브람스: 교향곡 제3번
- 4월 19일: 강남 심포니 오케스트라 (지휘: 서현석)

백영은: 교향시 '별밭'
카를 라이네케: 플루트 협주곡 (협연: 박민상*)
표트르 차이콥스키: 교향곡 제6번 '비창'
- 4월 20일: 충남 교향악단 (지휘: 김종덕)

리하르트 바그너: 오페라 '탄호이저' 서곡
볼프강 아마데우스 모차르트: 플루트 협주곡 제1번 (협연: 오신정)
세르게이 라흐마니노프: 교향곡 제2번
- 4월 21일: 제주 시립 교향악단 (지휘: 이동호)

유병은: 관현악 '한'
알프레트 시닛케: 비올라 협주곡 (협연: 강주이*)
안톤 브루크너: 교향곡 제7번
- 4월 22일: 마산 시립 교향악단 (지휘: 백진현)

카를 마리아 폰 베버: 오페라 '유령의 지배자' 서곡
안토닌 드보르자크: 첼로 협주곡 (협연: 임경원)
카미유 생상: 교향곡 제3번
- 4월 23일: 코리안 심포니 오케스트라+랴오닝 교향악단 합동 공연 (지휘: 멍신)

쉬 잔하이+류 휘: 오페라 '대초원' 서곡
허 잔하오+천 강: 바이올린 협주곡 '나비 연인' (협연: 류윈즈)
모리스 라벨: 왼손을 위한 협주곡 (피아노 협연: 박휘암*)
안토닌 드보르자크: 교향곡 제9번 '신세계로부터'

## 2008년
공연 기간: 4월 1일 ~ 4월 23일
참가 악단수: 20
- 4월 1일: 코리안 심포니 오케스트라 (지휘: 박은성)

헨리크 구레츠키: 교향곡 제3번 '슬픔의 노래' (소프라노 협연: 김인혜)
펠릭스 멘델스존: 바이올린과 피아노를 위한 협주곡 (협연: 김남윤/이경숙)
표트르 차이콥스키: 환상 서곡 '로미오와 줄리엣'
- 4월 2일: KBS 교향악단 (지휘: 성기선)

모리스 라벨: 어릿광대의 아침노래
세르게이 라흐마니노프: 피아노 협주곡 제3번 (협연: 조재혁*)
정일련: 관현악 '고요한 비'
이고르 스트라빈스키: 발레 모음곡 '불새' (1919년판)
- 4월 4일: 부천 필하모닉 오케스트라 (지휘: 임헌정)

진규영: 관현악 '나의 회상'
표트르 차이콥스키: 바이올린 협주곡 (협연: 강주미)
리하르트 슈트라우스: 교향시 '차라투슈트라는 이렇게 말했다'
- 4월 5일: 경북 도립 교향악단 (지휘: 신현길)

아르튀르 오네게르: 교향 악장 제1번 '퍼시픽 231'
자크 이베르: 플루트 협주곡 (협연: 박지은)
드미트리 쇼스타코비치: 교향곡 제5번
- 4월 6일: 군포 프라임 필하모닉 오케스트라 (지휘: 장윤성)

요하네스 브람스: 피아노 협주곡 제2번 (협연: 박종화)
안톤 브루크너: 교향곡 제4번 '낭만적'
- 4월 8일: 대구 시립 교향악단 (지휘: 이현세)

에마뉘엘 샤브리에: 오페라 '귀찮은 임금님' 중 슬라브 춤곡
카미유 생상: 첼로 협주곡 제1번 (협연: 이정란)
가브리엘 포레: 비가 C단조 (첼로와 관현악판. 협연: 이정란)
버르토크 벨러: 관현악을 위한 협주곡
- 4월 10일: 성남 시립 교향악단 (지휘: 김봉)

임지선: 가야금 협주곡 '충돌과 화해-잃어버린 문명을 추모하며' (협연: 이지영)
세르게이 라흐마니노프: 파가니니 주제에 의한 광시곡 (피아노 협연: 강충모)
표트르 차이콥스키: 교향곡 제5번
- 4월 11일: 인천 시립 교향악단 (지휘: 천 줘황)

요하네스 브람스: 교향곡 제3번
요하네스 브람스: 피아노 협주곡 제1번 (협연: 이용규)
- 4월 12일: 전주 시립 교향악단 (지휘: 강석희)

볼프강 아마데우스 모차르트: 교향곡 제27번
세르게이 프로코피예프: 바이올린 협주곡 제1번 (협연: 피호영)
드미트리 쇼스타코비치: 교향곡 제1번
- 4월 13일: 원주 시립 교향악단 (지휘: 정치용)

백승우: 대규모 관현악 '상반된 통일'
세르게이 프로코피예프: 피아노 협주곡 제2번 (협연: 손열음)
구스타프 말러: 교향곡 제1번
- 4월 14일: 울산 시립 교향악단 (지휘: 김홍재)

김영규: 관현악 '청산벌에 풍년이 왔네'
파울 힌데미트: 비올라와 관현악 '백조를 굽는 사나이' (협연: 최은식)
표트르 차이콥스키: 교향곡 제4번
- 4월 15일: 수원 시립 교향악단 (지휘: 김대진)

루트비히 판 베토벤: 극음악 '에그몬트' 서곡
루트비히 판 베토벤: 피아노 협주곡 제5번 (협연: 김대진)
루트비히 판 베토벤: 교향곡 제7번
- 4월 16일: 창원 시립 교향악단 (지휘: 야자키 히코타로)

엑토르 베를리오즈: 대서곡 '리어 왕'
요제프 하이든: 첼로 협주곡 제2번 (협연: 강승민)
세자르 프랑크: 교향곡 D단조
- 4월 17일: 부산 시립 교향악단 (지휘: 알렉산드르 아니시모프)

게오르크 프리드리히 헨델: 왕궁의 불꽃놀이 (해밀턴 하티 편곡판)
루트비히 판 베토벤: 피아노 협주곡 제4번 (협연: 김정은)
요하네스 브람스: 교향곡 제4번
- 4월 18일: 대전 시립 교향악단 (지휘: 에드몬 콜로메르)

안톤 베베른: 파사칼리아
리하르트 슈트라우스: 오보에 협주곡 (협연: 이승경*)
구스타프 말러: 교향곡 제1번
- 4월 19일: 경기 필하모닉 오케스트라 (지휘: 금난새)

요하네스 브람스: 바이올린 협주곡 (협연: 송윤신)
세르게이 라흐마니노프: 교향곡 제2번
- 4월 20일: 군산 시립 교향악단 (지휘: 임동수)

주세페 베르디: 오페라 '운명의 힘' 서곡
세르게이 라흐마니노프: 피아노 협주곡 제2번 (협연: 윤철희)
바실리 칼린니코프: 교향곡 제1번
- 4월 21일: 강남 심포니 오케스트라 (지휘: 서현석)

조아키노 로시니: 오페라 '비단 사다리' 서곡
안토닌 드보르자크: 첼로 협주곡 (협연: 송영훈)
엑토르 베를리오즈: 환상교향곡
- 4월 22일: 충남 교향악단 (지휘: 김종덕)

신수정: 관현악 '위장'
막스 브루흐: 바이올린과 관현악 '스코틀랜드 환상곡' (협연: 이성주)
요하네스 브람스: 교향곡 제2번
- 4월 23일: 서울 시립 교향악단 (지휘: 김 세이쿄)

장 시벨리우스: 카렐리아 모음곡
장 시벨리우스: 바이올린 협주곡 (협연: 신현수)
세르게이 프로코피예프: 교향곡 제5번

## 2009년
공연 기간: 4월 3일 ~ 4월 21일
참가 악단수: 17
- 4월 3일: 부천 필하모닉 오케스트라 (지휘: 최희준)[18]

리하르트 슈트라우스: 교향시 '돈 후안'
펠릭스 멘델스존: 바이올린 협주곡 (협연: 스테판 재키브)
펠릭스 멘델스존: 교향곡 제4번 '이탈리아'
- 4월 4일: 대전 시립 교향악단 (지휘: 에드몬 콜로메르)

프란츠 슈베르트: 극음악 '로자문데' 서곡
세르게이 라흐마니노프: 피아노 협주곡 제2번 (협연: 김태형)
표트르 차이콥스키: 교향곡 제4번
- 4월 5일: 전주 시립 교향악단 (지휘: 강석희)

박준영: 관현악 '음향환상곡'
에드워드 엘가: 첼로 협주곡 (협연: 고봉인)
루트비히 판 베토벤: 교향곡 제3번 '영웅'
- 4월 7일: 대구 시립 교향악단 (지휘: 곽승)

조아키노 로시니: 오페라 '기욤 텔(윌리엄 텔)' 서곡
루트비히 판 베토벤: 피아노 협주곡 제3번 (협연: 김원)
루트비히 판 베토벤: 교향곡 제5번
- 4월 8일: 울산 시립 교향악단 (지휘: 김홍재)

요하네스 브람스: 바이올린 협주곡 (협연: 백주영)
엑토르 베를리오즈: 환상교향곡
- 4월 9일: 코리안 심포니 오케스트라 (지휘: 박은성)

서순정: 그린 힐 판타지 ('청산에 살리라' 주제에 의한 환상곡)
장 시벨리우스: 바이올린 협주곡 (협연: 서민정*)
장 시벨리우스: 교향곡 제2번
- 4월 10일: 강남 심포니 오케스트라 (지휘: 서현석)

박태종: 관현악 '예감의 새'
모리스 라벨: 피아노 협주곡 (협연: 허승연)
요하네스 브람스: 교향곡 제1번
- 4월 11일: 경기 필하모닉 오케스트라 (지휘: 헤수스 아미고)

볼프강 아마데우스 모차르트: 오페라 '마술피리' 서곡
볼프강 아마데우스 모차르트: 플루트 협주곡 제2번 (협연: 윤혜리)
표트르 차이콥스키: 교향곡 제4번
- 4월 12일: 청주 시립 교향악단 (지휘: 조규진)

모리스 라벨: 라 발스
김솔봉: 비올라 협주곡 (협연: 김상진)
장 시벨리우스: 교향곡 제2번
- 4월 13일: 서울 시립 교향악단 (지휘: 발두어 브뢰니만)[19]

베드르지흐 스메타나: 오페라 '팔려간 신부' 서곡
버르토크 벨러: 바이올린 협주곡 제2번 (협연: 김현지*)
마누엘 데 파야: 발레 모음곡 '삼각모자'
이고르 스트라빈스키: 발레 모음곡 '불새' (1919년판)
- 4월 14일: 창원 시립 교향악단 (지휘: 정치용)

펠릭스 멘델스존: 서곡 '뤼 블라'
볼프강 아마데우스 모차르트: 바순 협주곡 (협연: 이민호*)
펠릭스 멘델스존: 교향곡 제3번 '스코틀랜드'
- 4월 15일: 충남 교향악단 (지휘: 김종덕)

요하네스 브람스: 비극적 서곡
세르게이 프로코피예프: 바이올린 협주곡 제2번 (협연: 양고운)
이고르 스트라빈스키: 발레 '페트루시카' (1947년판. 전곡판과 모음곡판 혼합)
- 4월 16일: KBS 교향악단 (지휘: 여자경)

김청묵: 관현악 '나 팔리 해안'
루트비히 판 베토벤: 피아노 협주곡 제4번 (협연: 김규연)
요하네스 브람스: 교향곡 제3번
- 4월 17일: 수원 시립 교향악단 (지휘: 김대진)

새뮤얼 바버: 셸리의 한 정경을 위한 음악
루트비히 판 베토벤: 피아노 협주곡 제1번 (협연: 임동민)
표트르 차이콥스키: 교향곡 제6번 '비창'
- 4월 18일: 제주특별자치도립 제주교향악단 (지휘: 이동호)

황성호: 제주 민요에 의한 관현악 노리 '파랑도'
카를 라이네케: 하프 협주곡 (협연: 곽정)
안톤 브루크너: 교향곡 제4번 '낭만적'
- 4월 19일: 원주 시립 교향악단 (지휘: 테오 올터스)

카를 마리아 폰 베버: 오페라 '오베론' 서곡
막스 브루흐: 바이올린 협주곡 제1번 (협연: 김현아)
안토닌 드보르자크: 교향곡 제8번
- 4월 21일: 부산 시립 교향악단 (지휘: 알렉산드르 아니시모프)

표트르 차이콥스키: 발레 '백조의 호수' 네 곡 발췌
표트르 차이콥스키: 피아노 협주곡 제1번 (협연: 유영욱)
표트르 차이콥스키: 교향곡 제4번

## 2010년
공연 기간: 4월 1일 ~ 4월 20일
참가 악단수: 18
- 4월 1일: 대구 시립 교향악단 (지휘: 곽승)

미하일 글린카: 오페라 '루슬란과 류드밀라' 서곡
막스 브루흐: 바이올린 협주곡 제1번 (협연: 김혜진)
루트비히 판 베토벤: 교향곡 제3번 '영웅'
- 4월 2일: KBS 교향악단 (지휘: 이택주)

김창재: 관현악 '심포닉 피스'
조반니 보테시니: 콘트라베이스와 관현악을 위한 대협주곡 (협연: 성민제)
세르게이 프로코피예프: 발레 모음곡 '로미오와 줄리엣' 제1번과 제2번 (발췌)
- 4월 3일: 인천 시립 교향악단 (지휘: 천 줘황)

미하일 글린카: 오페라 '루슬란과 류드밀라' 서곡
표트르 차이콥스키: 피아노 협주곡 제1번 (협연: 최희연)
드미트리 쇼스타코비치: 교향곡 제5번
- 4월 4일: 마산 시립 교향악단 (지휘: 백진현)

주세페 베르디: 오페라 '시칠리아인의 저녁 기도' 서곡
에두아르 랄로: 바이올린과 관현악 '스페인 교향곡' (4악장 생략판. 협연: 김민재)
버르토크 벨러: 관현악을 위한 협주곡
- 4월 5일: 경북 도립 교향악단 (지휘: 이현세)

유일한: 관현악 '자유'
앙리 비외탕: 바이올린 협주곡 제5번 (협연: 이경선)
세르게이 프로코피예프: 교향곡 제5번
- 4월 6일: 성남 시립 교향악단 (지휘: 김봉)

리하르트 바그너: 악극 '트리스탄과 이졸데' 중 전주곡과 사랑의 죽음
루트비히 판 베토벤: 피아노 협주곡 제3번 (협연: 신수정)
안토닌 드보르자크: 교향곡 제8번
- 4월 8일: 부천 필하모닉 오케스트라 (지휘: 테오 올터스)

루트비히 판 베토벤: 극음악 '에그몬트' 서곡
루트비히 판 베토벤: 피아노 협주곡 제5번 (협연: 이진상)
루트비히 판 베토벤: 교향곡 제7번
- 4월 9일: 수원 시립 교향악단 (지휘: 김대진)

김성기: 관현악 '길'
펠릭스 멘델스존: 바이올린 협주곡 (협연: 김수연)
요하네스 브람스: 교향곡 제1번
- 4월 10일: 경기 필하모닉 오케스트라 (지휘: 금난새)

요하네스 브람스: 대학 축전 서곡
카를 라이네케: 플루트 협주곡 (협연: 최나경)
요하네스 브람스: 피아노 4중주 제1번 (아르놀트 쇤베르크 관현악 편곡판)
- 4월 11일: 청주 시립 교향악단 (지휘: 조규진)

요한 제바스티안 바흐: 무반주 바이올린 파르티타 제2번 중 샤콘 (사이토 히데오 관현악 편곡판)
로베르트 슈만: 피아노 협주곡 (협연: 박종훈)
요하네스 브람스: 교향곡 제4번
- 4월 12일: 강남 심포니 오케스트라 (지휘: 서현석)

엑토르 베를리오즈: 서곡 '로마의 사육제'
드미트리 쇼스타코비치: 첼로 협주곡 제1번 (협연: 이강호)
루트비히 판 베토벤: 교향곡 제5번
- 4월 13일: 대전 시립 교향악단 (지휘: 장윤성)

프레데리크 쇼팽: 피아노 협주곡 제2번 (협연: 김정은*)
구스타프 말러: 교향곡 제5번
- 4월 14일: 전주 시립 교향악단 (지휘: 강석희)

세르게이 프로코피예프: 첼로와 관현악을 위한 협주교향곡 (협연: 박노을)
안톤 브루크너: 교향곡 제7번
- 4월 15일: 코리안 심포니 오케스트라 (지휘: 김덕기)

박영근: 관현악 '전쟁포로'
요하네스 브람스: 바이올린과 첼로를 위한 2중 협주곡 (협연: 김현미/박경옥)
로베르트 슈만: 교향곡 제4번
- 4월 16일: 충남 교향악단 (지휘: 김종덕)

리하르트 슈트라우스: 교향시 '틸 오일렌슈피겔의 유쾌한 장난'
호아킨 로드리고: 아랑후에스 협주곡 (하프 독주용 편곡판. 협연: 윤지윤)
구스타프 말러: 교향곡 제1번
- 4월 17일: 원주 시립 교향악단 (지휘: 정치용)

이건용: 4월을 위한 축전 서곡
루트비히 판 베토벤: 바이올린 협주곡 (협연: 박지윤)
아르놀트 쇤베르크: 교향시 '펠레아스와 멜리장드'
- 4월 19일: 서울 시립 교향악단 (지휘: 위베르 수당)

세르게이 프로코피예프: 피아노 협주곡 제3번 (협연: 임효선)
모리스 라벨: 스페인 광시곡
클로드 드뷔시: 세 개의 교향 소묘 '바다'
- 4월 20일: 부산 시립 교향악단 (지휘: 리 신차오)

루트비히 판 베토벤: 피아노 협주곡 제1번 (협연: 김정원)
구스타프 말러: 교향곡 제5번

## 2011년
공연 기간: 4월 1일 ~ 4월 20일
참가 악단수: 18
- 4월 1일: 서울 시립 교향악단 (지휘: 정명훈)

클로드 드뷔시: 세 개의 교향 소묘 '바다'
모리스 라벨: 라 발스
표트르 차이콥스키: 교향곡 제6번 '비창'
- 4월 2일: 강남 심포니 오케스트라 (지휘: 서현석)

이인식: 관현악 '문경새재'
막스 브루흐: 바이올린 협주곡 제1번 (협연: 클라라 주미 강)
드미트리 쇼스타코비치: 교향곡 제5번
- 4월 3일: 경북 도립 교향악단 (지휘: 박성완)

리하르트 슈트라우스: 교향시 '돈 후안'
알프레트 시닛케: 피아노와 현을 위한 협주곡 (협연: 장형준)
이고르 스트라빈스키: 발레 '페트루시카'
- 4월 4일: 성남 시립 교향악단 (지휘: 임평용)

프란츠 폰 주페: 오페레타 '경기병' 서곡
드미트리 쇼스타코비치: 바이올린 협주곡 제1번 (협연: 권혁주)
알렉산드르 글라주노프: 교향곡 제7번 '전원'
- 4월 5일: 포항 시립 교향악단 (지휘: 유종)

아르투로 마르케스: 단손 제2번
에르네스트 쇼송: 바이올린과 관현악 '시곡' (협연: 이성주)
카미유 생상: 바이올린과 관현악 '서주와 론도 카프리치오소' (협연: 이성주)
마누엘 데 파야: 발레 '삼각모자' (메조소프라노: 이아경)
- 4월 6일: 대구 시립 교향악단 (지휘: 곽승)

리하르트 바그너: 오페라 '탄호이저' 서곡
볼프강 아마데우스 모차르트: 피아노 협주곡 제21번 (협연: 김정은)
세르게이 프로코피예프: 교성곡 '알렉산드르 네프스키' (메조소프라노: 이은주/합창: 대구 시립 합창단·포항 시립 합창단)
- 4월 7일: 코리안 심포니 오케스트라 (지휘: 성기선)

김지향: 범패승을 위한 협주곡
세르게이 라흐마니노프: 피아노 협주곡 제3번 (협연: 강충모)
세르게이 프로코피예프: 교향곡 제5번
- 4월 8일: 부천 필하모닉 오케스트라 (지휘: 이윤국)

볼프강 아마데우스 모차르트: 오페라 '티토 황제의 자비' 서곡
볼프강 아마데우스 모차르트: 피아노 협주곡 제24번 (협연: 김태형)
이윤국: Frammento lugubre for Gustav (알토플루트/플루트: 이상은)
안토닌 드보르자크: 현악 4중주 제12번 '아메리카' (이윤국 관현악 편곡판)
- 4월 9일: 수원 시립 교향악단 (지휘: 김대진)

에드워드 엘가: 수수께끼 변주곡 중 제9변주 '니므롯'
루트비히 판 베토벤: 피아노 협주곡 제1번 (협연: 이경숙)
프란츠 리스트: 파우스트 교향곡 (테너: 박현재/합창: 수원 시립 합창단·그란데 오페라 합창단)
- 4월 11일: 울산 시립 교향악단 (지휘: 김홍재)

에드워드 엘가: 첼로 협주곡 (협연: 송영훈)
구스타프 말러: 교향곡 제5번
- 4월 13일: KBS 교향악단 (지휘: 크리스토프 캄페스트리니)

토머스 다니엘 쉴리: 포켓사이즈 교향곡
막스 브루흐: 바이올린과 관현악 '스코틀랜드 환상곡' (협연: 신현수)
리하르트 슈트라우스: 교향시 '영웅의 생애'
- 4월 14일: 대전 시립 교향악단 (지휘: 금노상)

이만방: 관현악 '아버지의 노래'
세르게이 라흐마니노프: 피아노 협주곡 제2번 (협연: 이효주)
안톤 브루크너: 교향곡 제4번 '낭만적'
- 4월 15일: 목포 시립 교향악단 (지휘: 진윤일)

요하네스 브람스: 피아노 협주곡 제1번 (협연: 유미정)
드미트리 쇼스타코비치: 교향곡 제9번
- 4월 16일: 제주특별자치도립 제주교향악단 (지휘: 이동호)

볼프강 아마데우스 모차르트: 오보에, 클라리넷, 호른과 바순을 위한 협주교향곡 (의심작. 협연: 김형섭/김현곤/김영률/김충배)
구스타프 말러: 교향곡 제5번
- 4월 17일: 원주 시립 교향악단 (지휘: 박영민)

백병동: 관현악 '포구' (2011년 개정판)
안토닌 드보르자크: 첼로 협주곡 (협연: 백나영)
장 시벨리우스: 교향곡 제1번
- 4월 18일: 전주 시립 교향악단 (지휘: 강석희)

루트비히 판 베토벤: 발레 '프로메테우스의 창조물' 서곡
자크 이베르: 플루트 협주곡 (협연: 윤혜리)
요하네스 브람스: 교향곡 제4번
- 4월 19일: 인천 시립 교향악단 (지휘: 금난새)

요하네스 브람스: 바이올린과 첼로를 위한 2중 협주곡 (협연: 홍수진/홍수경)
요하네스 브람스: 교향곡 제1번
- 4월 20일: 부산 시립 교향악단 (지휘: 리 신차오)

엑토르 베를리오즈: 비올라와 관현악을 위한 교향곡 '이탈리아의 해롤드' (협연: 장중진)
세르게이 라흐마니노프: 교향곡 제2번

## 2012년
공연 기간: 4월 1일 ~ 4월 24일
참가 악단수: 21
- 4월 1일: 강남 심포니 오케스트라 (지휘: 서현석)

리하르트 바그너: 오페라 '리엔치' 서곡
프란츠 리스트: 피아노 협주곡 제1번 (협연: 루실 정)
표트르 차이콥스키: 교향곡 제4번
- 4월 2일: 충남 교향악단 (지휘: 윤승업)

리하르트 바그너: 악극 '트리스탄과 이졸데' 중 전주곡과 사랑의 죽음
리하르트 슈트라우스: 오보에 협주곡 (협연: 이윤정)
버르토크 벨러: 관현악을 위한 협주곡
- 4월 3일: 경북 도립 교향악단 (지휘: 박성완)

드미트리 쇼스타코비치: 축전 서곡
드미트리 쇼스타코비치: 첼로 협주곡 제1번 (협연: 양성원)
드미트리 쇼스타코비치: 교향곡 제10번
- 4월 4일: 알로이시오 오케스트라 (지휘: 정민)

로웰 메이슨: 주여 임하소서 (현악 합주 편곡판)
표트르 차이콥스키: 바이올린 협주곡 (협연: 오주영)
구스타프 말러: 교향곡 제1번
- 4월 5일: 춘천 시립 교향악단 (지휘: 백정현)

엑토르 베를리오즈: 극적 전설 '파우스트의 겁벌' 중 헝가리 행진곡
표트르 차이콥스키: 피아노 협주곡 제1번 (협연: 조재혁)
안토닌 드보르자크: 교향곡 제8번
- 4월 6일: 부산 시립 교향악단 (지휘: 리 신차오)

세르게이 라흐마니노프: 피아노 협주곡 제2번 (협연: 김대진)
세르게이 프로코피에프: 교향곡 제5번
- 4월 9일: 전주 시립 교향악단 (지휘: 강석희)

루트비히 판 베토벤: 오페라 '피델리오' 서곡
볼프강 아마데우스 모차르트: 바이올린 협주곡 제3번 (협연: 김남윤)
표트르 차이콥스키: 교향곡 제4번
- 4월 10일: 인천 시립 교향악단 (지휘: 금난새)

세르게이 라흐마니노프: 피아노 협주곡 제3번 (협연: 윤홍천)
안토닌 드보르자크: 교향곡 제6번
- 4월 11일: 부천 필하모닉 오케스트라 (지휘: 임헌정)

리하르트 바그너: 악극 '뉘른베르크의 마이스터징어' 제1막 전주곡
막스 브루흐: 바이올린과 관현악 '스코틀랜드 환상곡' (협연: 조가현)
루트비히 판 베토벤: 교향곡 제5번
- 4월 12일: 서울 시립 교향악단 (지휘: 정명훈)

장 시벨리우스: 바이올린 협주곡 (협연: 스베틀린 루세프)
이고르 스트라빈스키: 발레 모음곡 '불새' (1919년판)
모리스 라벨: 볼레로
- 4월 13일: 대전 시립 교향악단 (지휘: 금노상)

볼프강 아마데우스 모차르트: 오페라 '피가로의 결혼' 서곡
볼프강 아마데우스 모차르트: 바이올린과 비올라를 위한 협주교향곡 (협연: 피호영/강주이)
리하르트 슈트라우스: 알프스 교향곡
- 4월 14일: 수원 시립 교향악단 (지휘: 김대진)

리하르트 바그너: 서곡 '파우스트'
리하르트 바그너: 베젠동크의 시에 의한 다섯 개의 가곡 (1-4번은 펠릭스 모틀의 관현악 편곡판. 소프라노 협연: 서선영)
이고르 스트라빈스키: 발레 '봄의 제전'
- 4월 15일: 창원 시립 교향악단[24] (지휘: 정치용)

김은혜: 관현악 '지상(地上)' (2012년 개정판)
요하네스 브람스: 피아노 협주곡 제2번 (협연: 이대욱)
안토닌 드보르자크: 교향곡 제6번
- 4월 16일: 이화여자대학교 관현악단 (지휘: 성기선)

표트르 차이콥스키: 환상 서곡 '로미오와 줄리엣'
에드바르 그리그: 피아노 협주곡 (협연: 계명선)
요하네스 브람스: 교향곡 제4번
- 4월 17일: 청주 시립 교향악단 (지휘: 유광)

요하네스 브람스: 바이올린과 첼로를 위한 2중 협주곡 (협연: 송재광/이강호)
구스타프 말러: 교향곡 제1번
- 4월 18일: 군산 시립 교향악단 (지휘: 정낙복)

에드워드 엘가: 교성곡 '카락타쿠스' 중 개선 행진곡
보후슬라프 마르티누: 바이올린, 첼로, 피아노와 현악 합주를 위한 소협주곡 (협연: 트리오 탈리아)
세르게이 라흐마니노프: 교향 춤곡
- 4월 19일: KBS 교향악단 (지휘: 함신익)[25]

- 4월 20일: 목포 시립 교향악단 (지휘: 진윤일)

김희조: 박상근제 가야금 산조와 관현악 (가야금: 이지영/장고: 김웅식)
루트비히 판 베토벤: 바이올린, 첼로와 피아노를 위한 3중 협주곡 (협연: 이혜정/우지연/서정원)
표트르 차이콥스키: 교향곡 제4번
- 4월 21일: 코리안 심포니 오케스트라 (지휘: 최희준)

김승림: 교향 정경 '여전히 울리고 있는...'
마리오 카스텔누오보-테데스코: 하프, 현악 4중주와 세 대의 클라리넷을 위한 소협주곡 (안성민 현악 합주 편곡판. 협연: 곽정)
버르토크 벨러: 관현악을 위한 협주곡
- 4월 22일: 원주 시립 교향악단 (지휘: 박영민)

이신우: 교향시 '백제' 서곡 (2012년 개정판)
리하르트 슈트라우스: 호른 협주곡 제2번 (협연: 김홍박)
요하네스 브람스: 교향곡 제1번
- 4월 23일: 크누아 심포니 오케스트라[26] (지휘: 정치용)

레너드 번스타인: 오페레타 '캔디드' 서곡
베르너 테리헨: 팀파니 협주곡 (협연: 박광서)
레너드 번스타인: 교향 춤곡 '웨스트 사이드 스토리'
모리스 라벨: 라 발스
- 4월 24일: 운파 메모리얼 오케스트라[27] (지휘: 토야마 유조)

가브리엘 포레: 레퀴엠 (소프라노: 신지화/바리톤: 박흥우/합창: 국립합창단·서울 모테트 합창단)
안톤 브루크너: 교향곡 제4번 '낭만적'

## 2013년
공연 기간: 4월 1일 ~ 4월 17일
참가 악단수: 16
- 4월 1일: 울산 시립 교향악단 (지휘: 김홍재)

주세페 베르디: 오페라 '운명의 힘' 서곡
안토닌 드보르자크: 첼로 협주곡 (협연: 다니엘 리)
세르게이 프로코피예프: 발레 모음곡 '로미오와 줄리엣' 제1~3번 중 여덟 곡 발췌
- 4월 2일: 국립국악관현악단 (지휘: 원일)

원일: 대취타 易
김대성: 청산(靑山)
강준일: 해금, 바이올린과 국악관현악을 위한 협주곡 '소리그림자 제2번' (협연: 꽃별/김현지)
김성국: 공무도하가
최성환: 관현악 '아리랑' (국악관현악 편곡판)
- 4월 3일: 서울 시립 교향악단 (지휘: 성시연)

요하네스 브람스: 바이올린 협주곡 (협연: 신지아(신현수))
요하네스 브람스: 교향곡 제2번
- 4월 4일: 청주 시립 교향악단 (지휘: 유광)

조아키노 로시니: 오페라 '도둑 까치' 서곡
니콜로 파가니니: 바이올린 협주곡 제1번 (협연: 권혁주)
세르게이 라흐마니노프: 교향곡 제2번
- 4월 6일: 원주 시립 교향악단 (지휘: 박영민)

김규동: 관현악 '무채색 원형'
루트비히 판 베토벤: 바이올린 협주곡 (협연: 김수연)
엑토르 베를리오즈: 환상교향곡
- 4월 7일: 창원 시립 교향악단 (지휘: 정치용)

백영은: 대금과 관현악 '하늘 들꽃' (협연: 유경은)
카를 닐센: 클라리넷 협주곡 (협연: 김한)
안톤 브루크너: 교향곡 제6번
- 4월 8일: 강남 심포니 오케스트라 (지휘: 서현석)

엑토르 베를리오즈: 서곡 '로마의 사육제'
김성기: 관현악 '아리랑'
모리스 라벨: 볼레로
김솔봉: 플루트와 현악 합주를 위한 'Sacred Meadow' (협연: 최나경)
카미유 생상: 바이올린과 관현악 '서주와 론도 카프리치오소' (최나경/백유미 플루트 독주 편곡판. 협연: 최나경)
이고르 스트라빈스키: 발레 모음곡 '불새' (1919년판)
- 4월 9일: 부천 필하모닉 오케스트라 (지휘: 에밀 타바코프)

니콜라이 림스키코르사코프: 스페인 기상곡
세르게이 프로코피예프: 피아노 협주곡 제3번 (협연: 김규연)
표트르 차이콥스키: 발레 '백조의 호수' 중 여덟 곡 발췌
- 4월 10일: 인천 시립 교향악단 (지휘: 금난새)

요하네스 브람스: 피아노 협주곡 제2번 (협연: 이진상)
모데스트 무소륵스키: 전람회의 그림 (모리스 라벨 관현악 편곡판)
- 4월 11일: 대전 시립 교향악단 (지휘: 금노상)

미하일 글린카: 오페라 '루슬란과 류드밀라' 서곡
세르게이 라흐마니노프: 피아노 협주곡 제3번 (협연: 김태형)
표트르 차이콥스키: 교향곡 제5번
- 4월 12일: 부산 시립 교향악단 (지휘: 리 신차오)

표트르 차이콥스키: 피아노 협주곡 제1번 (협연: 김다솔)
안톤 브루크너: 교향곡 제9번
- 4월 13일: KBS 교향악단 (지휘: 박은성)

권지원: 관현악 '엔트로피'
펠릭스 멘델스존: 바이올린 협주곡 (협연: 이지혜)
안톤 브루크너: 교향곡 제3번
- 4월 14일: 전주 시립 교향악단 (지휘: 강석희)

안토닌 드보르자크: 서곡 '사육제'
에드워드 엘가: 첼로 협주곡 (협연: 이상은)
요하네스 브람스: 교향곡 제1번
- 4월 15일: 제주특별자치도립 제주교향악단 (지휘: 이동호)

김정길: 연작 교향시 '백록담' 중 제3편 '한라산 비경'
표트르 차이콥스키: 바이올린 협주곡 (협연: 김윤희)
이영조: 관현악 '섬집아기 환상곡'
안익태: 한국환상곡 (합창: 그란데 오페라 합창단)
- 4월 16일: 코리안 심포니 오케스트라 (지휘: 최희준)

베드르지흐 스메타나: 오페라 '팔려간 신부' 서곡
세르게이 라흐마니노프: 파가니니 주제에 의한 광시곡 (피아노 협연: 임효선)
안토닌 드보르자크: 교향곡 제8번
- 4월 17일: 수원 시립 교향악단 (지휘: 김대진)

장 시벨리우스: 교향시 '핀란디아'
장 시벨리우스: 바이올린 협주곡 (협연: 클라라 주미 강)
카미유 생상: 교향곡 제3번

## 2014년
공연 기간: 4월 1일 ~ 4월 18일
참가 악단수: 18
- 4월 1일: KBS 교향악단 (지휘: 요엘 레비)

루트비히 판 베토벤: 발레 '프로메테우스의 창조물' 서곡
루트비히 판 베토벤: 바이올린 협주곡 (협연: 최예은)
루트비히 판 베토벤: 교향곡 제3번 '영웅'
- 4월 2일: 울산 시립 교향악단 (지휘: 김홍재)

루트비히 판 베토벤: 피아노 협주곡 제3번 (협연: 최희연)
구스타프 말러: 교향곡 제1번
- 4월 3일: 부산 시립 교향악단 (지휘: 리 신차오)

요제프 하이든: 교향곡 제96번
프란츠 슈트라우스: 호른 협주곡 (협연: 김영률)
버르토크 벨러: 관현악을 위한 협주곡
- 4월 4일: 강남 심포니 오케스트라 (지휘: 서현석)

세르게이 라흐마니노프: 피아노 협주곡 제1번 (협연: 유영욱)
구스타프 말러: 교향곡 제4번 (소프라노 협연: 김선정)
- 4월 5일: 충남 교향악단 (지휘: 윤승업)

윌리엄 월튼: 비올라 협주곡 (협연: 최은식)
구스타프 말러: 교향곡 제5번
- 4월 6일: 전주 시립 교향악단 (지휘: 강석희)

요하네스 브람스: 비극적 서곡
요하네스 브람스: 바이올린과 첼로를 위한 2중 협주곡 (협연: 김남윤/박상민)
요하네스 브람스: 교향곡 제2번
- 4월 7일: 청주 시립 교향악단 (지휘: 유광)

안토닌 드보르자크: 서곡 '사육제'
안토닌 드보르자크: 첼로 협주곡 (협연: 김민지)
안토닌 드보르자크: 교향곡 제8번
- 4월 8일: 경북 도립 교향악단 (지휘: 박성완)

루트비히 판 베토벤: 극음악 '에그몬트' 서곡
루트비히 판 베토벤: 바이올린, 첼로와 피아노를 위한 3중 협주곡 (협연: 트리오 제이드)
표트르 차이콥스키: 교향곡 제4번
- 4월 9일: 서울 시립 교향악단 (지휘: 스콧 유)

펠릭스 멘델스존: 극음악 '한여름밤의 꿈' 서곡
카를 마리아 폰 베버: 클라리넷 협주곡 제1번 (협연: 채재일)
드미트리 쇼스타코비치: 교향곡 제10번
- 4월 10일: 대전 시립 교향악단 (지휘: 금노상)

드미트리 쇼스타코비치: 축전 서곡
세르게이 라흐마니노프: 파가니니 주제에 의한 광시곡 (피아노 협연: 유미정)
표트르 차이콥스키: 만프레드 교향곡
- 4월 11일: 인천 시립 교향악단 (지휘: 금난새)

새뮤얼 바버: 현을 위한 아다지오
막스 브루흐: 바이올린 협주곡 제1번 (협연: 신아라)
드미트리 쇼스타코비치: 교향곡 제5번
- 4월 12일: 경기 필하모닉 오케스트라 (지휘: 성시연)

클로드 드뷔시: 목신의 오후 전주곡
모리스 라벨: 피아노 협주곡 (협연: 김혜진)
표트르 차이콥스키: 교향곡 제5번
- 4월 13일: 원주 시립 교향악단 (지휘: 박영민)

리하르트 바그너: 악극 '트리스탄과 이졸데' 중 전주곡과 사랑의 죽음
볼프강 아마데우스 모차르트: 피아노 협주곡 제17번 (협연: 안종도)
요하네스 브람스: 교향곡 제2번
- 4월 14일: 광주 시립 교향악단 (지휘: 이현세)

주세페 베르디: 오페라 '루이자 밀러' 서곡
니콜로 파가니니: 바이올린 협주곡 제2번 (협연: 김응수)
안토닌 드보르자크: 교향곡 제8번
- 4월 15일: 군포 프라임 필하모닉 오케스트라 (지휘: 여자경)

제오르제 에네스쿠: 루마니아 광시곡 제1번
카를 라이네케: 플루트 협주곡 (협연: 손유빈)
표트르 차이콥스키: 교향곡 제4번
- 4월 16일: 코리안 심포니 오케스트라 (지휘: 이병욱)

리하르트 바그너: 오페라 '리엔치' 서곡
루트비히 판 베토벤: 피아노 협주곡 제4번 (협연: 허승연)
카미유 생상: 교향곡 제3번
- 4월 17일: 수원 시립 교향악단 (지휘: 김대진)

이영조: 관현악 '여명'
세르게이 라흐마니노프: 피아노 협주곡 제2번 (협연: 보리스 길트부르크)
장 시벨리우스: 교향곡 제2번
- 4월 18일: 부천 필하모닉 오케스트라 (지휘: 임헌정)

백병동: 소프라노와 관현악을 위한 '계절 그리기' (협연: 박문숙)
요하네스 브람스: 바이올린 협주곡 (협연: 백주영)
요하네스 브람스: 교향곡 제3번

## 2015년
공연 기간: 4월 1일 ~ 4월 19일
참가 악단수: 18
- 4월 1일: 코리안 심포니 오케스트라 (지휘: 임헌정)

김택수: 관현악 'Spin-Flip'
로베르트 슈만: 첼로 협주곡 (협연: 문태국)
표트르 차이콥스키: 교향곡 제5번
- 4월 2일: 대구 시립 교향악단 (지휘: 율리안 코바체프)

진규영: 교향시 '남해'
펠릭스 멘델스존: 바이올린 협주곡 (협연: 피호영)
표트르 차이콥스키: 교향곡 제6번 '비창'
- 4월 3일: KBS 교향악단 (지휘: 요엘 레비)

볼프강 아마데우스 모차르트: 교향곡 제40번
볼프강 아마데우스 모차르트: 바이올린 협주곡 제5번 (협연: 조진주)
루트비히 판 베토벤: 교향곡 제4번
- 4월 4일: 경기 필하모닉 오케스트라 (지휘: 성시연)

표트르 차이콥스키: 환상 서곡 '로미오와 줄리엣'
카를 라이네케: 플루트 협주곡 (협연: 조성현)
세르게이 프로코피예프: 발레 모음곡 '로미오와 줄리엣' 제1번과 제2번 (발췌)
- 4월 5일: 군포 프라임 필하모닉 오케스트라 (지휘: 장윤성)

리하르트 바그너: 오페라 '탄호이저' 서곡
유범석: 비올라 협주곡 (협연: 김상진)
장 시벨리우스: 교향곡 제2번
- 4월 6일: 과천 시립 교향악단 (지휘: 서진)

카미유 생상: 피아노 협주곡 제2번 (박종훈 피아노 독주부 개작판) (협연: 박종훈)
구스타프 말러: 교향곡 제1번
- 4월 7일: 충남 교향악단 (지휘: 윤승업)

제오르제 에네스쿠: 루마니아 광시곡 제1번
세르게이 라흐마니노프: 피아노 협주곡 제3번 (협연: 한지호)
버르토크 벨러: 발레 모음곡 '중국의 이상한 관리'
모리스 라벨: 발레 모음곡 '다프니스와 클로에' 제2번
- 4월 8일: 광주 시립 교향악단 (지휘: 이현세)

주세페 베르디: 오페라 '시칠리아인의 저녁 기도' 서곡
주세페 베르디: 오페라 '라 트라비아타' 제1막 전주곡
가브리엘 피에르네: 하프와 관현악을 위한 소협주곡 (협연: 곽정)
장 시벨리우스: 교향곡 제1번
- 4월 9일: 대전 시립 교향악단 (지휘: 금노상)

버르토크 벨러: 루마니아 민속 춤곡 (관현악판)
요하네스 브람스: 피아노 협주곡 제1번 (협연: 윤홍천)
버르토크 벨러: 관현악을 위한 협주곡
- 4월 10일: 서울 시립 교향악단 (지휘: 정명훈)

루트비히 판 베토벤: 피아노 협주곡 제5번 (협연: 조성진)
요하네스 브람스: 교향곡 제4번
- 4월 11일: 강남 심포니 오케스트라 (지휘: 서현석)

아밀카레 폰키엘리: 오페라 '라 조콘다' 중 시간의 춤
볼프강 아마데우스 모차르트: 바이올린과 비올라를 위한 협주교향곡 (협연: 정상희/박경민)
요하네스 브람스: 교향곡 제3번
- 4월 12일: 춘천 시립 교향악단 (지휘: 백정현)

요하네스 브람스: 비극적 서곡
장 시벨리우스: 바이올린 협주곡 (협연: 이경선)
엑토르 베를리오즈: 환상교향곡
- 4월 14일: 울산 시립 교향악단 (지휘: 김홍재)

표트르 차이콥스키: 환상 서곡 '로미오와 줄리엣'
루트비히 판 베토벤: 피아노 협주곡 제4번 (협연: 이경숙)
모데스트 무소륵스키: 전람회의 그림 (모리스 라벨 관현악 편곡판)
- 4월 15일: 원주 시립 교향악단 (지휘: : 김광현)

미하일 글린카: 오페라 '루슬란과 류드밀라' 서곡
라인홀트 글리에르: 호른 협주곡 (협연: 이석준)
표트르 차이콥스키: 교향곡 제4번
- 4월 16일: 수원 시립 교향악단 (지휘: 김대진)

새뮤얼 바버: 현을 위한 아다지오
에드워드 엘가: 첼로 협주곡 (협연: 이강호)
볼프강 아마데우스 모차르트: 레퀴엠 (소프라노: 김영미/알토: 추희명/테너: 최상호/베이스: 박흥우/합창: 수원시립합창단)
- 4월 17일: 제주특별자치도립 제주교향악단 (지휘: 정인혁)

최정훈: 관현악을 위한 진혼곡 '4.3 Red Island'
세르게이 프로코피예프: 피아노 협주곡 제3번 (협연: 윤철희)
표트르 차이콥스키: 교향곡 제6번 '비창'
- 4월 18일: 부산 시립 교향악단 (지휘: 리 신차오)

리하르트 슈트라우스: 23인의 현악 주자를 위한 습작 '메타모르포젠'
리하르트 슈트라우스: 네 개의 가곡집 작품 27 중 '세실리아' (관현악 반주판)
자코모 푸치니: 오페라 '라 보엠' 중 내 이름은 미미
샤를 구노: 오페라 '로미오와 줄리엣' 중 나는 살고 싶어요 (이상 세 곡 소프라노 협연: 황수미)
이고르 스트라빈스키: 발레 '봄의 제전'
- 4월 19일: 부천 필하모닉 오케스트라 (지휘: 박영민)

카를 마리아 폰 베버: 오페라 '마탄의 사수' 서곡
안토닌 드보르자크: 첼로 협주곡 (협연: 정명화)
세르게이 프로코피예프: 교향곡 제5번

## 2016년
공연 기간: 4월 1일 ~ 4월 22일
참가 악단수: 19
- 4월 1일: KBS 교향악단 (지휘: 요엘 레비)

모데스트 무소륵스키: 교향시 '민둥산의 하룻밤' (니콜라이 림스키코르사코프 편집판)
세르게이 라흐마니노프: 피아노 협주곡 제2번 (협연: 백혜선)
모데스트 무소륵스키: 전람회의 그림 (모리스 라벨 관현악 편곡판)
- 4월 2일: 강릉 시립 교향악단 (지휘: 류석원)

펠릭스 멘델스존: 서곡 '핑갈의 동굴'
펠릭스 멘델스존: 바이올린 협주곡 (협연: 술리만 테칼리)
표트르 차이콥스키: 교향곡 제4번
- 4월 3일: 대구 시립 교향악단 (지휘: 율리안 코바체프)

주세페 베르디: 오페라 '운명의 힘' 서곡
요제프 하이든: 첼로 협주곡 제1번 (협연: 양성원)
루트비히 판 베토벤: 교향곡 제3번 '영웅'
- 4월 5일: 울산 시립 교향악단 (지휘: 김홍재)

폴 뒤카: 교향시 '마법사의 제자'
세르게이 프로코피예프: 피아노 협주곡 제3번 (협연: 한상일)
카미유 생상: 교향곡 제3번
- 4월 6일: 과천 시립 교향악단 (지휘: 서진)

펠릭스 멘델스존: 바이올린과 피아노를 위한 협주곡 (협연: 홍종화/이혜전)
드미트리 쇼스타코비치: 교향곡 제10번
- 4월 7일: 대전 시립 교향악단 (지휘: 김 세이쿄)

요하네스 브람스: 피아노 협주곡 제1번 (협연: 조재혁)
안톤 브루크너: 교향곡 제4번 '낭만적'
- 4월 8일: 수원 시립 교향악단 (지휘: 김대진)

김성태: 조선 기상곡
표트르 차이콥스키: 바이올린 협주곡 (협연: 임지영)
세르게이 라흐마니노프: 교향곡 제2번
- 4월 9일: 원주 시립 교향악단 (지휘: 김광현)

장 시벨리우스: 교향시 '전설'
로베르트 슈만: 피아노 협주곡 (협연: 박종화)
카를 닐센: 교향곡 제2번 '네 가지 기질'
- 4월 10일: 부천 필하모닉 오케스트라 (지휘: 박영민)

엘리센다 파브레가스: 관현악 '카탈루냐의 기질'
루트비히 판 베토벤: 피아노 협주곡 제4번 (협연: 문지영)
드미트리 쇼스타코비치: 교향곡 제5번
- 4월 12일: 청주 시립 교향악단 (지휘: 류성규)

리하르트 바그너: 오페라 '탄호이저' 서곡
카를 닐센: 플루트 협주곡 (협연: 김유빈)
카미유 생상: 교향곡 제3번
- 4월 13일: 경기 필하모닉 오케스트라 (지휘: 성시연)

드미트리 쇼스타코비치: 축전 서곡
에드워드 엘가: 첼로 협주곡 (협연: 김두민)
드미트리 쇼스타코비치: 교향곡 제1번
- 4월 14일: 전주 시립 교향악단 (지휘: 최희준)

안토닌 드보르자크: 첼로 협주곡 (협연: 송영훈)
드미트리 쇼스타코비치: 교향곡 제5번
- 4월 15일: 코리안 심포니 오케스트라 (지휘: 임헌정)

박정규: 관현악을 위한 아리랑 연곡
클로드 드뷔시: 목신의 오후 전주곡
클로드 드뷔시: 클라리넷과 관현악을 위한 광시곡 제1번 (협연: 김현곤)
엑토르 베를리오즈: 환상교향곡
- 4월 16일: 성남 시립 교향악단 (지휘: 금난새)

장 시벨리우스: 극음악 '쿠오레마' 중 슬픈 왈츠
윌리엄 월튼: 비올라 협주곡 (협연: 이한나)
장 시벨리우스: 교향곡 제1번
- 4월 17일: 인천 시립 교향악단 (지휘: 정치용)

엑토르 베를리오즈: 서곡 '로마의 사육제'
루이스 슈포어: 현악 4중주와 관현악을 위한 협주곡 (협연: 아벨 콰르텟)
세자르 프랑크: 교향곡 D단조
- 4월 19일: 군산 시립 교향악단 (지휘: 김홍식)

주세페 베르디: 오페라 '시칠리아인의 저녁 기도' 서곡
요하네스 브람스: 바이올린과 첼로를 위한 2중 협주곡 (협연: 백주영/백나영)
안토닌 드보르자크: 교향곡 제8번
- 4월 20일: 춘천 시립 교향악단 (지휘: 이종진)

장 시벨리우스: 교향시 '핀란디아'
요하네스 브람스: 바이올린 협주곡 (협연: 권혁주)
표트르 차이콥스키: 교향곡 제6번 '비창'
- 4월 21일: 강남 심포니 오케스트라 (지휘: 김덕기)

모리스 라벨: 라 발스
카미유 생상: 피아노 협주곡 제2번 (협연: 이효주)
이고르 스트라빈스키: 발레 모음곡 '페트루시카'
- 4월 22일: 서울 시립 교향악단 (지휘: 최수열)

로베르트 슈만: 교향곡 제1번 '봄'
리하르트 슈트라우스: 오보에 협주곡 (협연: 함경)
리하르트 슈트라우스: 교향 환상곡 '그림자 없는 여인'

## 2017년
공연 기간: 4월 1일 ~ 4월 23일
참가 악단수: 20
- 4월 1일: 코리안 심포니 오케스트라 (지휘: 임헌정)

리하르트 바그너: 악극 '트리스탄과 이졸데' 중 전주곡과 사랑의 죽음
프란츠 리스트: 죽음의 춤 (피아노 협연: 김다솔)
리하르트 슈트라우스: 교향시 '차라투슈트라는 이렇게 말했다'
- 4월 2일: 춘천 시립 교향악단 (지휘: 이종진)

루트비히 판 베토벤: 레오노레 서곡 제3번
볼프강 아마데우스 모차르트: 오보에 협주곡 (협연: 이윤정)
니콜라이 림스키코르사코프: 교향 모음곡 '세헤라자데'
- 4월 4일: 부산 시립 교향악단 (지휘: 마누엘 로페스고메스)

루트비히 판 베토벤: 바이올린 협주곡 (협연: 정준수)
표트르 차이콥스키: 만프레드 교향곡
- 4월 5일: 수원 시립 교향악단 (지휘: 김대진)

에드바르 그리그: 두 개의 슬픈 선율 중 지난 봄
세르게이 라흐마니노프: 피아노 협주곡 제3번 (협연: 한지호)
구스타프 말러: 교향곡 제7번
- 4월 6일: 대전 시립 교향악단 (지휘: 제임스 저드)

최성환: 관현악 '아리랑'
프레데리크 쇼팽: 피아노 협주곡 제1번 (협연: 김원)
세르게이 라흐마니노프: 교향곡 제2번
- 4월 7일: 광주 시립 교향악단 (지휘: 김홍재)

카미유 생상: 오페라 '삼손과 데릴라' 중 바카날
카미유 생상: 첼로 협주곡 제1번 (협연: 주연선)
엑토르 베를리오즈: 환상교향곡
- 4월 8일: KBS 교향악단 (지휘: 요엘 레비)

요하네스 브람스: 바이올린 협주곡 (협연: 김봄소리)
요하네스 브람스: 교향곡 제4번
- 4월 9일: 인천 시립 교향악단 (지휘: 정치용)

라인홀트 글리에르: 호른 협주곡 (협연: 김홍박)
안톤 브루크너: 교향곡 제7번
- 4월 11일: 군포 프라임 필하모닉 오케스트라 (지휘: 장윤성)

프란츠 리스트: 교향시 '전주곡'
가에타노 도니체티: 오페라 '람메르무어의 루치아' 중 잔혹하고 비통한 이 괴로움
리하르트 바그너: 오페라 '탄호이저' 중 오 그대 나의 고귀한 저녁별이여
조아키노 로시니: 오페라 '세비야의 이발사' 중 나는 이 거리의 제일가는 이발사 (이상 바리톤 협연: 김기훈)
알프레도 카셀라: 교향곡 제2번
- 4월 12일: 강남 심포니 오케스트라 (지휘: 성기선)

리하르트 슈트라우스: 교향시 '돈 후안'
로베르트 슈만: 피아노 협주곡 (협연: 김정원)
비톨트 루토스와프스키: 관현악을 위한 협주곡
- 4월 13일: 대구 시립 교향악단 (지휘: 율리안 코바체프)

리하르트 슈트라우스: 교향시 '죽음과 변용'
리하르트 슈트라우스: 네 개의 마지막 노래 (소프라노 협연: 이명주)
로베르트 슈만: 교향곡 제4번
- 4월 14일: 원주 시립 교향악단 (지휘: 김광현)

세르게이 라흐마니노프: 피아노 협주곡 제3번 (협연: 선우예권)
구스타프 말러: 교향곡 제1번
- 4월 15일: 경기 필하모닉 오케스트라 (지휘: 성시연)

안토닌 드보르자크: 첼로 협주곡 (협연: 강승민)
요하네스 브람스: 교향곡 제4번
- 4월 16일: 홍콩 필하모닉 오케스트라 (지휘: 얍 판 즈베덴)

람풍: 관현악 '정수 (Quintessence)'
버르토크 벨러: 바이올린 협주곡 제2번 (협연: 닝펑)
요하네스 브람스: 교향곡 제1번
- 4월 18일: 전주 시립 교향악단 (지휘: 최희준)

표트르 차이콥스키: 피아노 협주곡 제1번 (협연: 김규연)
세르게이 라흐마니노프: 교향곡 제2번
- 4월 19일: 창원 시립 교향악단 (지휘: 박태영)

리하르트 슈트라우스: 교향시 '틸 오일렌슈피겔의 유쾌한 장난'
베른하르트 롬베르크: 플루트 협주곡 (협연: 이소영)
이고르 스트라빈스키: 발레 '봄의 제전'
- 4월 20일: 서울 시립 교향악단 (지휘: 티에리 피셔)

윤이상: 관현악 '서곡'
안토닌 드보르자크: 바이올린 협주곡 (협연: 크리스텔 리)
표트르 차이콥스키: 교향곡 제5번
- 4월 21일: 제주특별자치도립 제주교향악단 (지휘: 정인혁)

최정훈: 대규모 관현악을 위한 다랑쉬 'Red Island II'
세르게이 쿠세비츠키: 콘트라베이스 협주곡 (볼프강 마이어토르민 관현악 편곡판. 협연: 성민제)
구스타프 말러: 교향곡 제1번
- 4월 22일: 충남 교향악단 (지휘: 윤승업)

모리스 라벨: 라 발스
요하네스 브람스: 바이올린과 첼로를 위한 2중 협주곡 (협연: 김현아/김우진)
드미트리 쇼스타코비치: 교향곡 제5번
- 4월 23일: 부천 필하모닉 오케스트라 (지휘: 박영민)

리하르트 바그너: 악극 '발퀴레' 중 발퀴레의 출동
세르게이 프로코피예프: 피아노 협주곡 제2번 (협연: 손민수)
리하르트 슈트라우스: 교향시 '죽음과 변용'
리하르트 슈트라우스: 교향시 '틸 오일렌슈피겔의 유쾌한 장난'

## 2018년
공연 기간: 4월 1일 ~ 4월 21일
참가 악단수: 17
- 3월 31일: 더 윈즈 (지휘: 김영률)

에런 코플랜드: 보통 사람을 위한 팡파르
퍼시 그레인저: 데리 지방의 아일랜드 선율
존 필립 수자: 행진곡 '언제나 충실히'
김희조: 밀양 아리랑 행진곡
조셉 슈원트너: 산은 어디에서도 솟아나지 않고
베르트 켐퍼르트: L-O-V-E
주세페 베르디: 오페라 '일 트로바토레' 중 집시들의 합창 (이상 두 곡 합창: 한화불꽃합창단)
레너드 번스타인: 교향 춤곡 '웨스트 사이드 스토리' (관악합주 편곡판)
- 4월 1일: KBS 교향악단 (지휘: 요엘 레비)

새뮤얼 바버: 서곡 '스캔들 학교'
에런 코플랜드: 클라리넷 협주곡 (협연: 조인혁)
드미트리 쇼스타코비치: 교향곡 제10번
- 4월 3일: 대구 시립 교향악단 (지휘: 율리안 코바체프)

루트비히 판 베토벤: 극음악 '에그몬트' 서곡
루트비히 판 베토벤: 피아노 협주곡 제3번 (협연: 김대진)
안토닌 드보르자크: 교향곡 제9번 '신세계로부터'
- 4월 4일: 대전 시립 교향악단 (지휘: 제임스 저드)

안성혁: 교향시 '태초의 빛'
루트비히 판 베토벤: 피아노 협주곡 제5번 (협연: 손정범)
요하네스 브람스: 교향곡 제2번
- 4월 5일: 대만 국가 교향악단 (지휘: 뤼샤오치아)

고든 친: 관현악을 위한 세 곡의 원주민 노래 중 무가
프란츠 리스트: 피아노 협주곡 제1번 (협연: 백건우)
표트르 차이콥스키: 교향곡 제6번 '비창'
- 4월 6일: 서울 시립 교향악단 (지휘: 성시연)

막스 브루흐: 바이올린과 관현악 '스코틀랜드 환상곡' (협연: 클라라 주미 강)
엑토르 베를리오즈: 환상교향곡
- 4월 7일: 경기 필하모닉 오케스트라 (지휘: 정나라)

드미트리 쇼스타코비치: 축전 서곡
막스 브루흐: 바이올린 협주곡 제1번 (협연: 김수연)
드미트리 쇼스타코비치: 교향곡 제5번
- 4월 10일: 춘천 시립 교향악단 (지휘: 이종진)

조은화: 관현악 '차이의 향유 II'
세르게이 라흐마니노프: 피아노 협주곡 제3번 (협연: 김준희)
벨러 버르토크: 관현악을 위한 협주곡
- 4월 11일: 전주 시립 교향악단 (지휘: 최희준)

미하일 글린카: 오페라 '루슬란과 류드밀라' 서곡
표트르 차이콥스키: 첼로와 관현악 '로코코 주제에 의한 변주곡' (협연: 이정란)
표트르 차이콥스키: 교향곡 제5번
- 4월 12일: 코리안 심포니 오케스트라 (지휘: 정치용)

이영조: 관현악 '여명'
로베르트 슈만: 피아노 협주곡 (협연: 김태형)
알렉산드르 스크랴빈: 교향곡 제2번
- 4월 13일: 부산 시립 교향악단 (지휘: 최수열)

진은숙: 오페라 '이상한 나라의 앨리스' 중 엉망진창 티 파티
요제프 하이든: 첼로 협주곡 제1번 (협연: 심준호)
리하르트 슈트라우스: 가정 교향곡
- 4월 14일: 광주 시립 교향악단 (지휘: 김홍재)

표트르 차이콥스키: 환상 서곡 '로미오와 줄리엣'
자코모 푸치니: 오페라 '라 보엠' 중 내 이름은 미미
표트르 차이콥스키: 오페라 '예브게니 오네긴' 중 이것이 끝이라 해도 (이상 두 곡 소프라노 협연: 홍주영)
세르게이 프로코피예프: 발레 모음곡 '로미오와 줄리엣' 제1~3번 중 일곱 곡 발췌
- 4월 15일: 원주 시립 교향악단 (지휘: 김광현)

장 시벨리우스: 교향시 '핀란디아'
카미유 생상: 바이올린 협주곡 제3번 (협연: 김다미)
프란츠 슈베르트: 교향곡 제8번 '미완성'
요하네스 브람스: 대학 축전 서곡
- 4월 17일: 군포 프라임 필하모닉 오케스트라 (지휘: 장윤성)

니콜라이 림스키코르사코프: 스페인 기상곡
크리스토프 푀르스터: 호른 협주곡 E플랫장조 (협연: 이석준)
윌리엄 월튼: 교향곡 제1번
- 4월 18일: 과천 시립 교향악단 (지휘: 서진)

세르게이 프로코피예프: 교향곡 제1번 '고전'
세르게이 프로코피예프: 피아노 협주곡 제2번 (협연: 신창용)
세르게이 프로코피예프: 발레 모음곡 '로미오와 줄리엣' 제1~2번 중 일곱 곡 발췌
- 4월 19일: 강남 심포니 오케스트라 (지휘: 성기선)

리하르트 바그너: 오페라 '방황하는 네덜란드인' 서곡
루트비히 판 베토벤: 바이올린, 첼로와 피아노를 위한 3중 협주곡 (협연: 김남윤/김두민/이경숙)
세르게이 라흐마니노프: 교향곡 제2번
- 4월 20일: 제주특별자치도립 제주교향악단 (지휘: 정인혁)

표트르 차이콥스키: 바이올린 협주곡 (협연: 양정윤)
구스타프 말러: 교향곡 제5번
- 4월 21일: 부천 필하모닉 오케스트라 (지휘: 박영민)

로웰 리버먼: 플루트 협주곡 (협연: 최나경)
구스타프 말러: 교향곡 제5번

## 2019년
공연 기간: 4월 2일 ~ 4월 21일
참가 악단수: 18
- 4월 2일: 제주특별자치도립 제주교향악단 (지휘: 정인혁)

볼프강 아마데우스 모차르트: 오페라 '피가로의 결혼' 서곡
요하네스 브람스: 피아노 협주곡 제1번 (협연: 이진상)
루트비히 판 베토벤: 교향곡 제5번
- 4월 3일: KBS 교향악단 (지휘: 요엘 레비)

스타니스와프 모니우슈코: 오페라 '할카' 서곡
펠릭스 멘델스존: 바이올린 협주곡 (협연: 윤소영)
구스타프 말러: 교향곡 제1번
- 4월 4일: 대구 시립 교향악단 (지휘: 율리안 코바체프)

볼프강 아마데우스 모차르트: 오페라 '피가로의 결혼' 서곡
요제프 하이든: 첼로 협주곡 제1번 (협연: 문태국)
표트르 차이콥스키: 교향곡 제5번
- 4월 5일: 대전 시립 교향악단 (지휘: 제임스 저드)

루트비히 판 베토벤: 피아노 협주곡 제4번 (협연: 원재연)
안톤 브루크너: 교향곡 제5번
- 4월 6일: 원주 시립 교향악단 (지휘: 김광현)

안톤 베베른: 파사칼리아
장 시벨리우스: 바이올린 협주곡 (협연: 박지윤)
요하네스 브람스: 교향곡 제1번
- 4월 7일: 춘천 시립 교향악단 (지휘: 이종진)

카를 마리아 폰 베버: 오페라 '마탄의 사수' 서곡
볼프강 아마데우스 모차르트: 플루트 협주곡 제1번 (협연: 조성현)
엑토르 베를리오즈: 환상교향곡
- 4월 9일: 군포 프라임 필하모닉 오케스트라 (지휘: 장윤성)

카를 닐센: 오페라 '가면무도회' 서곡
세르게이 라흐마니노프: 피아노 협주곡 제3번 (협연: 이용규)
에르네스트 블로흐: 교향곡 C샤프단조
- 4월 10일: 인천 시립 교향악단 (지휘: 이병욱)

에리히 볼프강 코른골트: 바이올린 협주곡 (협연: 이지윤)
구스타프 말러: 교향곡 제5번
- 4월 11일: 코리안 심포니 오케스트라 (지휘: 정치용)

폴연리: Korean Overture
에드워드 엘가: 바이올린 협주곡 (협연: 김응수)
레이프 본 윌리엄스: 교향곡 제5번
- 4월 12일: 서울 시립 교향악단 (지휘: 윌슨 응)

루트비히 판 베토벤: 레오노레 서곡 제1번
안토닌 드보르자크: 첼로 협주곡 (협연: 김두민)
세르게이 라흐마니노프: 교향 춤곡
- 4월 13일: 광주 시립 교향악단 (지휘: 김홍재)

모데스트 무소륵스키: 교향시 '민둥산의 하룻밤' (니콜라이 림스키코르사코프 편집판)
프레데리크 쇼팽: 피아노 협주곡 제1번 (협연: 유영욱)
모데스트 무소륵스키: 전람회의 그림 (모리스 라벨 관현악 편곡판)
- 4월 14일: 울산 시립 교향악단 (지휘: 니콜라이 알렉세예프)

샤를 구노: 오페라 '파우스트' 발레 모음곡 (제6곡 생략)
루트비히 판 베토벤: 피아노 협주곡 제3번 (협연: 박종해)
세자르 프랑크: 교향곡 D단조
- 4월 16일: 창원 시립 교향악단 (지휘: 김대진)

볼프강 아마데우스 모차르트: 디베르티멘토 D장조 K.136
요하네스 브람스: 피아노 협주곡 제1번 (협연: 김규연)
장 시벨리우스: 교향곡 제2번
- 4월 17일: 강남 심포니 오케스트라 (지휘: 성기선)

정윤주: 발레 '까치의 죽음' 제1막 & 제2막 전주곡, 제1막 중 '구원'
다리우스 미요: 첼로 협주곡 제1번 (협연: 임희영)
장 시벨리우스: 교향곡 제5번
- 4월 18일: 부산 시립 교향악단 (지휘: 최수열)

윤이상: 관현악 '예악'
아스토르 피아졸라: 바이올린과 현악 합주를 위한 '부에노스 아이레스의 사계' 중 겨울, 봄, 여름 (레오니트 데샤트니코프 편곡판. 협연: 조진주)
리하르트 슈트라우스: 알프스 교향곡
- 4월 19일: 부천 필하모닉 오케스트라 (지휘: 박영민)

이고르 스트라빈스키: 발레 모음곡 '불새' (1919년판)
보후슬라프 마르티누: 오보에 협주곡 (협연: 함경)
드미트리 쇼스타코비치: 교향곡 제6번
- 4월 20일: 경기 필하모닉 오케스트라 (지휘: 마시모 자네티)

클로드 드뷔시: 목신의 오후 전주곡
막스 브루흐: 바이올린 협주곡 제1번 (협연: 이지혜)
모리스 라벨: 스페인 광시곡
오토리노 레스피기: 교향시 '로마의 축제'
- 4월 21일: 중국 국가대극원 관현악단 (지휘: 장이)

줄리언 유: 중국 청소년을 위한 관현악 입문
표트르 차이콥스키: 첼로와 관현악 '로코코 주제에 의한 변주곡' (협연: 지안 왕)
구스타프 말러: 교향곡 제1번

## 2020년 (당초 계획 일정)
아래 일정은 코로나바이러스감염증-19의 유행으로 인해 모두 취소되었다. 전염병 유행으로 인해 축제 일정이 취소된 것은 이번이 처음이다.
공연 예정 기간: 3월 31일 ~ 4월 22일
참가 예정 악단수: 18
- 3월 31일: 세종 솔로이스츠

요한 제바스티안 바흐: 브란덴부르크 협주곡 전곡
- 4월 1일: 대구 시립 교향악단 (지휘: 율리안 코바체프)

요하네스 브람스: 피아노 협주곡 제1번 (협연: 김정원)
거스테이브 홀스트: 모음곡 '행성'
- 4월 2일: KBS 교향악단 (지휘: 피에타리 인키넨)

리하르트 바그너: 악극 '뉘른베르크의 마이스터징어' 제1막 전주곡
에드워드 엘가: 첼로 협주곡 (협연: 이상은)
표트르 차이콥스키: 교향곡 제4번
- 4월 3일: 창원 시립 교향악단 (지휘: 김대진)

새뮤얼 바버: 현을 위한 아다지오
드미트리 쇼스타코비치: 첼로 협주곡 제1번 (협연: 이강호)
안토닌 드보르자크: 교향곡 제8번
- 4월 4일: 부천 필하모닉 오케스트라 (지휘: 박영민)

리게티 죄르지: 관현악 '론타노'
표트르 차이콥스키: 바이올린 협주곡 (협연: 김동현)
이고르 스트라빈스키: 발레 '봄의 제전'
- 4월 5일: 군포 프라임 필하모닉 오케스트라 (지휘: 장윤성)

알렉산드르 보로딘: 오페라 '이고르 공' 서곡
루이스 슈포어: 현악 4중주와 관현악을 위한 협주곡 (협연: 칼라치 스트링 콰르텟)
드미트리 쇼스타코비치: 교향곡 제11번 '1905년'
- 4월 7일: 전주 시립 교향악단 (지휘: 김경희)

표트르 차이콥스키: 발레 모음곡 '백조의 호수'
표트르 차이콥스키: 피아노 협주곡 제1번 (협연: 주희성)
세르게이 프로코피예프: 교향곡 제5번
- 4월 8일: 강남 심포니 오케스트라 (지휘: 성기선)

루트비히 판 베토벤: 교향곡 제10번 (배리 쿠퍼 완성판)
알렉산드르 글라주노프: 바이올린 협주곡 (협연: 송지원)
모리스 라벨: 권두곡(Frontspiece) (피에르 불레즈 관현악 편곡판)
진은숙: 권두곡
루트비히 판 베토벤: 교향곡 제5번
- 4월 10일: 제주특별자치도립 제주교향악단 (지휘: 정인혁)

카를 슈타미츠: 클라리넷 협주곡 제7번 (협연: 채재일)
루트비히 판 베토벤: 교향곡 제9번
- 4월 11일: 경기 필하모닉 오케스트라 (지휘: 마시모 자네티)

세르게이 프로코피예프: 피아노 협주곡 제2번 (협연: 김다솔)
클로드 드뷔시: 세 개의 교향 소묘 '바다'
- 4월 12일: 원주 시립 교향악단 (지휘: 김광현)

이지수: 관현악 '달의 바다(Lunar mare)'
루트비히 판 베토벤: 피아노 협주곡 제2번 (협연: 박종화)
에리히 볼프강 코른골트: 신포니에타
- 4월 14일: 인천 시립 교향악단 (지휘: 이병욱)

새뮤얼 바버: 서곡 '스캔들 학교'
새뮤얼 바버: 바이올린 협주곡 (협연: 양인모)
세르게이 라흐마니노프: 교향곡 제2번
- 4월 15일: 청주 시립 교향악단 (지휘: 조규진)

세르게이 라흐마니노프: 피아노 협주곡 제3번 (협연: 한상일)
구스타프 말러: 교향곡 제1번
- 4월 16일: 서울 시립 교향악단 (지휘: 윌슨 응)

새뮤얼 바버: 현을 위한 아다지오
장 시벨리우스: 바이올린 협주곡 (협연: 최예은)
에드워드 엘가: 교향곡 제1번
- 4월 17일: 코리안 심포니 오케스트라 (지휘: 정치용)

박영희: 관현악 '소리'
볼프강 아마데우스 모차르트: 피아노 협주곡 제12번 (협연: 임동민)
리하르트 슈트라우스: 알프스 교향곡
- 4월 19일: 충남 교향악단 (지휘: 윤승업)

안톤 베베른: 파사칼리아
세르게이 라흐마니노프: 피아노 협주곡 제1번 (협연: 박진우)
비톨트 루토스와프스키: 관현악을 위한 협주곡
- 4월 21일: 부산 시립 교향악단 (지휘: 최수열)

키모 하콜라: 클라리넷 협주곡 (협연: 김한)
김택수: 관현악 '짠!'
모리스 라벨: 발레 모음곡 '다프니스와 클로에' 제2번
- 4월 22일: 수원 시립 교향악단 (지휘: 최희준)

막스 브루흐: 바이올린 협주곡 제1번 (협연: 강동석)
구스타프 말러: 교향곡 제4번 (소프라노 협연: 임선혜)

## 2020년 (실제 진행 일정)
아래는 예술의 전당 측에서 코로나바이러스-19 확진자 추세가 점차 감소함에 따라 재계획한 뒤 '교향악축제 스페셜'이라는 이름으로 개최한 공연 목록이다. 입장권은 좌석 간 거리두기 의무 지침에 따라 판매되었으며, 참가한 관현악단들도 정부의 사회적 거리두기 권고와 객원 단원 및 협연자, 지휘자 섭외의 어려움으로 인해 대부분 기존에 계획해둔 연주 곡목 혹은 출연진을 변경하고 공연했다.
공연 기간: 7월 28일 ~ 8월 10일
참가 악단수: 14
- 7월 28일: 서울 시립 교향악단[32] (지휘: 윌슨 응)

요하네스 브람스: 피아노 협주곡 제1번 (협연: 김정원)
로베르트 슈만: 교향곡 제2번
- 7월 29일: 창원 시립 교향악단 (지휘: 김대진)

새뮤얼 바버: 현을 위한 아다지오
드미트리 쇼스타코비치: 첼로 협주곡 제1번 (협연: 이강호)
루트비히 판 베토벤: 교향곡 제5번
- 7월 30일: 전주 시립 교향악단 (지휘: 김경희)

에드워드 엘가: 수수께끼 변주곡 중 제9변주 '니므롯'
표트르 차이콥스키: 피아노 협주곡 제1번 (협연: 주희성)
표트르 차이콥스키: 교향곡 제6번 '비창'
- 7월 31일: 수원 시립 교향악단 (지휘: 최희준)

루트비히 판 베토벤: 극음악 '에그몬트' 서곡
막스 브루흐: 바이올린 협주곡 제1번 (협연: 백주영)
루트비히 판 베토벤: 교향곡 제7번
- 8월 1일: 부천 필하모닉 오케스트라 (지휘: 율리안 코바체프)

미하일 글린카: 오페라 '루슬란과 류드밀라' 서곡
표트르 차이콥스키: 바이올린 협주곡 (협연: 김동현)
루트비히 판 베토벤: 교향곡 제3번 '영웅'
- 8월 2일: 코리안 심포니 오케스트라 (지휘: 정치용)

펠릭스 멘델스존: 서곡 '고요한 바다와 즐거운 항해'
루트비히 판 베토벤: 피아노 협주곡 제1번 (협연: 임동민)
로베르트 슈만: 교향곡 제3번 '라인'
- 8월 3일: 강릉 시립 교향악단 (지휘: 류석원)

카미유 생상: 바이올린 협주곡 제3번 (협연: 조진주)
구스타프 말러: 교향곡 제1번
- 8월 4일: 강남 심포니 오케스트라 (지휘: 성기선)

알렉산드르 글라주노프: 발레 '사계' 중 여름
알렉산드르 글라주노프: 발레 '레이몬다' 제3막 간주곡
알렉산드르 글라주노프: 바이올린 협주곡 (협연: 송지원)
요하네스 브람스: 교향곡 제2번
- 8월 5일: 청주 시립 교향악단 (지휘: 조규진)

프란츠 리스트: 피아노 협주곡 제1번 (협연: 한상일)
구스타프 말러: 교향곡 제5번
- 8월 6일: 인천 시립 교향악단 (지휘: 이병욱)

새뮤얼 바버: 현을 위한 아다지오
새뮤얼 바버: 바이올린 협주곡 (협연: 양인모)
세르게이 라흐마니노프: 교향곡 제2번
- 8월 7일: 군포 프라임 필하모닉 오케스트라 (지휘: 장윤성)

알렉산드르 보로딘: 오페라 '이고르 공' 서곡
루이스 슈포어: 현악 4중주와 관현악을 위한 협주곡 (협연: 칼라치 스트링 콰르텟)
드미트리 쇼스타코비치: 교향곡 제11번 '1905년'
- 8월 8일: 경기 필하모닉 오케스트라 (지휘: 마시모 자네티)

루트비히 판 베토벤: 바이올린 협주곡 (협연: 최예은)
펠릭스 멘델스존: 교향곡 제4번 '이탈리아'
- 8월 9일: 원주 시립 교향악단 (지휘: 김광현)

이지수: 관현악 '달의 바다(Lunar mare)'
루트비히 판 베토벤: 피아노 협주곡 제2번 (협연: 박종화)
표트르 차이콥스키: 교향곡 제5번
- 8월 10일: KBS 교향악단 (지휘: 지중배)

리하르트 바그너: 악극 '뉘른베르크의 마이스터징어' 제1막 전주곡
에드워드 엘가: 첼로 협주곡 (협연: 이상은)
표트르 차이콥스키: 교향곡 제4번

## 2021년
2020년에 이어 코로나바이러스-19 대유행 속에 진행되었고, 입장권은 정부의 좌석 간 거리두기 의무 지침에 따라 판매되었다.
공연 기간: 3월 30일 ~ 4월 22일
참가 악단수: 21
- 3월 30일: 성남 시립 교향악단 (지휘: 금난새)

카미유 생상: 죽음의 춤
펠릭스 멘델스존: 바이올린 협주곡 (최나경 플루트 독주 편곡판. 협연: 최나경)
펠릭스 멘델스존: 교향곡 제3번 '스코틀랜드'
- 3월 31일: 창원 시립 교향악단 (지휘: 김대진)

에런 코플런드: 발레 모음곡 '애팔래치아의 봄' (13인의 기악 합주판)
볼프강 아마데우스 모차르트: 플루트 협주곡 제2번 (협연: 김유빈)
카를 닐센: 교향곡 제4번 '멸할 수 없는 것'
- 4월 1일: 코리안 챔버 오케스트라 (구 서울바로크합주단)[34] (지휘: 정민)

요제프 하이든: 교향곡 제83번 '암탉'
볼프강 아마데우스 모차르트: 피아노 협주곡 제17번 (협연: 신창용)
안토닌 드보르자크: 현을 위한 세레나데
- 4월 2일: 과천 시립 교향악단 (지휘: 서진)

카를 마리아 폰 베버: 오페라 '마탄의 사수' 서곡
카를 슈타미츠: 클라리넷 협주곡 제7번 (협연: 채재일)
장 시벨리우스: 교향곡 제1번
- 4월 3일: 부천 필하모닉 오케스트라 (지휘: 장윤성)

프란츠 리스트: 교향시 '마제파'
새뮤얼 바버: 바이올린 협주곡 (협연: 에스더 유)
세르게이 라흐마니노프: 교향곡 제2번
- 4월 4일: 춘천 시립 교향악단 (지휘: 이종진)

미하일 글린카: 오페라 '루슬란과 류드밀라' 서곡
표트르 차이콥스키: 바이올린 협주곡 (협연: 배연희)
장 시벨리우스: 교향곡 제2번
- 4월 6일: 인천 시립 교향악단 (지휘: 이병욱)

장 시벨리우스: 극음악 '쿠오레마' 중 슬픈 왈츠
로베르트 슈만: 피아노 협주곡 (협연: 윤홍천)
표트르 차이콥스키: 교향곡 제6번 '비창'
- 4월 7일: 경북 도립 교향악단 (지휘: 백진현)

니콜라이 림스키코르사코프: 러시아 부활제 서곡
세르게이 라흐마니노프: 피아노 협주곡 제1번 (협연: 박진우)
드미트리 쇼스타코비치: 교향곡 제12번 '1917년'
- 4월 8일: 진주 시립 교향악단 (지휘: 정인혁)

볼프강 아마데우스 모차르트: 오페라 '돈 조반니' 서곡
드미트리 쇼스타코비치: 첼로 협주곡 제1번 (협연: 김민지)
요하네스 브람스: 교향곡 제2번
- 4월 9일: 부산 시립 교향악단 (지휘: 최수열)

김택수: 관현악 '짠!'
루트비히 판 베토벤: 피아노 협주곡 제5번 (협연: 김태형)
리하르트 슈트라우스: 교향시 '돈 후안'
모리스 라벨: 라 발스
- 4월 10일: 서울 시립 교향악단 (지휘: 오스모 벤스케)

장 시벨리우스: 교향시 '핀란디아'
윤이상: 실내 교향곡 제1번
요하네스 브람스: 바이올린과 첼로를 위한 2중 협주곡 (협연: 크리스텔 리/요나단 루제만)
- 4월 11일: 코리안 심포니 오케스트라 (지휘: 다비드 레일랑)

펠릭스 멘델스존: 서곡 '핑갈의 동굴'
로베르트 슈만: 첼로 협주곡 (협연: 양성원)
요하네스 브람스: 교향곡 제1번
- 4월 13일: 대전 시립 교향악단 (지휘: 제임스 저드)

볼프강 아마데우스 모차르트: 피아노 협주곡 제23번 (협연: 문지영)
구스타프 말러: 교향곡 제6번
- 4월 14일: 수원 시립 교향악단 (지휘: 최희준)

볼프강 아마데우스 모차르트: 피아노 협주곡 제22번 (협연: 임윤찬)
구스타프 말러: 교향곡 제4번 (소프라노 협연: 홍혜란)
- 4월 15일: 강남 심포니 오케스트라 (지휘: 여자경)

안토닌 드보르자크: 서곡 '사육제'
막스 브루흐: 바이올린 협주곡 제1번 (협연: 김영욱)
세르게이 라흐마니노프: 교향곡 제2번
- 4월 16일: 군포 프라임 필하모닉 오케스트라 (지휘: 박준성)

리하르트 바그너: 지크프리트 목가
볼프강 아마데우스 모차르트: 바순 협주곡 (협연: 유성권)
아람 하차투리안: 교향곡 제2번
- 4월 17일: 경기 필하모닉 오케스트라 (지휘: 마시모 자네티)

세르게이 프로코피예프: 피아노 협주곡 제2번 (협연: 김다솔)
모리스 라벨: 모음곡 '어미 거위'
오토리노 레스피기: 교향시 '로마의 소나무'
- 4월 18일: 원주 시립 교향악단 (지휘: 김광현)

볼프강 아마데우스 모차르트: 교향곡 제35번 '하프너'
요제프 하이든: 피아노 협주곡 제11번 (하프시코드 연주. 협연: 안종도)
루트비히 판 베토벤: 교향곡 제4번
- 4월 20일: 광주 시립 교향악단 (지휘: 홍석원)

표트르 차이콥스키: 피아노 협주곡 제1번 (협연: 손정범)
드미트리 쇼스타코비치: 교향곡 제5번
- 4월 21일: 포항 시립 교향악단 (지휘: 임헌정)

볼프강 아마데우스 모차르트: 오페라 '마술피리' 서곡
볼프강 아마데우스 모차르트: 피아노 협주곡 제27번 (협연: 이진상)
루트비히 판 베토벤: 교향곡 제7번
- 4월 22일: KBS 교향악단 (지휘: 차웅)

주세페 베르디: 오페라 '나부코' 서곡
세르게이 라흐마니노프: 피아노 협주곡 제3번 (협연: 손민수)
요하네스 브람스: 교향곡 제3번

## 2022년
2020년과 2021년에 이어 코로나바이러스-19 대유행 속에 진행되었으나, 진행 중 정부의 좌석 간 거리두기 의무 지침이 해제되면서 띄어앉기식 좌석 배분 방침도 철회되었다. 다만 공연 중 청중들의 의무적인 마스크 착용 방침은 유지되었다.
공연 기간: 4월 2일 ~ 4월 24일
참가 악단수: 20
- 4월 2일: 부천 필하모닉 오케스트라 (지휘: 장윤성)

세자르 프랑크: 교향시 '저주받은 사냥꾼'
드미트리 쇼스타코비치: 바이올린 협주곡 제1번 (협연: 임지영)
레이프 본 윌리엄스: 토머스 탈리스 주제에 의한 환상곡
알렉산드르 스크랴빈: 법열의 시
- 4월 3일: 청주 시립 교향악단 (지휘: 유광)

장 시벨리우스: 카렐리아 모음곡 중 제1곡과 제3곡
카미유 생상: 첼로 협주곡 제1번 (협연: 송영훈)
드미트리 쇼스타코비치: 교향곡 제10번
- 4월 5일: 경기 필하모닉 오케스트라 (지휘: 마시모 자네티)

모리스 라벨: 피아노 협주곡 (협연: 임주희)
오토리노 레스피기: 교향시 '로마의 분수'
클로드 드뷔시: 세 개의 교향 소묘 '바다'
- 4월 6일: 수원 시립 교향악단 (지휘: 최희준)

프레데리크 쇼팽: 피아노 협주곡 제1번 (협연: 김도현)
드미트리 쇼스타코비치: 교향곡 제5번
- 4월 7일: 대전 시립 교향악단 (지휘: 제임스 저드)

볼프강 아마데우스 모차르트: 피아노 협주곡 제13번 (협연: 김수연)
리하르트 슈트라우스: 교향시 '영웅의 생애'
- 4월 8일: 부산 시립 교향악단 (지휘: 최수열)

로베르트 슈만: 첼로 협주곡 (협연: 한재민)
진은숙: 관현악 '수비토 콘 포르차'
존 케이지: 4분 33초 (관현악판)
모리스 라벨: 발레 모음곡 '다프니스와 클로에' 제2번
- 4월 9일: KBS 교향악단 (지휘: 마르쿠스 슈텐츠)

볼프강 아마데우스 모차르트: 바이올린 협주곡 제4번 (협연: 카리사 추)
안톤 브루크너: 교향곡 제4번 '낭만적'
- 4월 10일: 인천 시립 교향악단 (지휘: 이병욱)

윌리엄 월튼: 바이올린 협주곡 (1943년 개정판. 협연: 파비올라 김)
안톤 브루크너: 교향곡 제9번
- 4월 12일: 성남 시립 교향악단 (지휘: 금난새)

주세페 베르디: 오페라 '시칠리아인의 저녁 기도' 서곡
펠릭스 멘델스존: 바이올린 협주곡 (협연: 신지아)
바실리 칼리니코프: 교향곡 제1번
- 4월 13일: 광주 시립 교향악단 (지휘: 홍석원)

펠릭스 멘델스존: 피아노 협주곡 제1번 (협연: 이혁)
드미트리 쇼스타코비치: 교향곡 제11번 '1905년'
- 4월 14일: 서울 시립 교향악단 (지휘: 마르코 레토냐)

카를 마리아 폰 베버: 오페라 '오베론' 서곡
막스 브루흐: 바이올린 협주곡 제1번 (협연: 한수진)
세르게이 프로코피예프: 발레 모음곡 '로미오와 줄리엣' 제1번과 제2번 (발췌)
- 4월 15일: 제주특별자치도립 제주교향악단 (지휘: 김홍식)

볼프강 아마데우스 모차르트: 플루트와 하프를 위한 협주곡 (협연: 윤혜리/곽정)
구스타프 말러: 교향곡 제1번
- 4월 16일: 국립 심포니 오케스트라 (구 코리안 심포니 오케스트라) (지휘: 윤한결)

요하네스 브람스: 피아노 협주곡 제1번 (협연: 박재홍)
오종성: 관현악 '미미'
이고르 스트라빈스키: 발레 '페트루시카' (1947년판)
- 4월 17일: 원주 시립 교향악단 (지휘: 정주영)

레너드 번스타인: 오페레타 '캔디드' 서곡
에런 코플랜드: 클라리넷 협주곡 (협연: 김상윤)
모리스 라벨: 라 발스
리하르트 슈트라우스: 오페라 모음곡 '장미의 기사' (아르투르 로진스키 편곡판)
- 4월 19일: 군포 프라임 필하모닉 오케스트라 (지휘: 이승원)

세르게이 프로코피예프: 히브리 주제에 의한 서곡
버르토크 벨러: 비올라 협주곡 (셰르이 티보르 완성판. 협연: 김세준)
알렉산드르 스크랴빈: 교향곡 제2번
- 4월 20일: 경북 도립 교향악단 (지휘: 백진현)

조지 거슈윈: 쿠바 서곡
레너드 번스타인: 관현악을 위한 디베르티멘토
조지 거슈윈: 피아노와 관현악 '랩소디 인 블루' (퍼디 그로페 관현악 편곡판. 협연: 윤아인)
에런 코플랜드: 교향곡 제3번
- 4월 21일: 창원 시립 교향악단 (지휘: 김건)

리하르트 바그너: 악극 '트리스탄과 이졸데' 중 전주곡과 사랑의 죽음
표트르 차이콥스키: 첼로와 관현악 '로코코 주제에 의한 변주곡' (막심 리사노프 비올라와 관현악 편곡판. 비올라 협연: 김상진)
표트르 차이콥스키: 교향 환상곡 '프란체스카 다 리미니'
- 4월 22일: 목포 시립 교향악단 (지휘: 정헌)

자코모 푸치니: 교향 전주곡
요제프 하이든: 호른 협주곡 제1번 (협연: 김홍박)
요하네스 브람스: 피아노 4중주 제1번 (아르놀트 쇤베르크 관현악 편곡판)
- 4월 23일: 강남 심포니 오케스트라 (지휘: 여자경)

장 시벨리우스: 교향시 '핀란디아'
장 시벨리우스: 바이올린 협주곡 (협연: 박수예)
표트르 차이콥스키: 교향곡 제5번
- 4월 24일: 과천 시립 교향악단 (지휘: 서진)

최병돈: 관현악을 위한 음악
프랑시스 풀랑크: 두 대의 피아노를 위한 협주곡 (협연: 조재혁/이효주)
장 시벨리우스: 교향곡 제2번

## 2023년
기존의 4월 공연에서 6월 공연으로 개최 시기가 변경되었다. 연주 일정 발표 후 예술의 전당 측은 2024년에 다시 4월에 개최하는 것으로 방침을 바꾸었다.
공연 기간: 6월 1일 ~ 6월 25일
참가 악단수: 17
- 6월 1일: 광주 시립 교향악단 (지휘: 홍석원)

에드워드 엘가: 수수께끼 변주곡 중 제9변주 '니므롯'
루트비히 판 베토벤: 피아노 협주곡 제1번 (협연: 손민수)
구스타프 말러: 교향곡 제1번
- 6월 2일: 창원 시립 교향악단 (지휘: 김건)

아베 케이코: 마림바와 관현악 '프리즘 랩소디' (협연: 한문경)
베드르지흐 스메타나: 연작 교향시 '나의 조국' 전곡
- 6월 4일: 인천 시립 교향악단 (지휘: 이병욱)

루트비히 판 베토벤: 피아노 협주곡 제3번 (협연: 존 오코너)
세르게이 프로코피예프: 교향곡 제5번
- 6월 6일: 국립 심포니 오케스트라 (구 코리안 심포니 오케스트라) (지휘: 다비드 레일랑)

이본: 관현악 'Cusco? Cusco!'
막스 브루흐: 바이올린 협주곡 제1번 (협연: 김수연)
안토닌 드보르자크: 교향곡 제8번
- 6월 8일: 수원 시립 교향악단 (지휘: 최희준)

안토닌 드보르자크: 서곡 '사육제'
세르게이 프로코피예프: 바이올린 협주곡 제2번 (협연: 김동현)
세르게이 프로코피예프: 교향곡 제4번 (1947년 개정판)
- 6월 9일: KBS 교향악단 (지휘: 정치용)

세르게이 라흐마니노프: 교향시 '바위'
리게티 죄르지: 피아노 협주곡 (협연: 박종화)
세르게이 라흐마니노프: 교향 춤곡
- 6월 10일: 강릉 시립 교향악단 (지휘: 정민)

엑토르 베를리오즈: 서곡 '로마의 사육제'
요제프 하이든: 첼로 협주곡 제1번 (협연: 최하영)
엑토르 베를리오즈: 환상교향곡
- 6월 13일: 성남 시립 교향악단 (지휘: 금난새)

조르주 비제: 모음곡 '아를의 여인' 제1번
카를 라이네케: 플루트 협주곡 (협연: 조성현)
표트르 차이콥스키: 교향곡 제2번 '소러시아'
- 6월 14일: 전주 시립 교향악단 (지휘: 성기선)

세르게이 라흐마니노프: 교향 악장 D단조 (유스 심포니)
세르게이 라흐마니노프: 피아노 협주곡 제3번 (협연: 김나영)
세르게이 라흐마니노프: 교향곡 제2번
- 6월 15일: 충남 교향악단 (지휘: 정나라)

이신우: 교향시 '백제' 서곡
볼프강 아마데우스 모차르트: (두 대의) 피아노 협주곡 제10번 (협연: 신미정/박상욱)
안토닌 드보르자크: 교향곡 제6번
- 6월 16일: 대전 시립 교향악단 (지휘: 여자경)

카를 마리아 폰 베버: 오페라 '마탄의 사수' 서곡
카를 마리아 폰 베버: 클라리넷 협주곡 제2번 (협연: 조인혁)
루트비히 판 베토벤: 교향곡 제5번
- 6월 17일: 서울 시립 교향악단 (지휘: 데이비드 이)

루트비히 판 베토벤: 오페라 '피델리오' 서곡
루트비히 판 베토벤: 피아노 협주곡 제5번 (협연: 마르틴 가르시아 가르시아)
드미트리 쇼스타코비치: 교향곡 제1번
- 6월 20일: 대구 시립 교향악단 (지휘: 박인욱)

주세페 베르디: 오페라 '시칠리아인의 저녁 기도' 서곡
볼프강 아마데우스 모차르트: 피아노 협주곡 제21번 (협연: 임효선)
장 시벨리우스: 교향곡 제2번
- 6월 21일: 부천 필하모닉 오케스트라 (지휘: 장윤성)

에두아르 랄로: 노르웨이 광시곡
프레데리크 쇼팽: 피아노 협주곡 제2번 (협연: 케빈 케너)
세르게이 라흐마니노프: 교향곡 제1번
- 6월 22일: 제주특별자치도립 제주교향악단 (지휘: 김홍식)

리하르트 바그너: 악극 '뉘른베르크의 마이스터징어' 제1막 전주곡
조아키노 로시니: 바순 협주곡 (협연: 곽정선)
요하네스 브람스: 교향곡 제1번
- 6월 24일: 경기 필하모닉 오케스트라 (지휘: 김선욱)

펠릭스 멘델스존: 극음악 '한여름밤의 꿈' 서곡
로베르트 슈만: 첼로 협주곡 (협연: 김두민)
표트르 차이콥스키: 교향곡 제5번
- 6월 25일: 부산 시립 교향악단 (지휘: 최수열)

볼프강 아마데우스 모차르트: 모테트 '기뻐하라, 환호하라' (소프라노 협연: 서예리)
구스타프 말러: 교향곡 제9번

## 2024년
공연 기간: 4월 3일 ~ 4월 28일
참가 악단수: 23
- 4월 3일: KBS 교향악단  (지휘: 피에타리 인키넨)

요하네스 브람스: 바이올린 협주곡 (협연: 이지윤)
장 시벨리우스: 교향곡 제2번
- 4울 4일: 창원 시립 교향악단 (지휘: 김건)

표트르 차이콥스키: 바이올린 협주곡 (협연: 김계희)
드미트리 쇼스타코비치: 교향곡 제8번
- 4월 5일: 부천 필하모닉 오케스트라 (지휘: 아드리앙 페뤼숑)

모리스 라벨: 스페인 광시곡
모리스 라벨: 피아노 협주곡 (협연: 박종해)
모리스 라벨: 발레 '어미 거위'
클로드 드뷔시: 세 개의 교향 소묘 '바다'
- 4월 6일: 코리안 챔버 오케스트라 (지휘: 최수열)

로베르트 슈만: 피아노 협주곡 (협연: 정규빈)
크시슈토프 펜데레츠키: 비올라 협주곡 (협연: 로베르토 디아스)
루트비히 판 베토벤: 교향곡 제8번
- 4월 7일: 충남 교향악단 (지휘: 정나라)

카를 마리아 폰 베버: 오페라 '오이리안테' 서곡
율리우스 리츠: 오보에와 관현악을 위한 콘체르트슈튀크 (협연: 함경)
드미트리 쇼스타코비치: 교향곡 제10번
- 4월 9일: 대구 시립 교향악단 (지휘: 백진현)

벤자민 브리튼: 오페라 '피터 그라임스' 네 개의 바다 간주곡 중 제4곡 '폭풍'
막스 브루흐: 바이올린과 관현악 '스코틀랜드 환상곡' (협연: 김다미)
에드워드 엘가: 교향곡 제1번
- 4월 10일: 한경 필하모닉 오케스트라 (지휘: 윌슨 응)

아르놀트 쇤베르크: 현악 4중주와 관현악을 위한 협주곡 (협연: 에스메 콰르텟)
구스타프 말러: 교향곡 제5번
- 4월 11일: 전주 시립 교향악단 (지휘: 성기선)

알렉산더 쳄린스키: 오페라 '옛날 옛적에' 프롤로그
에드워드 엘가: 첼로 협주곡 (협연: 심준호)
구스타프 말러: 교향곡 제4번 (소프라노 협연: 박소영)
- 4월 12일: 국립 심포니 오케스트라 (구 코리안 심포니 오케스트라) (지휘: 다비드 레일랑)

임형섭: 관현악 '하윌라'
장 프랑세: 클라리넷 협주곡 (협연: 김한)
프란츠 슈베르트: 교향곡 제9번
- 4월 13일: 대전 시립 교향악단 (지휘: 여자경)

에르네스트 블로흐: 첼로와 관현악 '셸로모' (협연: 율리우스 베르거)
이고르 스트라빈스키: 발레 '봄의 제전'
- 4월 14일: 원주 시립 교향악단 (지휘: 정주영)

베드르지흐 스메타나: 오페라 '팔려간 신부' 서곡
루트비히 판 베토벤: 피아노 협주곡 제5번 (협연: 김정원)
표트르 차이콥스키: 환상 서곡 '로미오와 줄리엣'
버르토크 벨러: 발레 모음곡 '중국의 이상한 관리'
- 4월 16일: 제주특별자치도립 제주교향악단 (지휘: 김홍식)

루트비히 판 베토벤: 피아노 협주곡 제1번 (협연: 김홍기)
안톤 브루크너: 교향곡 제4번 '낭만적'
- 4월 17일: 김천 시립 교향악단 (지휘: 김성진)

루트비히 판 베토벤: 극음악 '에그몬트' 서곡
세르게이 라흐마니노프: 피아노 협주곡 제2번 (협연: 한지호)
안토닌 드보르자크: 교향곡 제8번
- 4월 18일: 춘천 시립 교향악단 (지휘: |송유진)

볼프강 아마데우스 모차르트: 오페라 '마술피리' 서곡
루트비히 판 베토벤: 피아노 협주곡 제3번 (협연: 주희성)
세자르 프랑크: 교향곡 D단조
- 4월 19일: 서울 시립 교향악단 (지휘: 페터르 빌룬)

버르토크 벨러: 바이올린 협주곡 제2번 (협연: 이지혜)
요하네스 브람스: 교향곡 제3번
- 4월 20일: 심포니 송 (지휘: 함신익)

루트비히 판 베토벤: 피아노 협주곡 제4번 (협연: 김준형)
루트비히 판 베토벤: 교향곡 제7번
- 4월 21일: 부산 시립 교향악단 (지휘: 키릴 카라비츠)

프란츠 리스트: 교향시 '마제파'
드미트리 쇼스타코비치: 첼로 협주곡 제2번 (협연: 문태국)
이고르 스트라빈스키: 발레 '페트루시카' (1947년판)
- 4월 23일: 군포 프라임 필하모닉 오케스트라 (지휘: 장윤성)

자코모 푸치니: 교향 기상곡
볼프강 아마데우스 모차르트: 피아노 협주곡 제25번 (협연: 김다솔)
알프레도 카셀라: 교향곡 제1번
- 4월 24일: 과천 시립 교향악단 (지휘: 안두현)

리하르트 바그너: 악극 '뉘른베르크의 마이스터징어' 제1막 전주곡
카를 마리아 폰 베버: 바순 협주곡 (협연: 유성권)
세르게이 프로코피예프: 교향곡 제7번
- 4월 25일: 수원 시립 교향악단 (지휘: 최희준)

루트비히 판 베토벤: 바이올린 협주곡 (협연: 김응수)
드미트리 쇼스타코비치: 교향곡 제11번 '1905년'
- 4월 26일: 광주 시립 교향악단 (지휘: 홍석원)

드미트리 쇼스타코비치: 피아노 협주곡 제2번 (협연: 신창용)
드미트리 쇼스타코비치: 교향곡 제13번 '바비 야르' (베이스: 김대영/베이스 합창: 노이 오페라 코러스)
- 4월 27일: 경기 필하모닉 오케스트라 (지휘: 이승원)

미하일 글린카: 오페라 '루슬란과 류드밀라' 서곡
드미트리 쇼스타코비치: 바이올린 협주곡 제1번 (협연: 김재원)
표트르 차이콥스키: 교향곡 제4번
- 4월 28일: 인천 시립 교향악단 (지휘: 이병욱)

리하르트 슈트라우스: 네 개의 마지막 노래 (소프라노 협연: 황수미)
안톤 브루크너: 교향곡 제7번

## 2025년
공연 기간: 4월 1일 ~ 4월 20일
참가 악단수: 18
- 4월 1일: 창원 시립 교향악단 (지휘: 김건)

모리스 라벨: 왼손을 위한 협주곡 (피아노 협연: 문지영)
드미트리 쇼스타코비치: 교향곡 제10번
- 4월 2일: 인천 시립 교향악단 (지휘: 정한결)

모데스트 무소륵스키: 교향시 '민둥산의 하룻밤' (니콜라이 림스키코르사코프 편집판)
자크 이베르: 플루트 협주곡 (협연: 윤혜리)
모데스트 무소륵스키: 전람회의 그림 (모리스 라벨 관현악 편곡판)
- 4월 3일: 광주 시립 교향악단 (지휘: 이병욱)

클로드 드뷔시: 베르가마스크 모음곡 중 제3곡 '달빛' (앙드레 카플레 관현악 편곡판)
안토닌 드보르자크: 첼로 협주곡 (협연: 이상은)
세자르 프랑크: 교향곡 D단조
- 4월 4일: 수원 시립 교향악단 (지휘: 최희준)

요하네스 브람스: 바이올린 협주곡 (협연: 뤄차오원)
요하네스 브람스: 교향곡 제4번
- 4월 5일: 강릉 시립 교향악단 (지휘: 정민)

표트르 차이콥스키: 피아노 협주곡 제1번 (협연: 윤홍천)
표트르 차이콥스키: 교향곡 제2번 '소러시아'
- 4월 6일: KBS 교향악단  (지휘: 일란 볼코프)

볼프강 아마데우스 모차르트: 바이올린 협주곡 제5번 (협연: 쇼지 사야카)
세르게이 라흐마니노프: 교향곡 제2번
- 4월 8일: 강남 심포니 오케스트라 (지휘: 데이비드 이)

루트비히 판 베토벤: 피아노 협주곡 제4번 (협연: 김규연)
구스타프 말러: 교향곡 제1번
- 4월 9일: 청주 시립 교향악단 (지휘: 김경희)

카를 닐센: 오페라 '가면무도회' 서곡
보후슬라프 마르티누: 비올라와 관현악을 위한 협주광시곡 (협연: 신경식)
드미트리 쇼스타코비치: 교향곡 제1번
- 4월 10일: 국립 심포니 오케스트라 (구 코리안 심포니 오케스트라) (지휘: 윤한결)

세르게이 라흐마니노프: 피아노 협주곡 제2번 (협연: 김태형)
표트르 차이콥스키: 교향곡 제4번
- 4월 11일: 부천 필하모닉 오케스트라 (지휘: 아드리앙 페뤼숑)

모리스 라벨: 서곡 '세헤라자데'
막스 브루흐: 바이올린 협주곡 제1번 (협연: 박지윤)
니콜라이 림스키코르사코프: 교향 모음곡 '세헤라자데'
- 4월 12일: 대전 시립 교향악단 (지휘: 여자경)

루트비히 판 베토벤: 바이올린 협주곡 (협연: 백주영)
드미트리 쇼스타코비치: 교향곡 제11번 '1905년'
- 4월 13일: 전주 시립 교향악단 (지휘: 성기선)

알렉산드르 글라주노프: 모음곡 '중세 시대로부터' 중 제1곡 '전주곡'
프레데리크 쇼팽: 피아노 협주곡 제1번 (협연: 아르세니 문)
안톤 브루크너: 교향곡 제9번
- 4월 15일: 제주특별자치도립 제주교향악단 (지휘: 장윤성)

세르게이 라흐마니노프: 피아노 협주곡 제3번 (협연: 조재혁)
세르게이 라흐마니노프: 교향 춤곡
- 4월 16일: 진주 시립 교향악단 (지휘: 정인혁)

리하르트 슈트라우스: 클라리넷과 바순을 위한 2중 소협주곡 (협연: 조인혁/김민주)
루트비히 판 베토벤: 교향곡 제9번 (소프라노: 서선영/메조소프라노: 이아경/테너: 이범주/베이스: 손혜수/합창: 국립합창단·위너 오페라 합창단)
- 4월 17일: 부산 시립 교향악단 (지휘: 홍석원)

버르토크 벨러: 피아노 협주곡 제3번 (셰르이 티보르 완성판. 협연: 박재홍)
구스타프 말러: 교향곡 제4번 (소프라노 협연: 박미자)
- 4월 18일: 서울 시립 교향악단 (지휘: 최수열)

로베르트 슈만: 첼로 협주곡 (협연: 이상 엔더스)
리하르트 슈트라우스: 교향시 '영웅의 생애' (초판)
- 4월 19일: 대구 시립 교향악단 (지휘: 백진현)

파울 힌데미트: 오페라 '오늘의 뉴스' 서곡
니노 로타: 콘트라베이스와 관현악을 위한 디베르티멘토 콘체르탄테 (협연: 임채문)
파울 힌데미트: 교향곡 '세계의 조화'
- 4월 20일: 경기 필하모닉 오케스트라 (지휘: 김선욱)

볼프강 아마데우스 모차르트: 피아노 협주곡 제26번 '대관식' (협연: 김선욱)
구스타프 말러: 교향곡 제5번